# Нікола Сансон
Нікола (Ніколя) Сансон д'Аббевіль (фр. Nicolas Sanson, 20 грудня 1600, Аббевіль — 1667, Париж) — французький історик, картограф та космограф.
Діючи з 1627 року, Сансон опублікував свою першу важливу карту, Postes de France, у 1632 році разом із видавцем Мельхіором Таверньє. Після самостійної публікації кількох загальних атласів він вступив у партнерство з друкованим видавцем П’єром Марієттом .

## Біографія

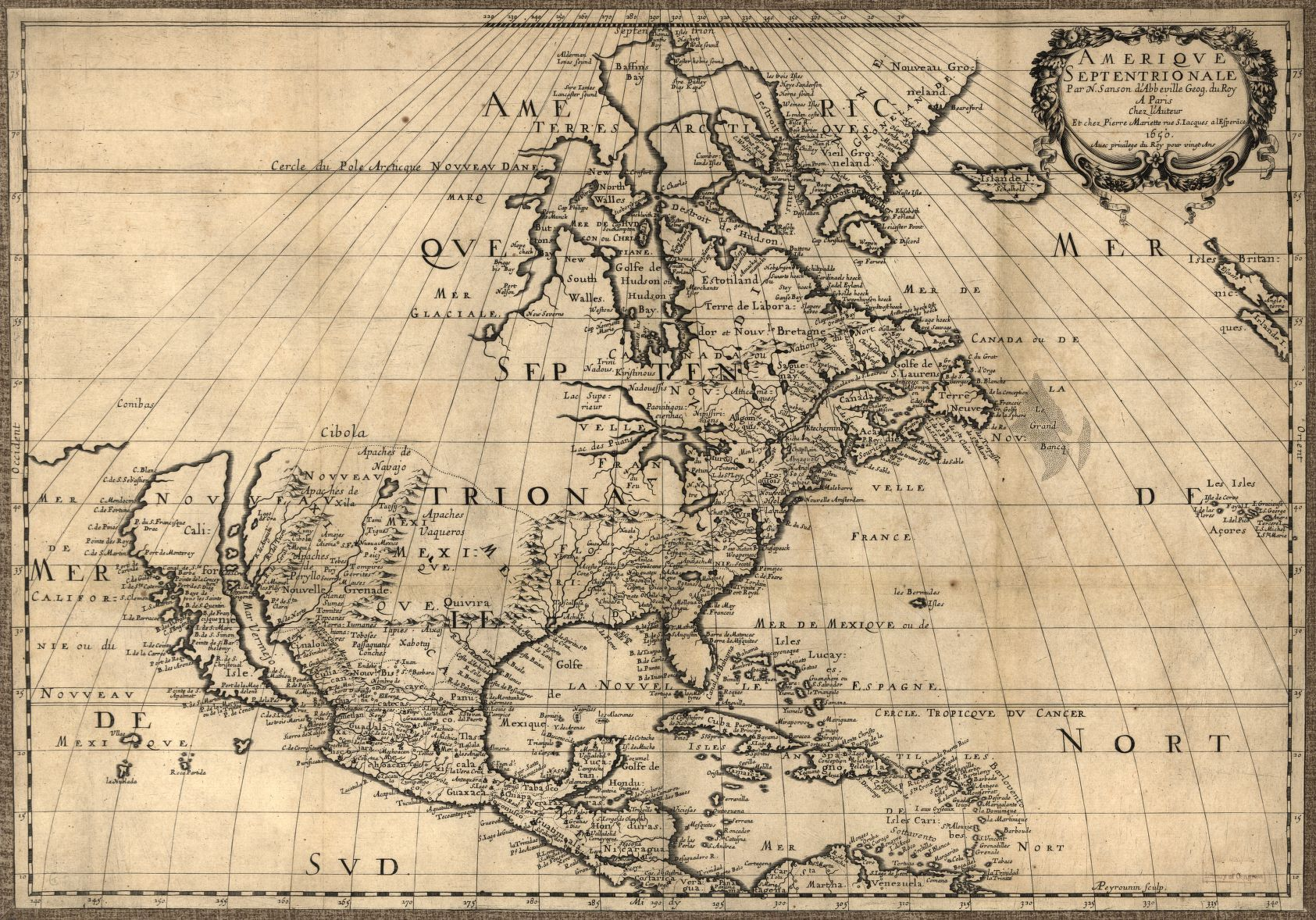
Ніколя Сансон. Північна Америка, 1650

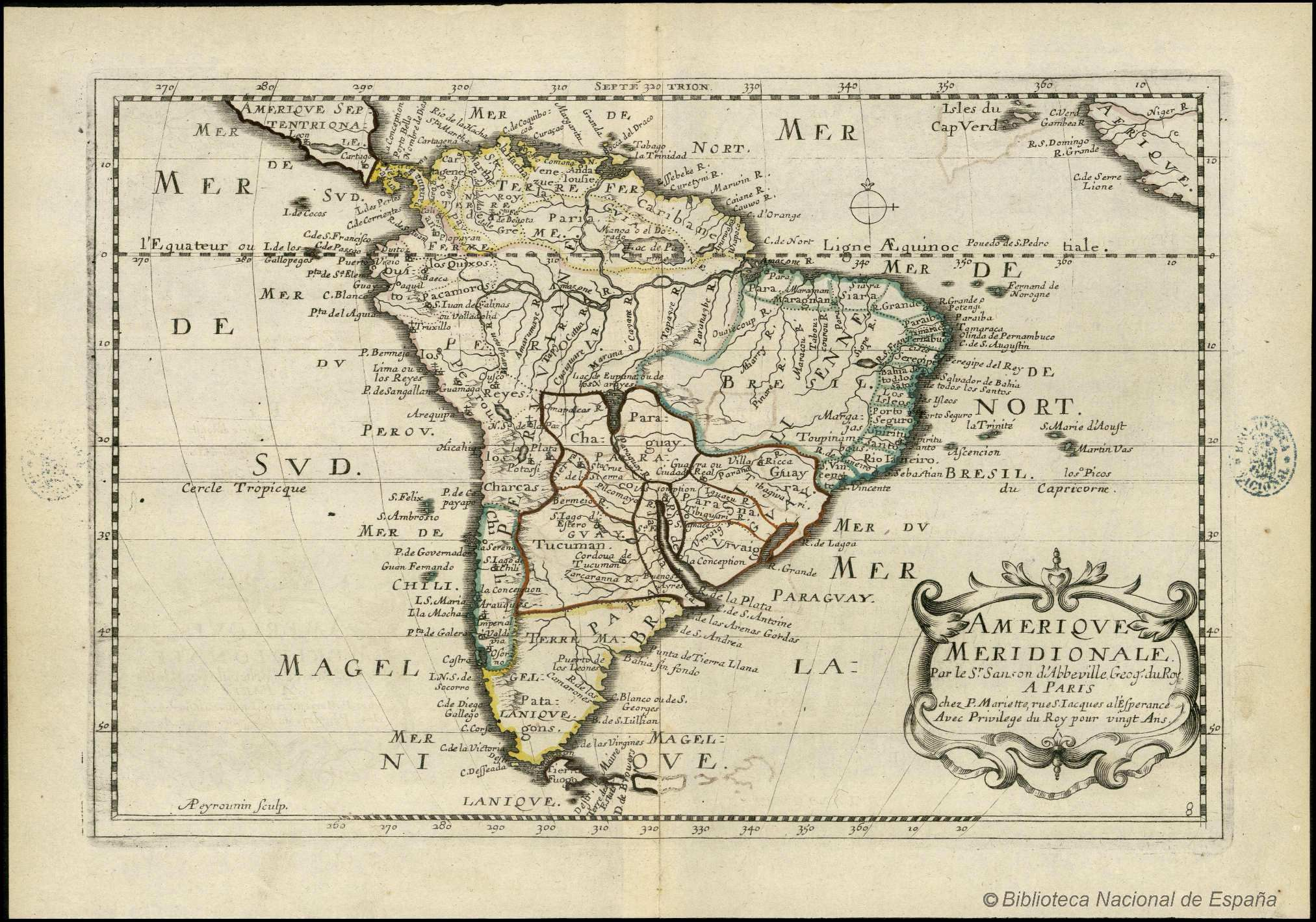
Ніколя Сансон. Південна Америка, 1650

Народився в Аббевіллі у родині вихідців з Шотландії. Освіту отримав у єзуїтському коледжі в Ам'єні. На початку своєї діяльності працював військовим інженером на будівництві фортифікаційних споруд у Пікардії. У 18 років створив свою першу мапу стародавньої Галії, чим привернув увагу кардинала де Рішельє.
Близько 1630 р. Н. Сансон розпочав співпрацю з паризьким видавцем і гравером Мельхіором Таверньє (Melchior Tavernier, 1594—1665) У видавництві якого у 1632 р. опублікував докладну карту «Postes de France» (Поштовий зв'язок Франції). Завдяки особистому знайомству з королем Франції Людовиком XIII, близько 1635 р. Сансон отримав титул «королівського інженера та географа» (Ingénier et géographe de Roi), а у 1643 р. отримав привілей королівського картографа («geographe ordinaire du Roy»), що надавало йому право бути радником та репетитором з географії та картографії у двох королів — Людовика XIII та Людовика XIV.
Після 1644 р. Н. Сансон розпочав співпрацю з видавництвом П'єра Мар'єта-старшого (Pierre I Mariette, 1603?-1657), який придбав бізнес М. Таверньє. У 1657 р. після смерті П'єра Мар'єта-старшого видавнича фірма перейшла до його сина — П'єра Мар'єта-молодшого (Pierre Mariette II, 1634—1716). Співпраця Сансона з видавництвом тривала до 1671 р. За цей час між картографічною майстернею Н. Сансона і видавничою фірмою П. Мар'єта було укладено чотири контракти (у 1648, 1651, 1654 і 1657 рр.). Ці угоди зобов'язували Н. Сансона створювати видавничі оригінали, а фірму П. Мар'єта — організовувати гравірування та друкування мап. Продавали картографічну продукцію обидві фірми, розділивши їх наклади на рівні частини, зберігаючи при цьому своє видавниче право. Деякі карти й атласи продавались обома фірмами (тоді на продукті зазначалися дві адреси).
У 1648 р. Н. Сансон видав свій перший географічний атлас під назвою «Europe», а з 1652 р. розпочав публікувати збірні атласи світу у форматі «folio» без назви. У 1658 р. такий збірник отримав назву «Cartes generales de toutes les parties du monde» («Загальні карти всіх частин світу»). У ньому, зокрема, розміщені мапи території України. Цей атлас перевидавався у 1664–1668, 1670, 1671 рр., а у 1675, 1676 і близько 1681 рр. виходив під назвою «Cartes generales de la geographie ancienne et nouvelle» («Загальні карти стародавньої та сучасної географії»).
За свою кар'єру Н. Сансон створив понад 300 мап. Вважається, що з появою мап Н. Сансона європейський центр картографії перемістився з Амстердама до Парижа. Зважаючи на точність використаної географічної інформації та деталізацію зображення роботи Н. Сансона відкрили епоху наукової картографії. Однак Сансон не був захищений від накладення старих і нових світоглядних поглядів та картографічних міфів своєї доби. Поряд з реальними територіями та країнами на мапах Сансона містяться неінуючі Сарматія, земля Джессо (Jesso), країна Ельдорадо, а Каліфорнія зображена як острів.
Разом з Н. Сансоном у картографічній майстерні працювали його сини: Ніколя (Nicolas II Sanson, 1626?–1648, загинув у Фронда), Ґійом (Guillaume Sanson, d. 1703) та Адрієн (Adrien Sanson, 1639—1718), а також небіж П'єр Дюваль. З 1665 р. нащадки Сансона фігурували у назвах атласів як автори або видавці й підписувалися «Les Sieurs Sanson geographes ordinaires du Roy» («Панове Сансони королівські ординарні географи») майстернею керував Ґійом Сансон разом з братом Адрієном.
мало шалений комерційний успіх і сім перевидань до 1742 р.
Після смерті в 1667 році, справу Н. Сансона було продовжено його синами Ґійомом та Адрієном. Карти й атласи фірми Сансонів продавали у галереях Лувру («Chez l'autheur aux Galleries du Louvre»). У 1670 р. Ґ. Сансон уклав угоду на видання 18 карт Сансонів з французьким картографом, скульптором та видавцем Шарлем Юбером Алексісом Жайо, який у 1671 р. отримав привілей на публікацію усіх мап Сансонів. Упродовж 1672—1680 рр. мапи публікували окремо у видовженому форматі folio. У 1692 за дорученням французького короля Юбер Жайо для герцога Бургундії видає великий атлас з 95 мап Н. Сансона «Atlas novus ad serenissime Burgundiæ ducis. Atlas françois à l'usage de monseigneur le duc de Bourgogne contenant les cartes, et des empires, monarchies, royaumes, et états du monde» («Новий Атлас герцога Бургундії. Французький Атлас для використання монсеньєра герцога Бургундії, що містить мапи імперій, монархій, королівств та держав світу»). Атлас був перевиданий в Амстердамі голландським гравером та видавцем П'єром Мортьє (Pieter, Pierre Mortier, 1661—1711) під назвою «Atlas Royal a l'Usage de Monseigneur le Duc de Bourgogne…» та мав, як і у французькому виданні, посвяту герцогові Бургундському. Видання отримало шалений комерційний успіх і сім перевидань до 1742 р.
Мортьє придбав права на карти Сансона і вони перевидавалися фірмою «Covens & Mortier». На всіх перевиданнях вказувалися адреса (сигнатура) видавців. У 1730 та 1742 «Covens & Mortier» видає атлас з мапами Ніколи Сансона та Гійома Деліля у гравіруванні Ромейна де Гоге (Гооге) — (Romeyn de Hooghe, 1645—1708) під назвою «Atlas nouveau, contenant toutes les parties du monde: où sont exactement remarquées les empires, monarchies, royaumes, états, républiques &c» («Новий Атлас, що містить усі частини світу: де саме знаходяться імперії, монархії, королівства, держави, республіки та інші країни» ..
Комерційний успіх робіт родини Сансонів призвів до піратського видання їх атласів та мап. Так, голландський друкар Антоні д'Вінтер (Anthony d'Winter) з 1683 року незаконно видавав картографічну продукцію під маркою «SANSON», зокрема у 1705 р. виготовлену Ніколою Сансоном та видану у 1680 р. його спадкоємцями мапу Польщі. У 1700 р. голландський друкар Франсуа Альма (François Halma, 1653—1722) під назвою «Description de tout l'Univers, en plusieurs Cartes, & en divers Traitez de Geographie et d'Histoire» («Опис Всесвіту, в декількох картах та в різних географічних та історичних посібниках») без дозволу спадкоємців Ніколи Сансона видав кишенькову версію сансонського атласу 1658 року.

## Мапи з атласу«Mappe-Monde, ou Carte Generale Du Monde»в публікації1695року

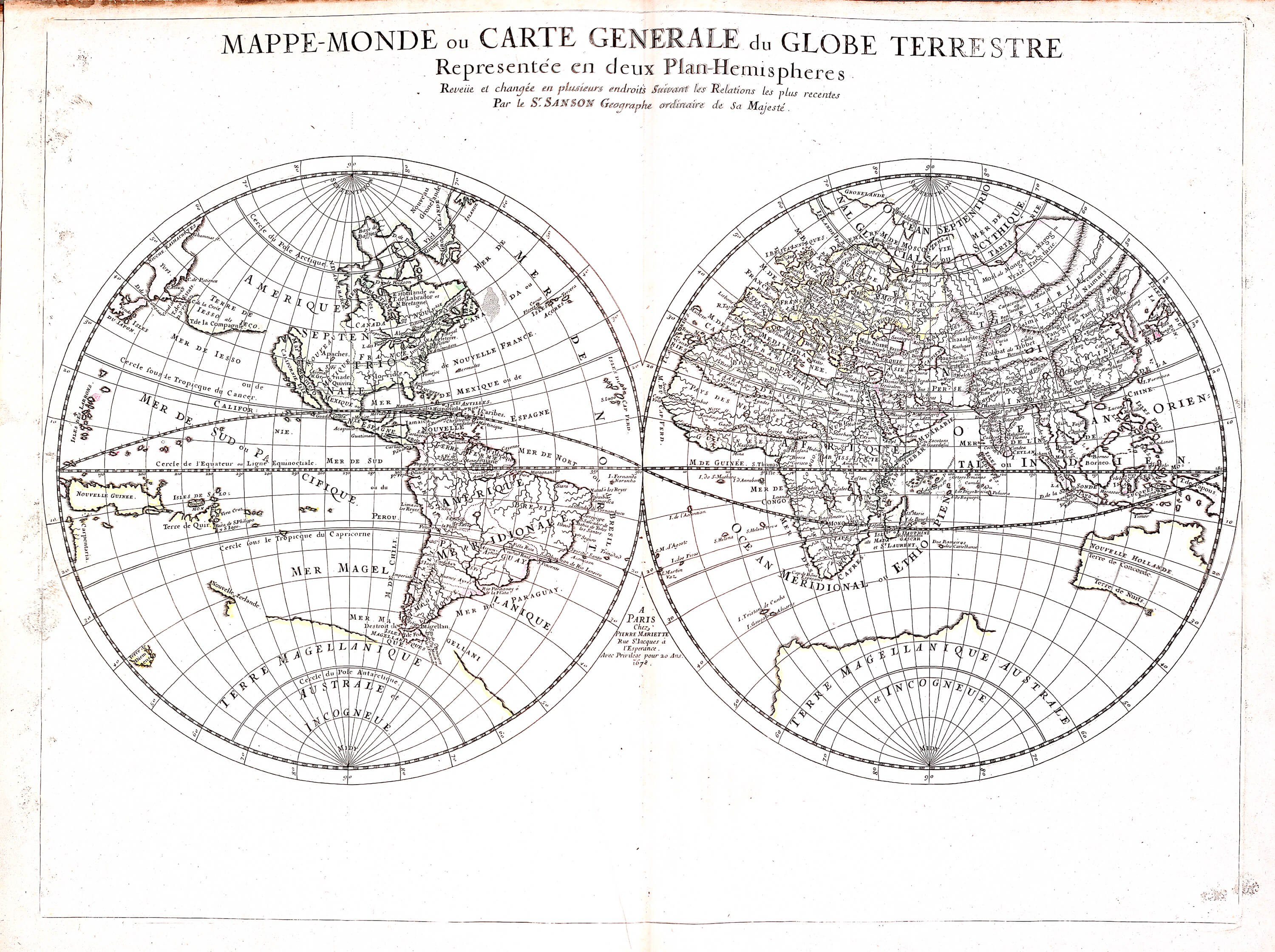
Півкулі Землі
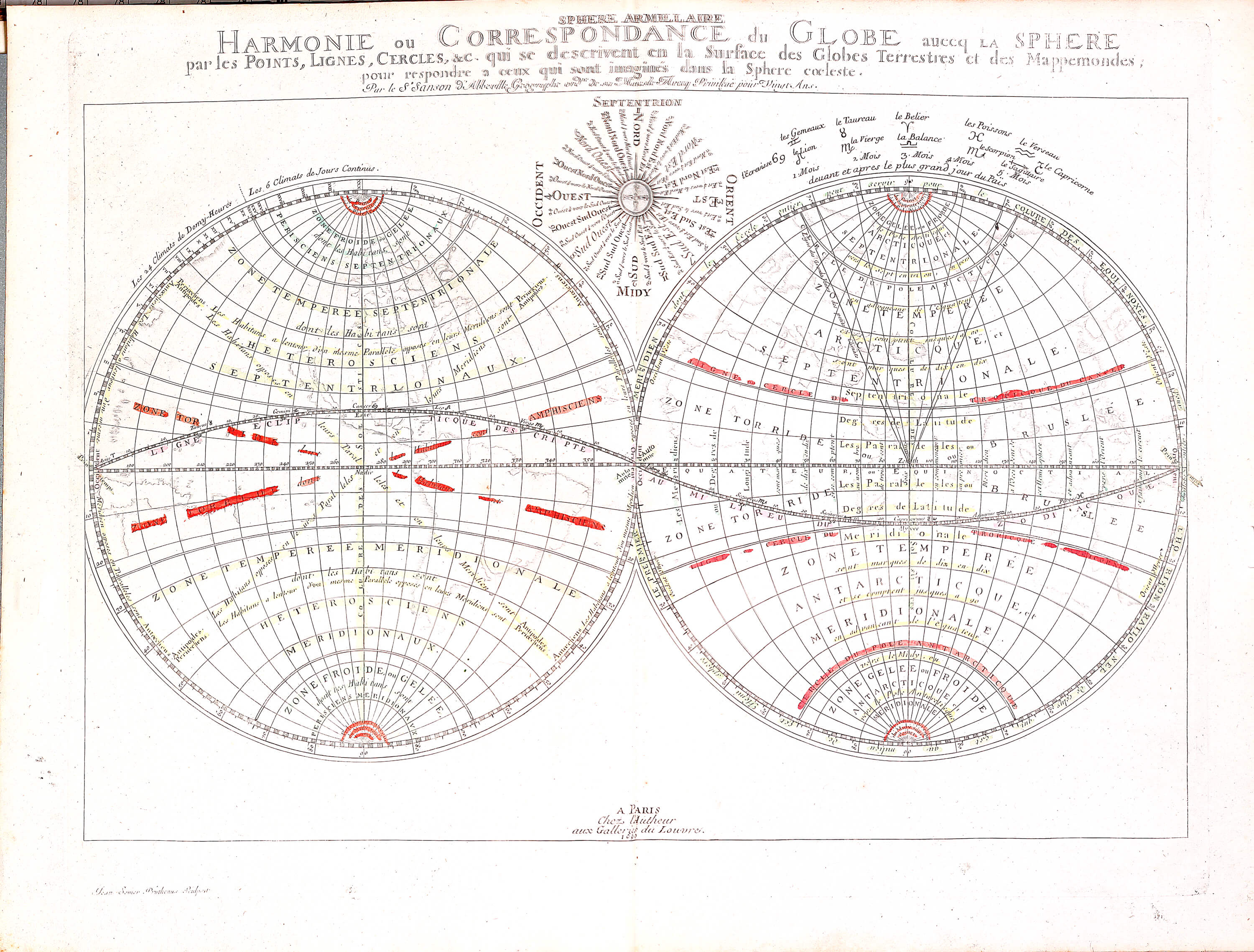
Півкулі Землі
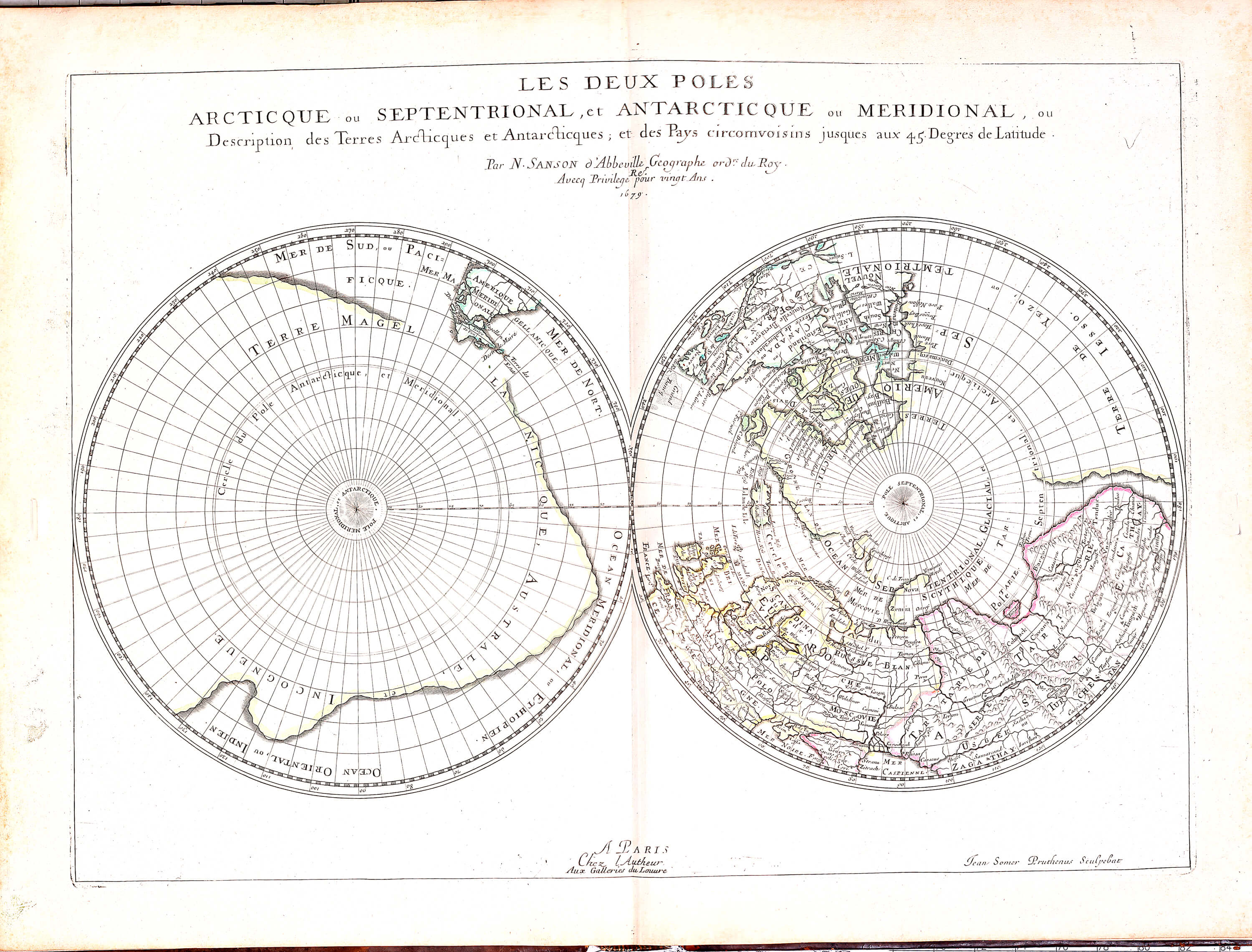
Арктика та Антарктика
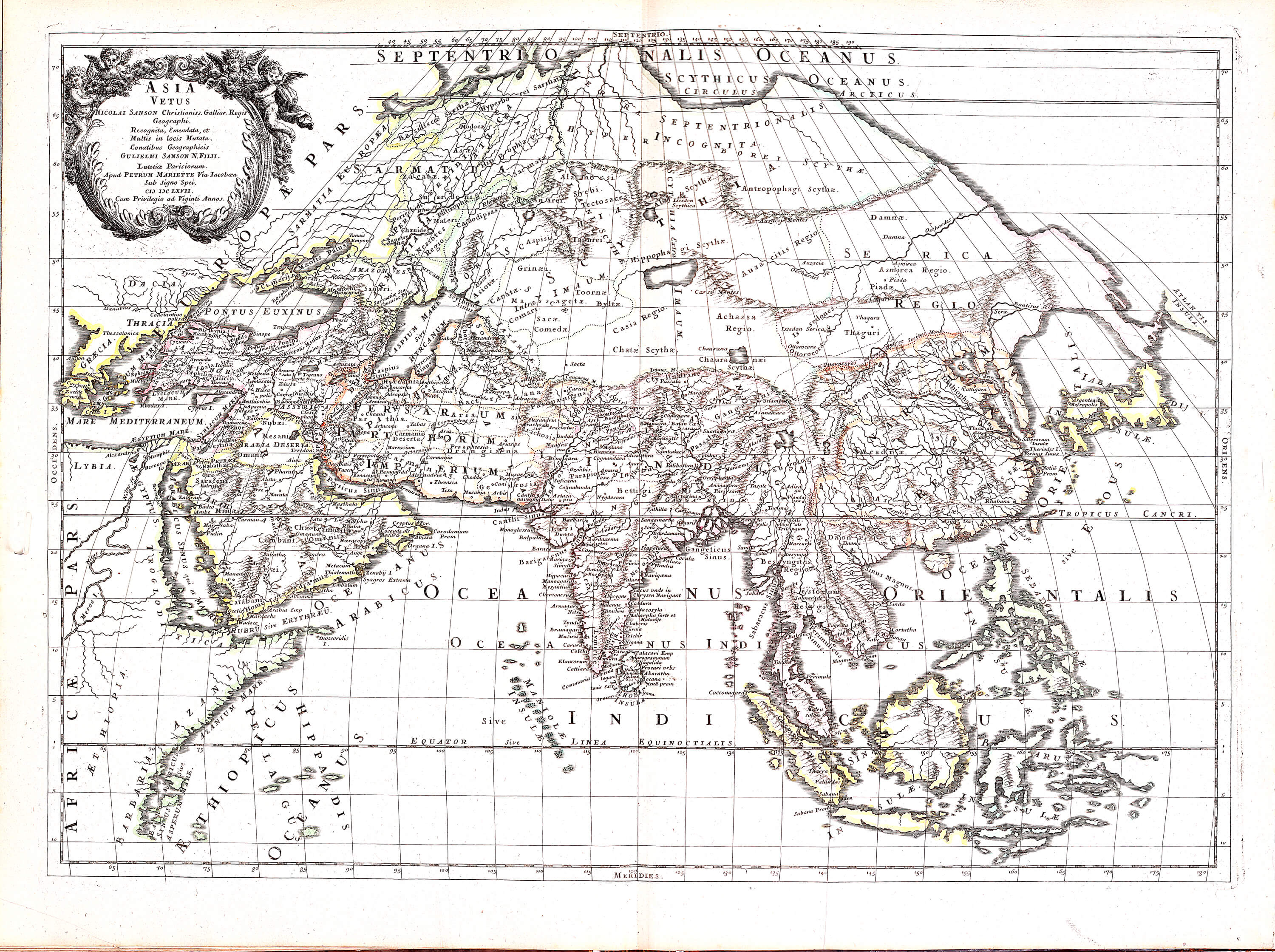
Азія
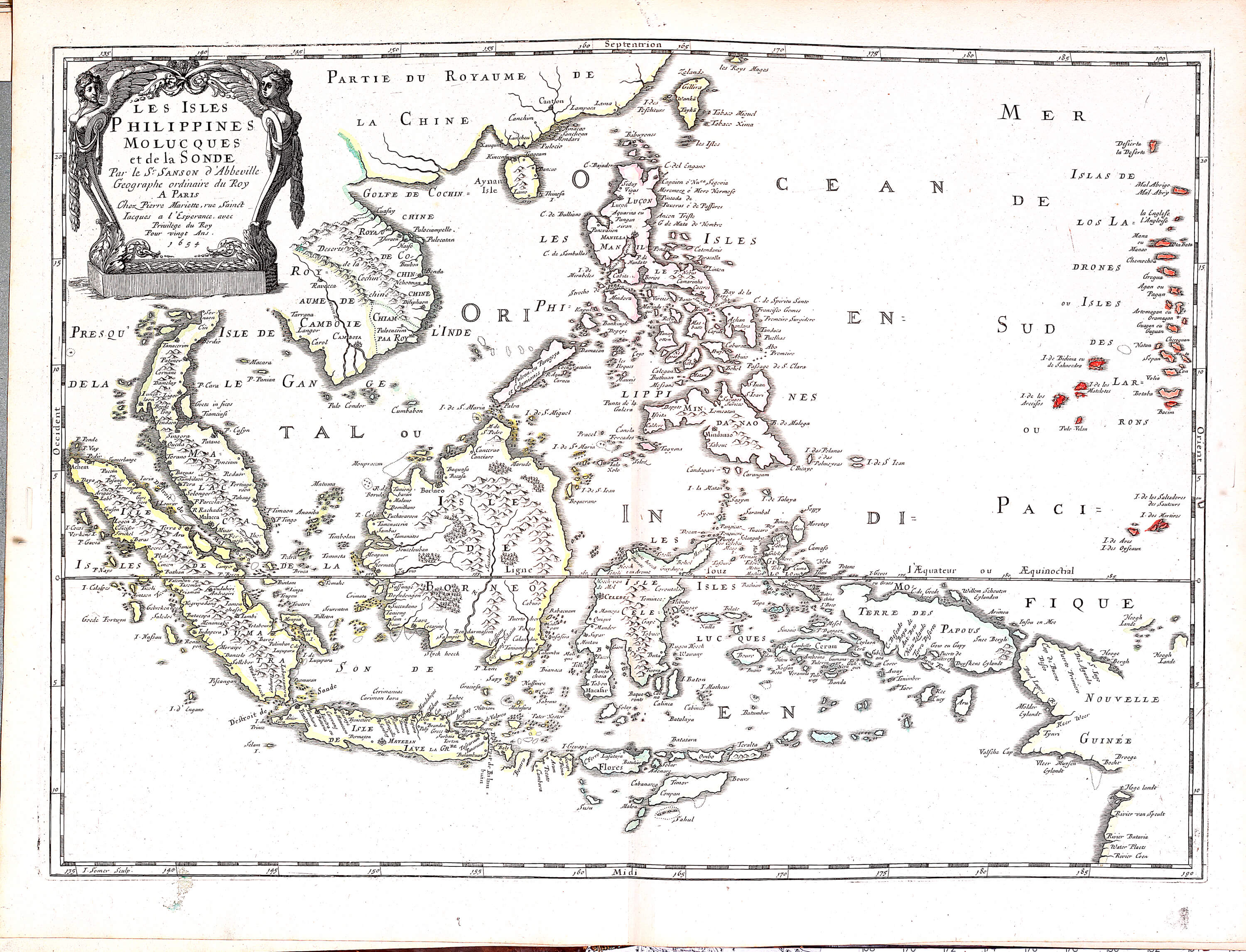
Малайський архіпелаг
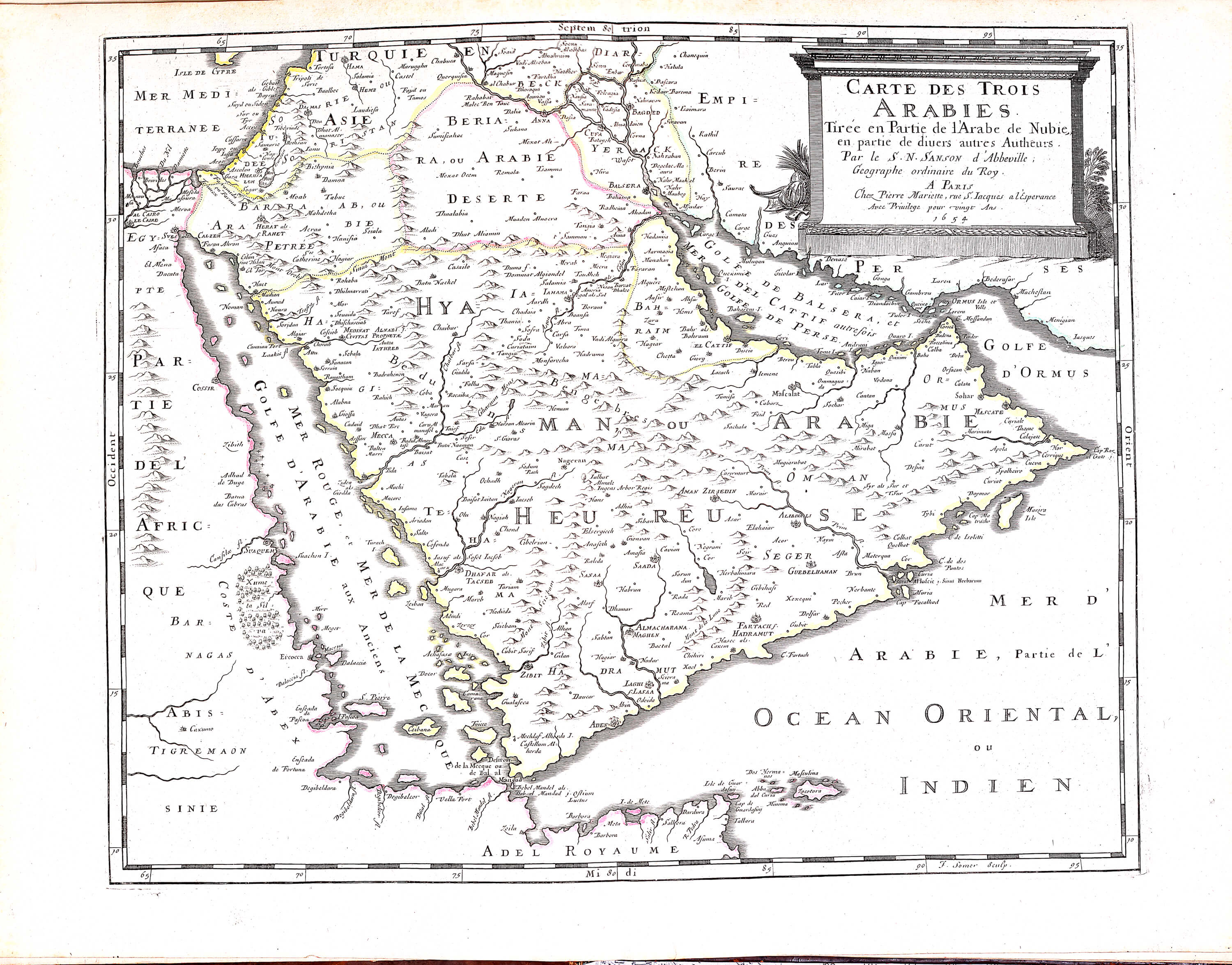
Аравія
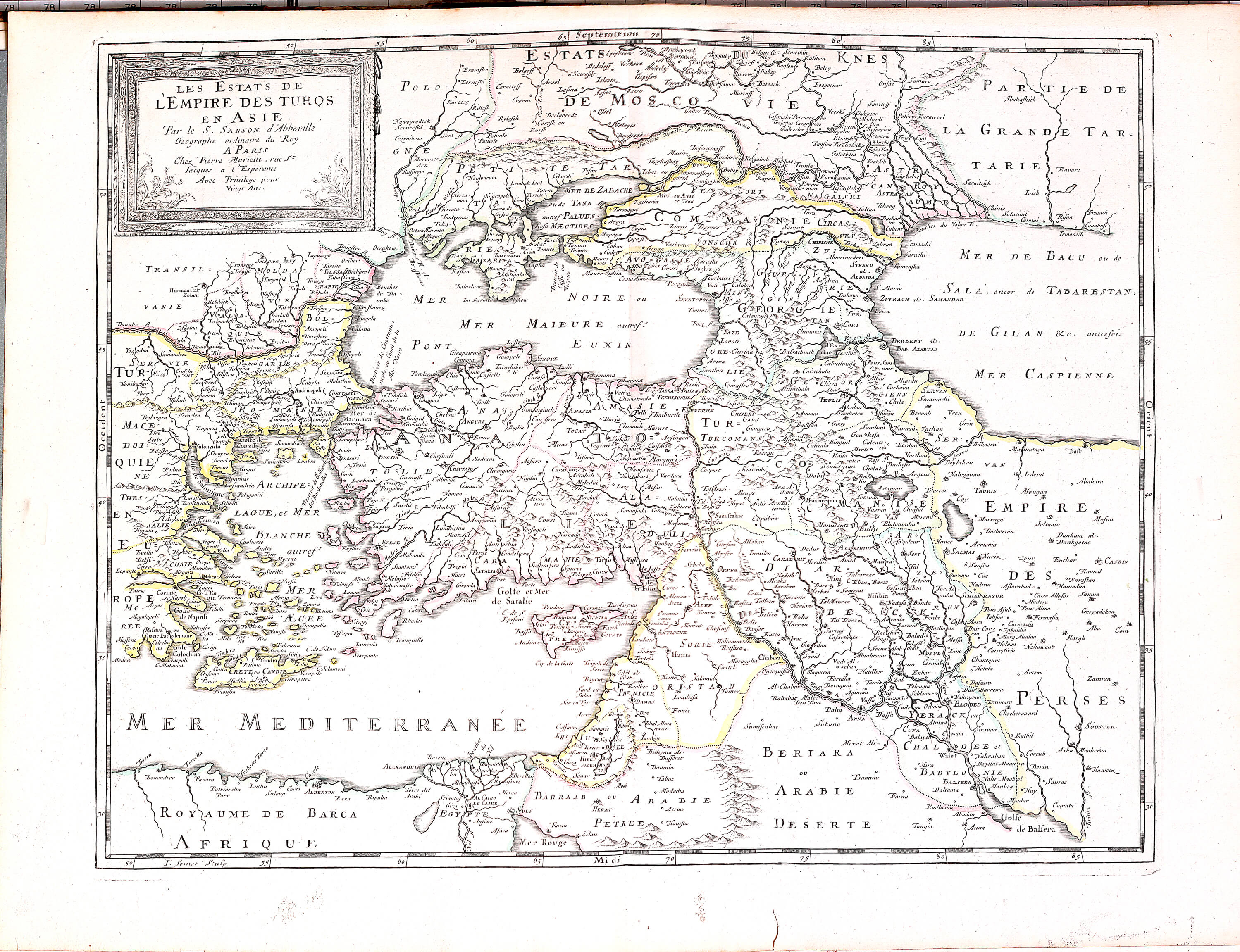
Оттоманська імперія
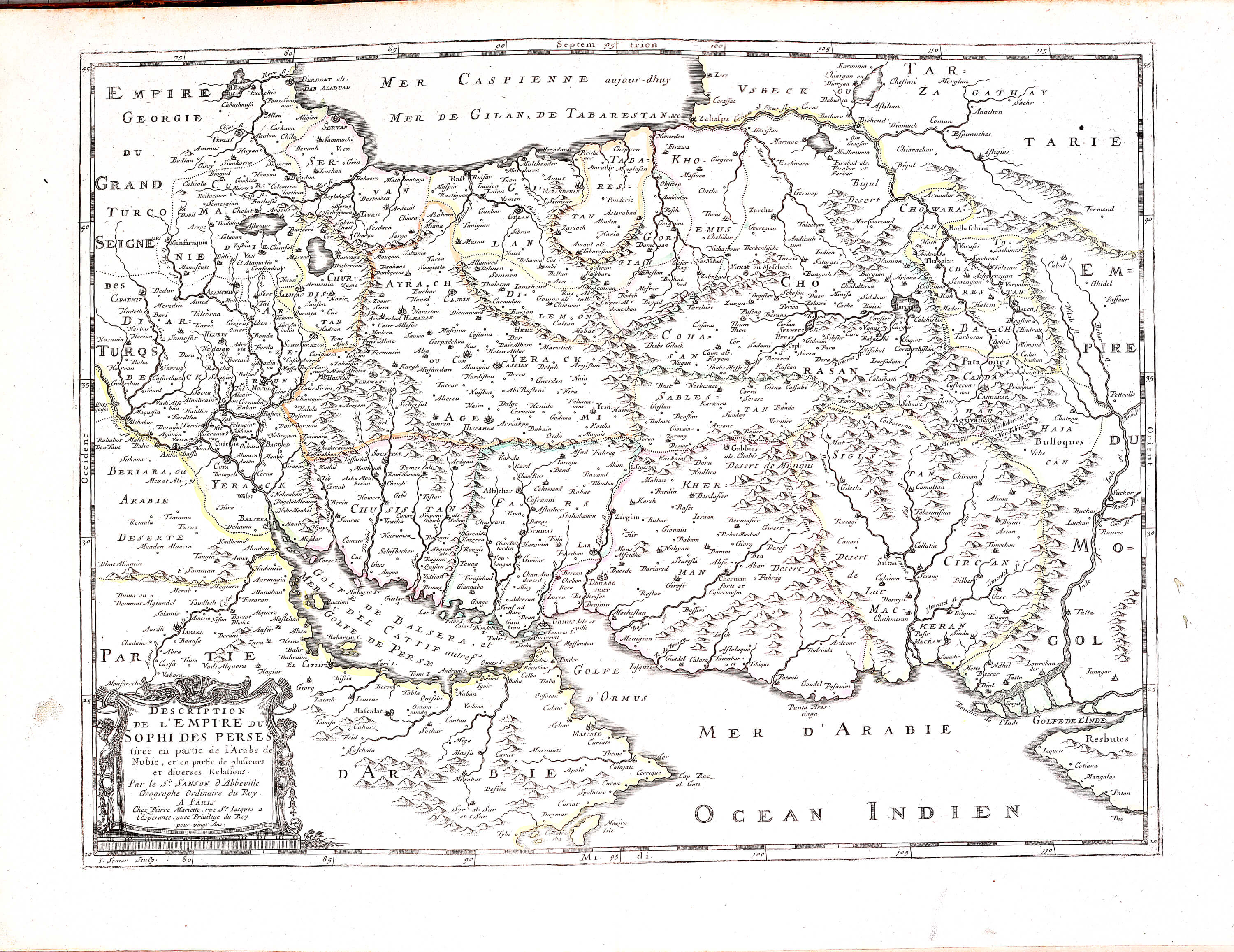
Перська імперія
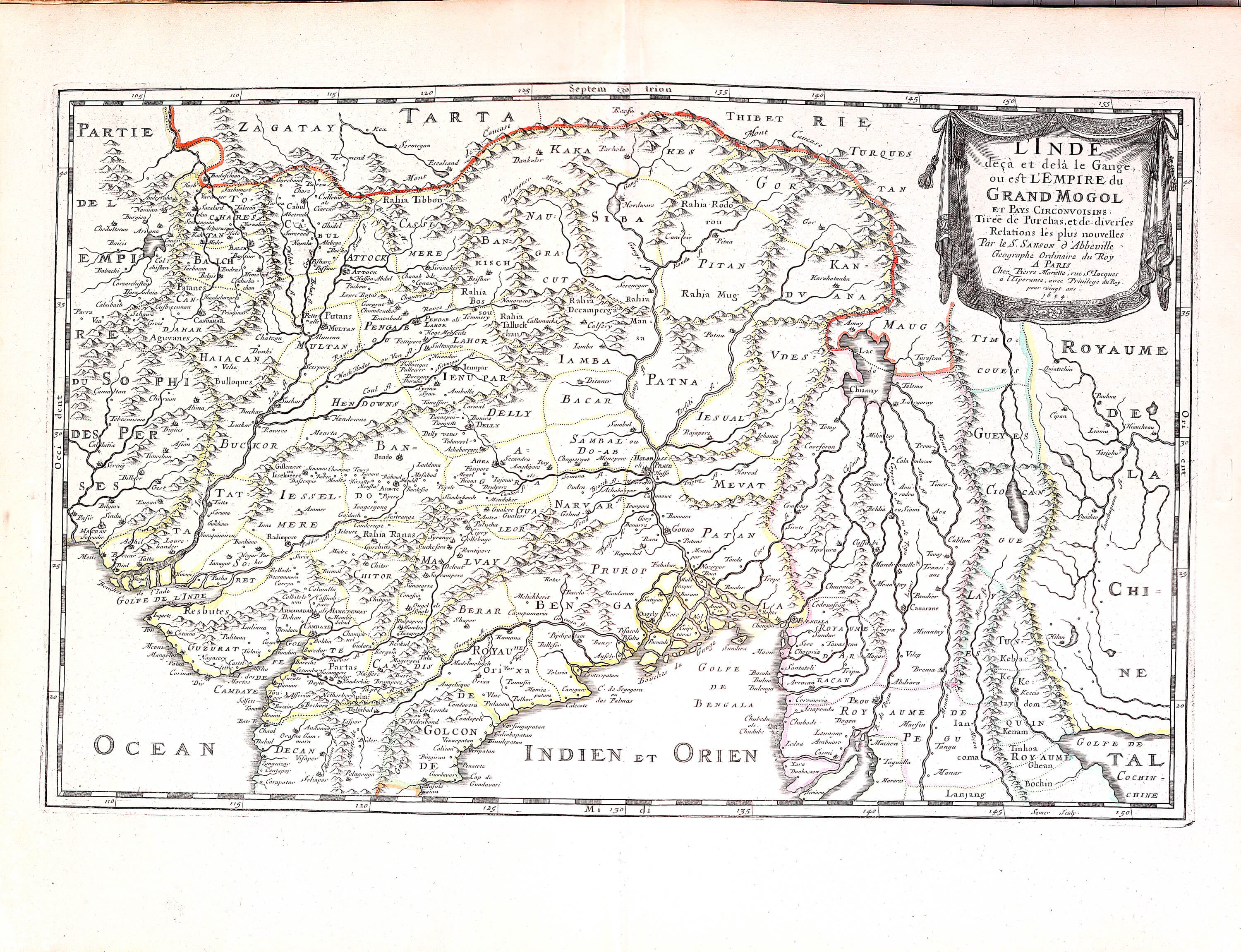
Імперія Великих Моголів та Індія
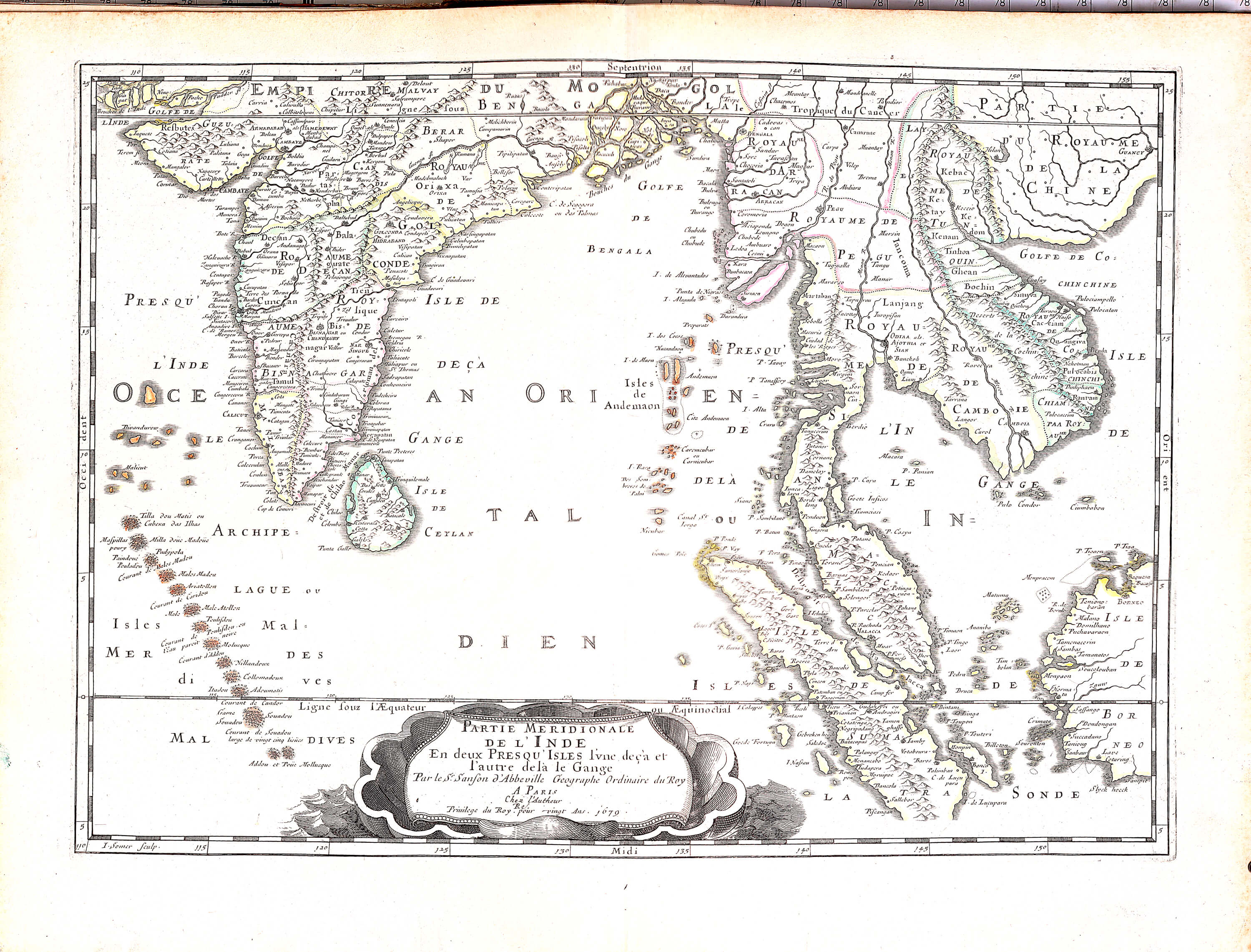
Індія та Індійський океан
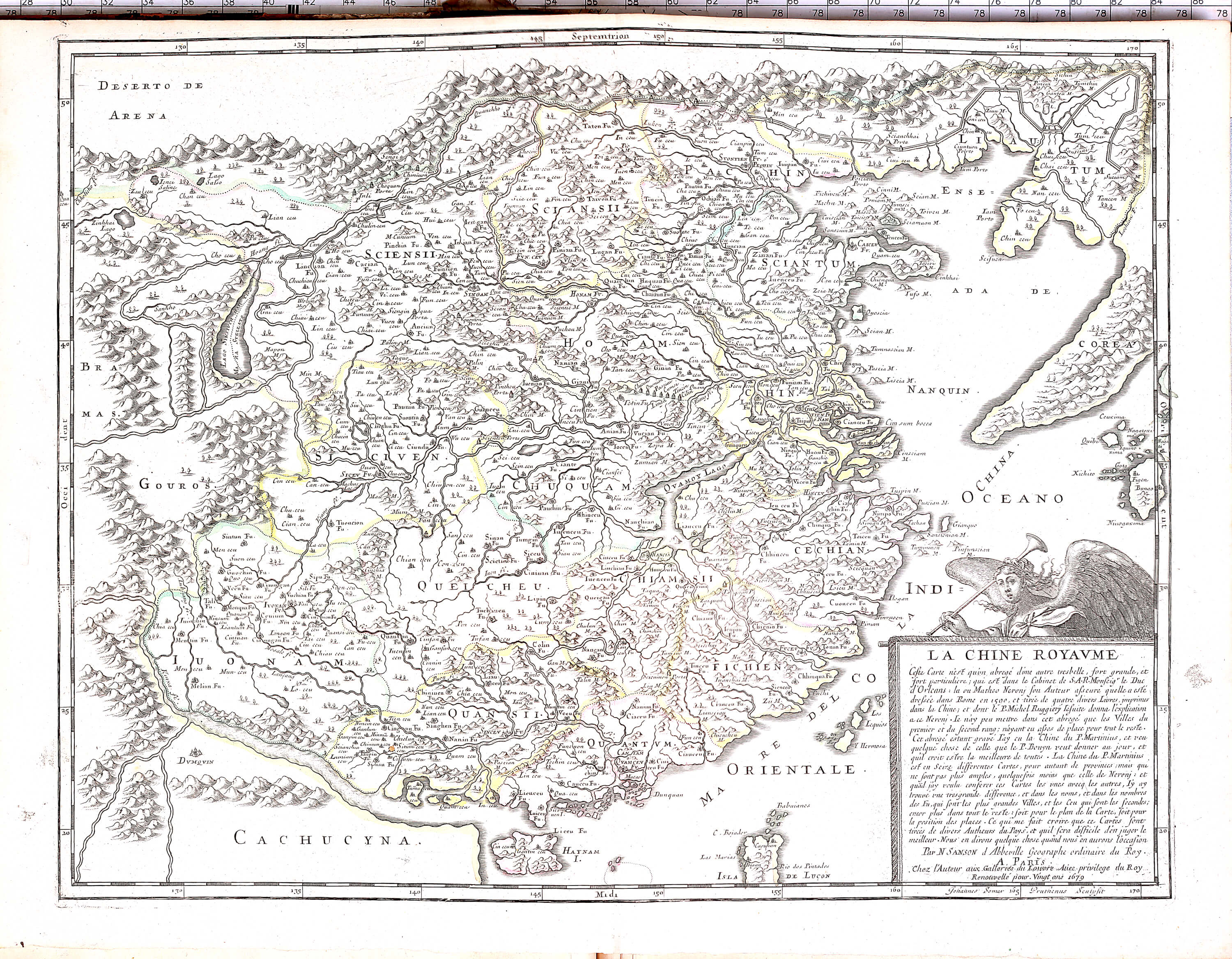
Китай
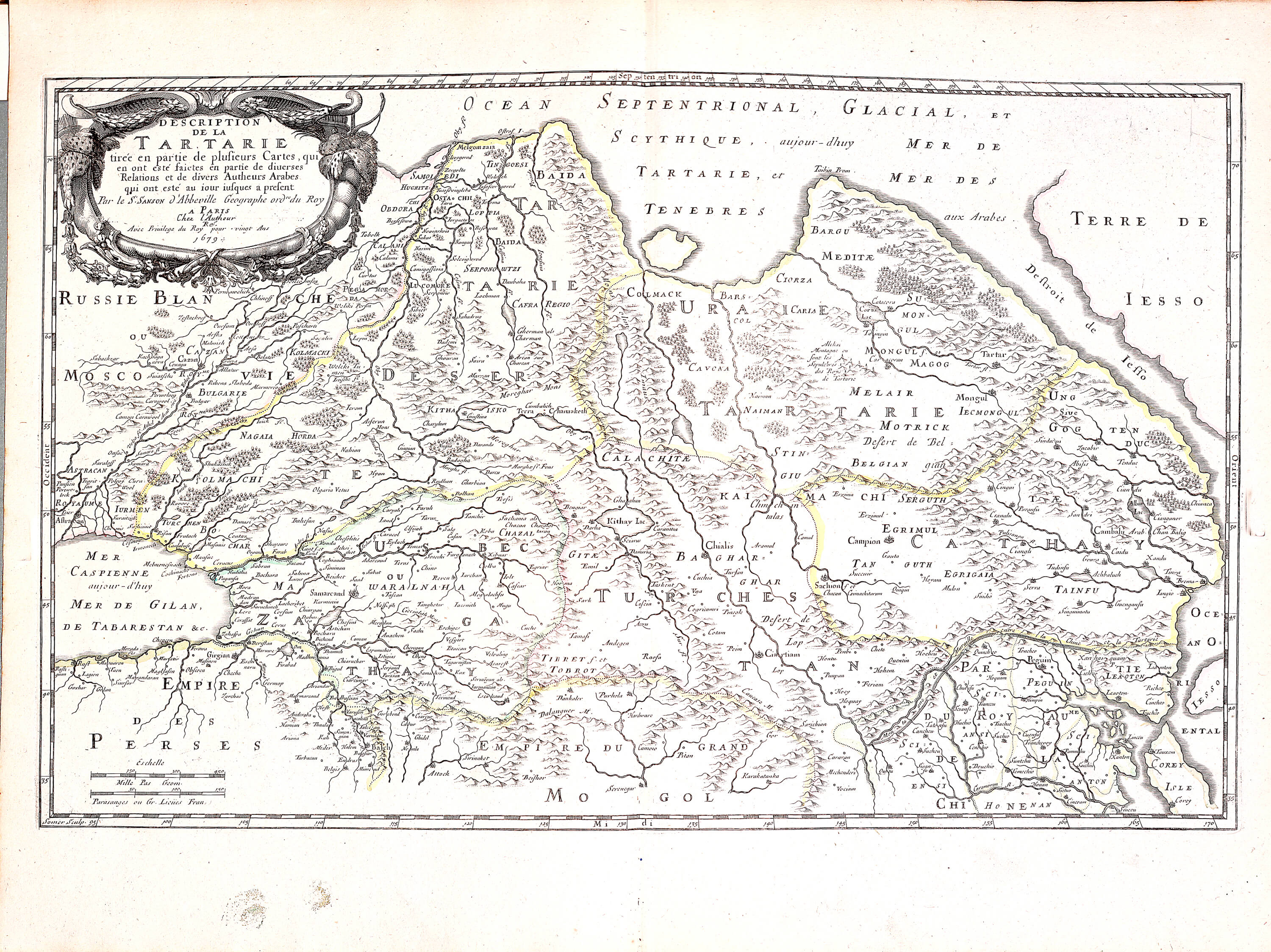
Тартарія
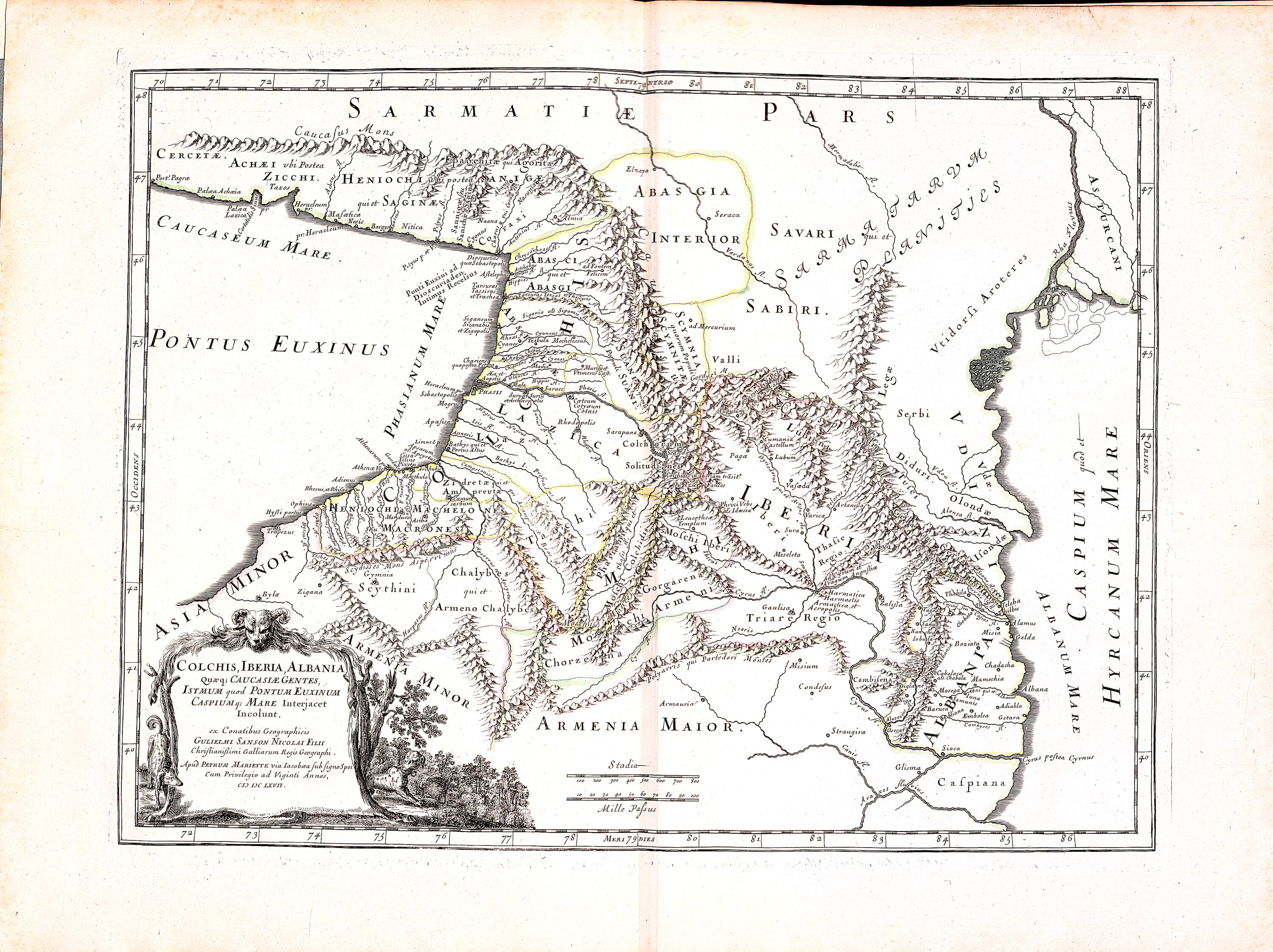
Чорне море, Колхида та Кавказька Албанія
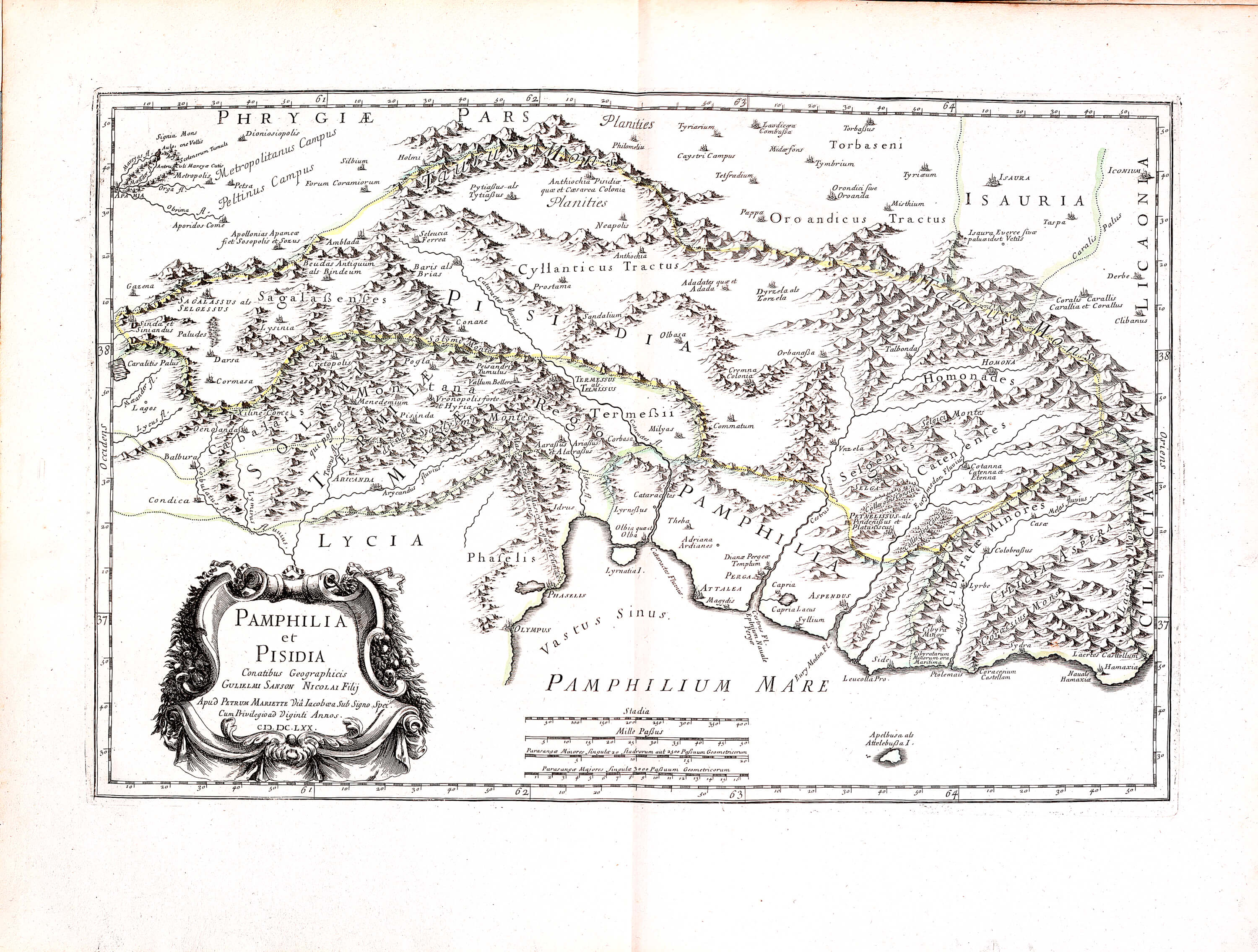
Памфілія та Пісідія
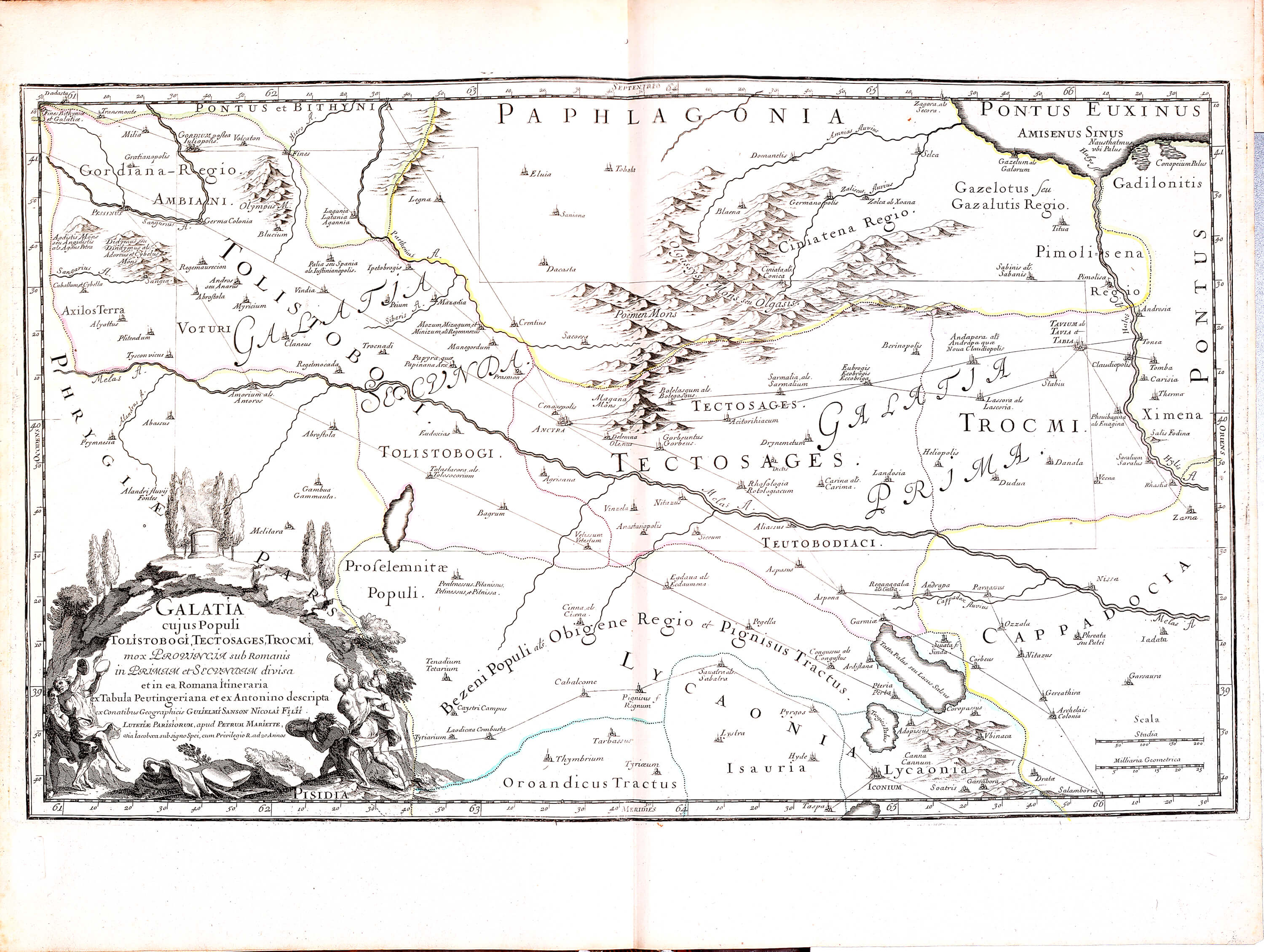
Галатія
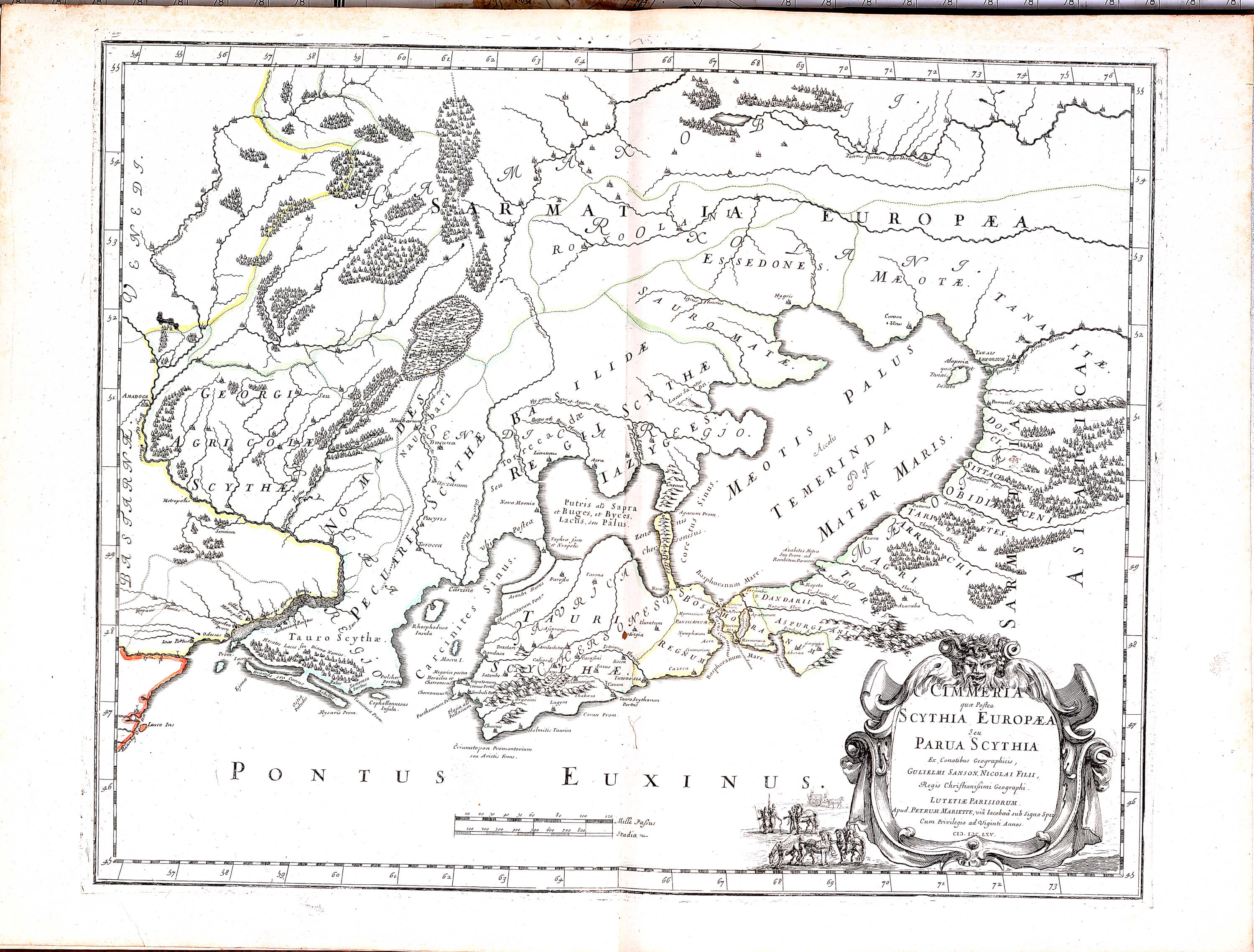
Скитія
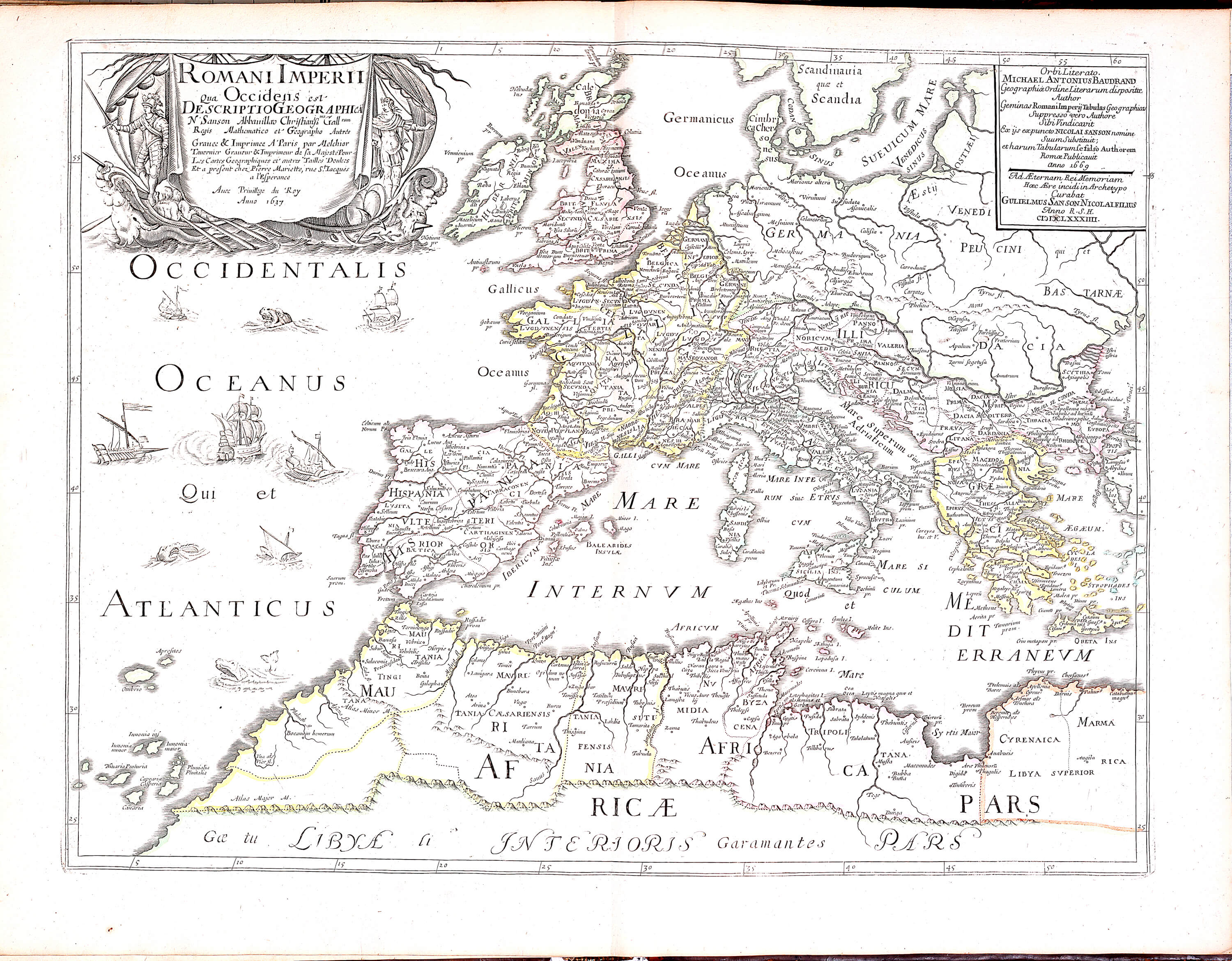
Римська імперія
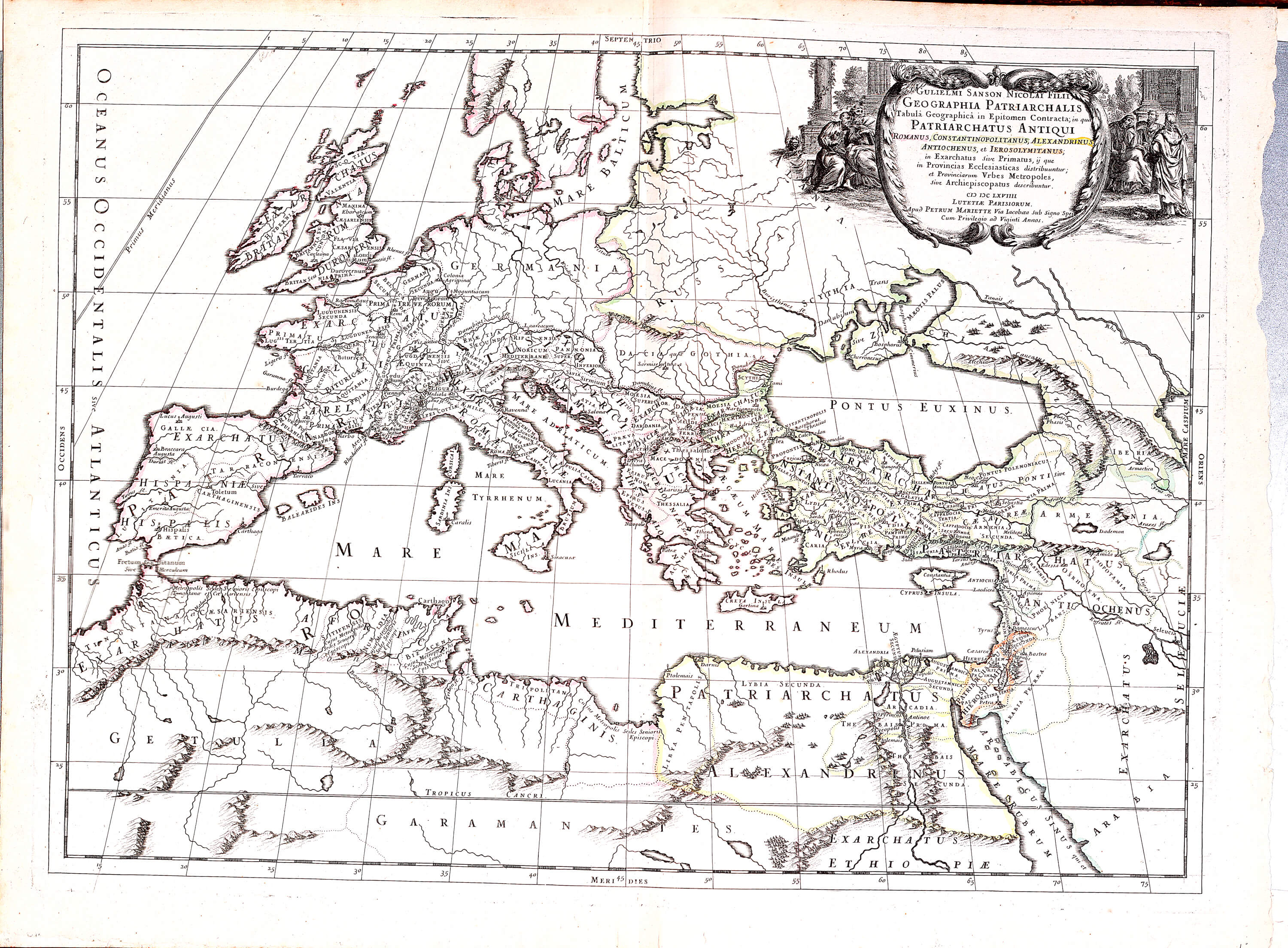
Священна Римська імперія
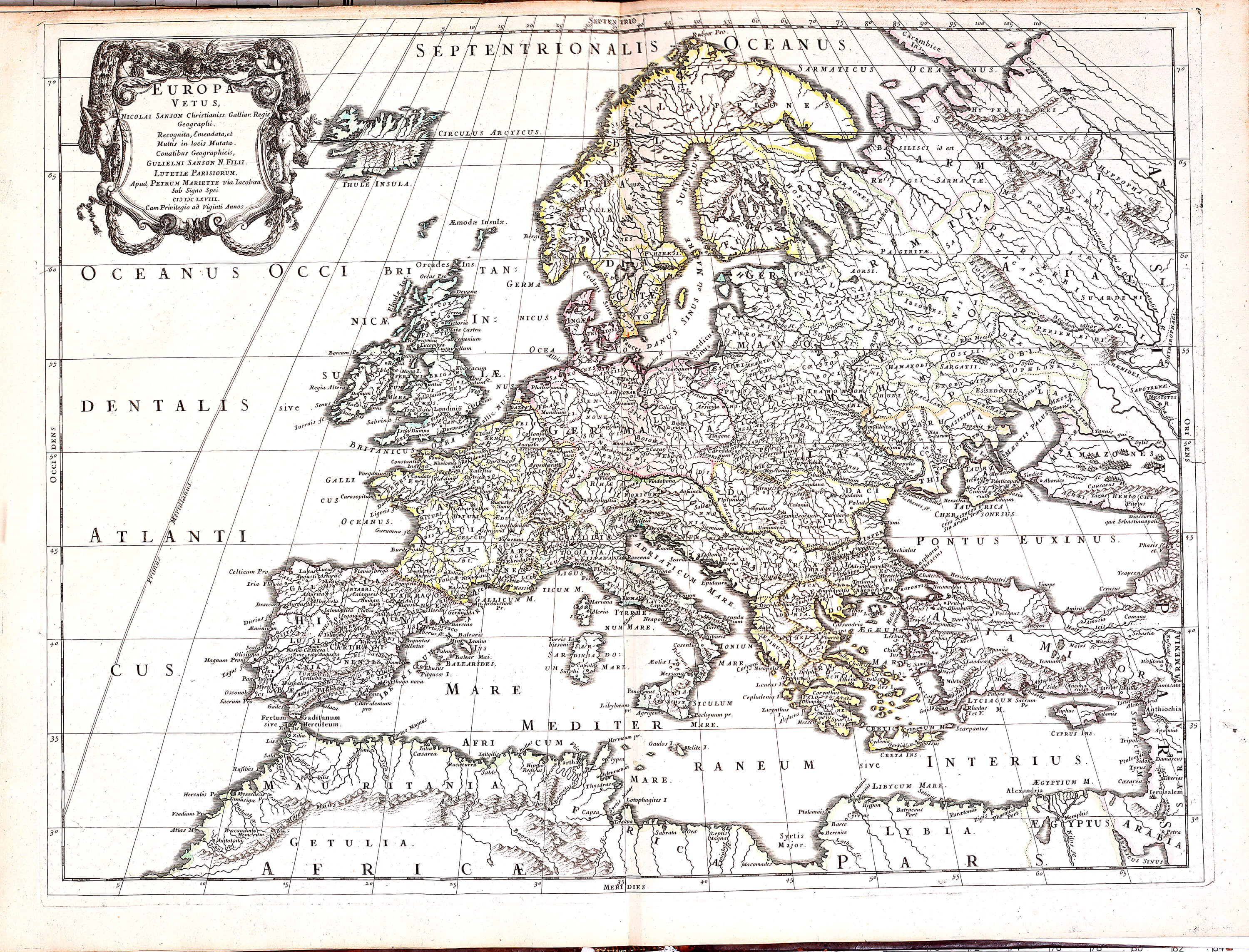
Європа
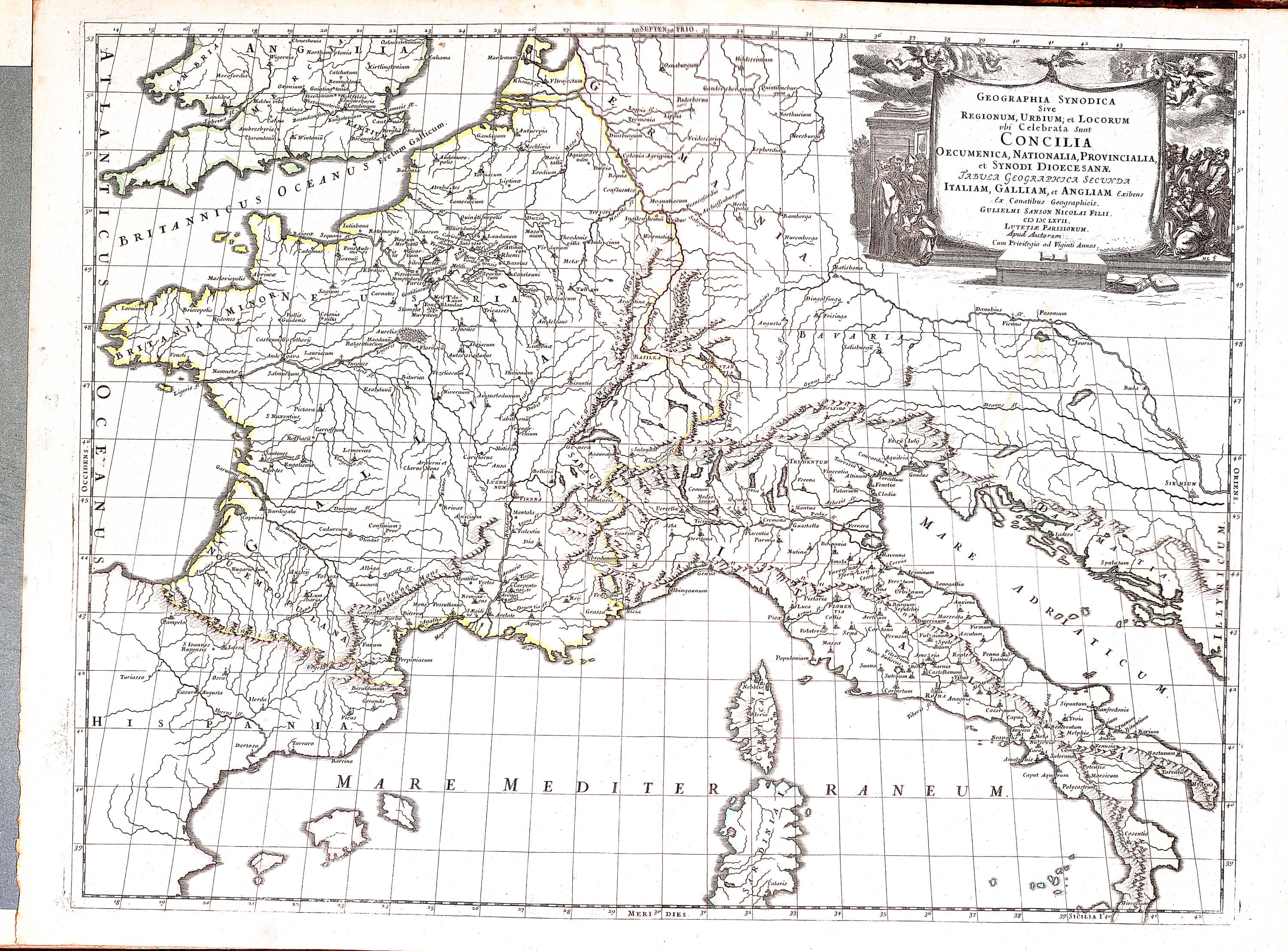
Центральна Європа
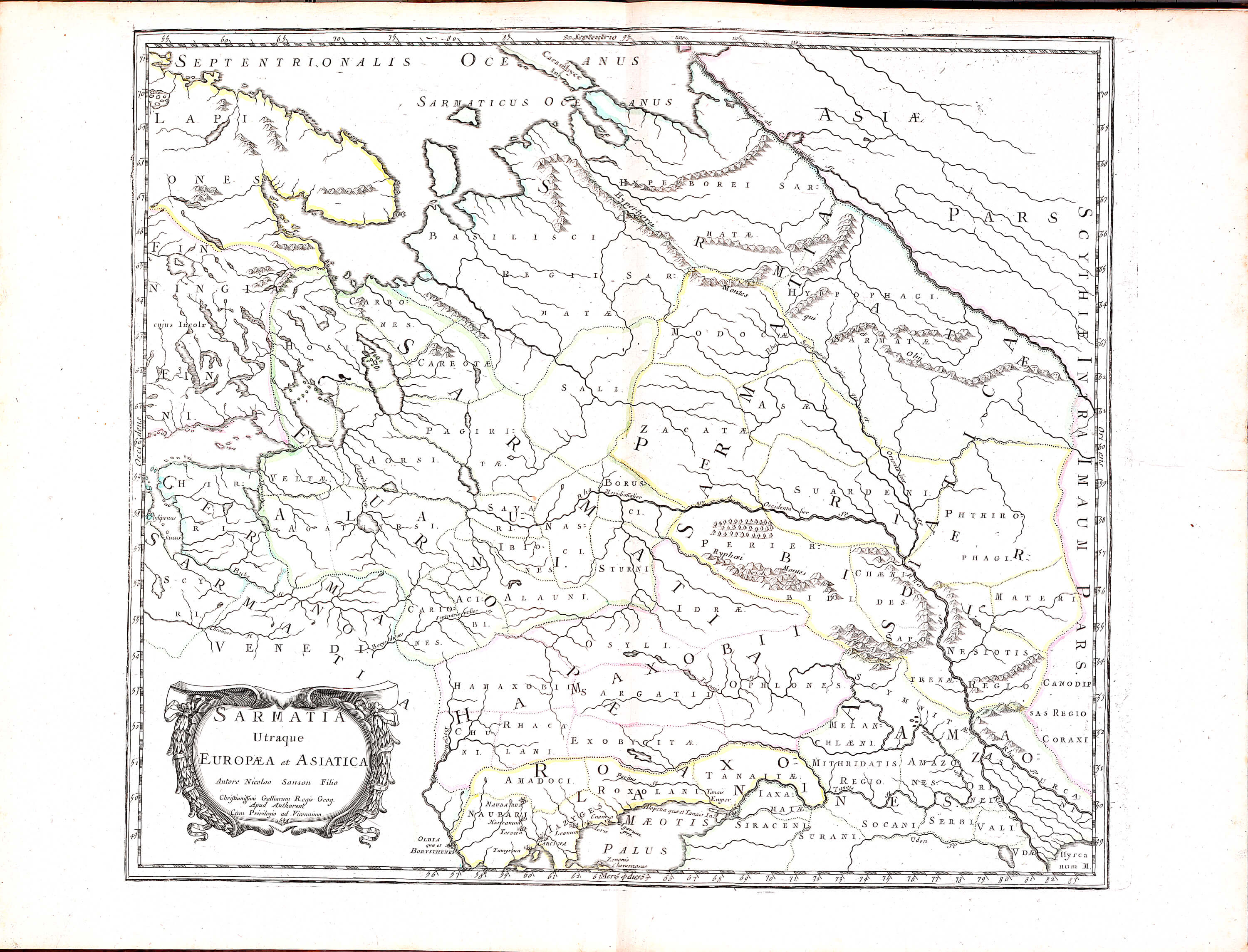
Сарматія
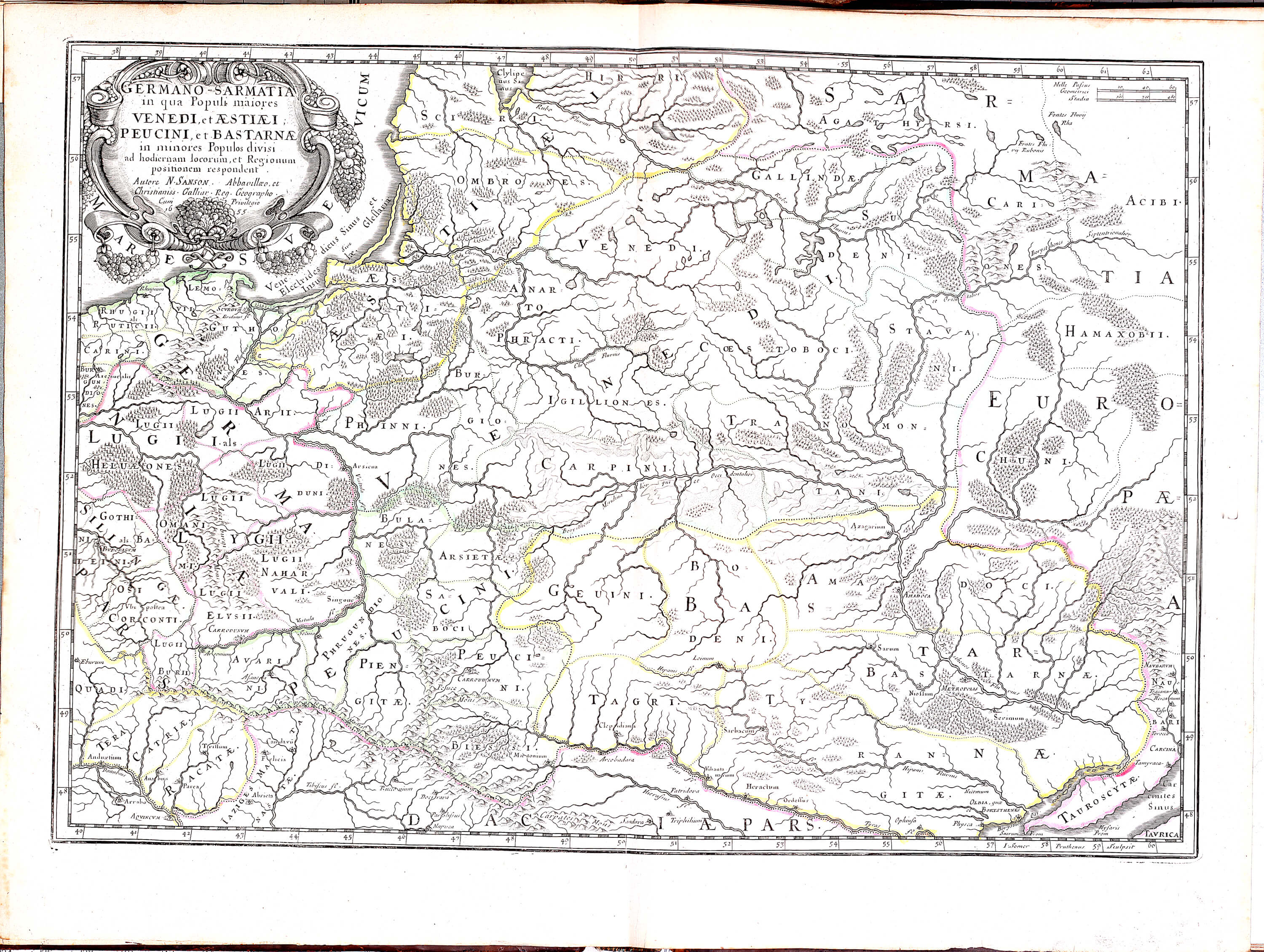
Німеччина та Сарматія
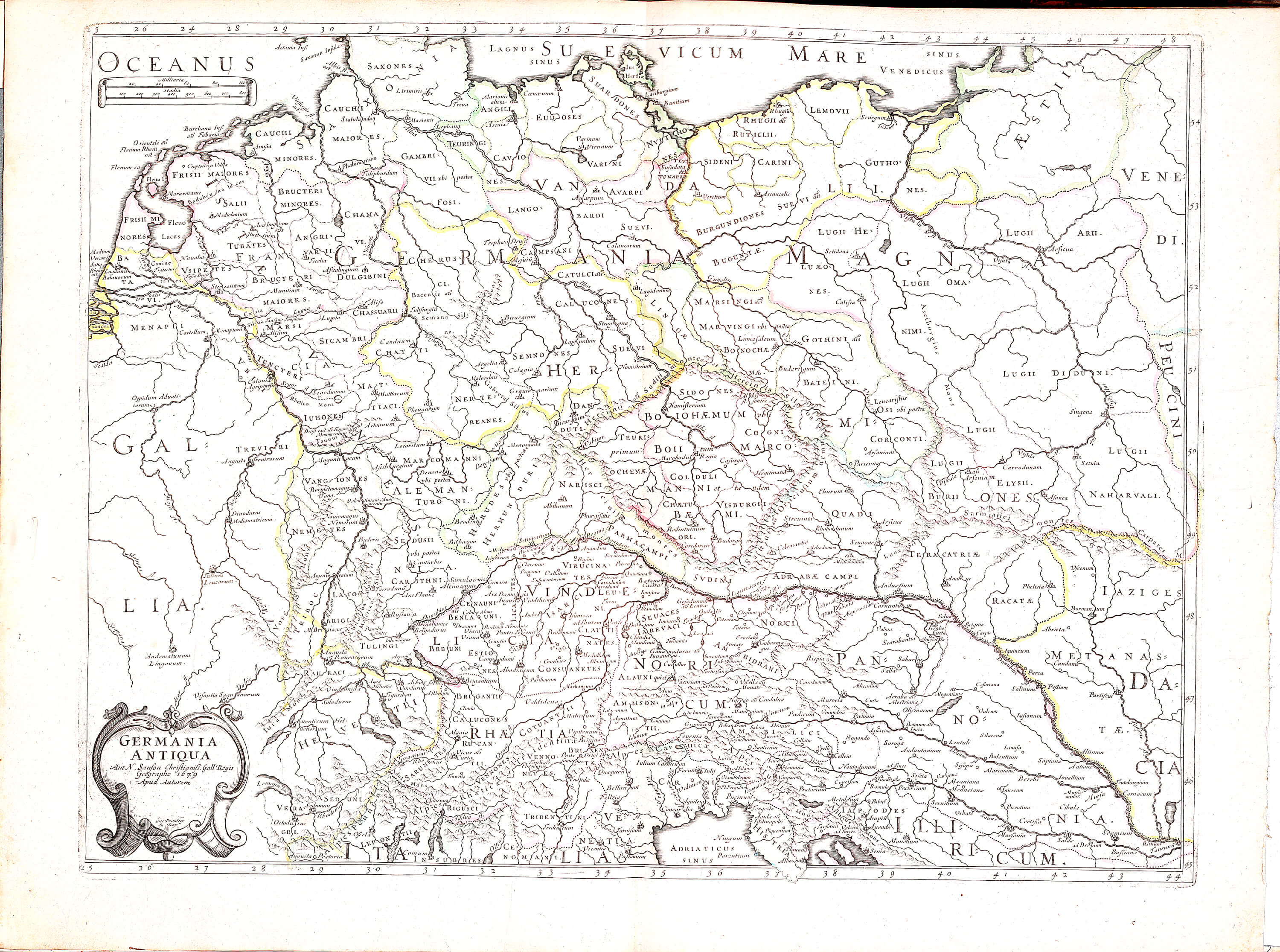
Німеччина
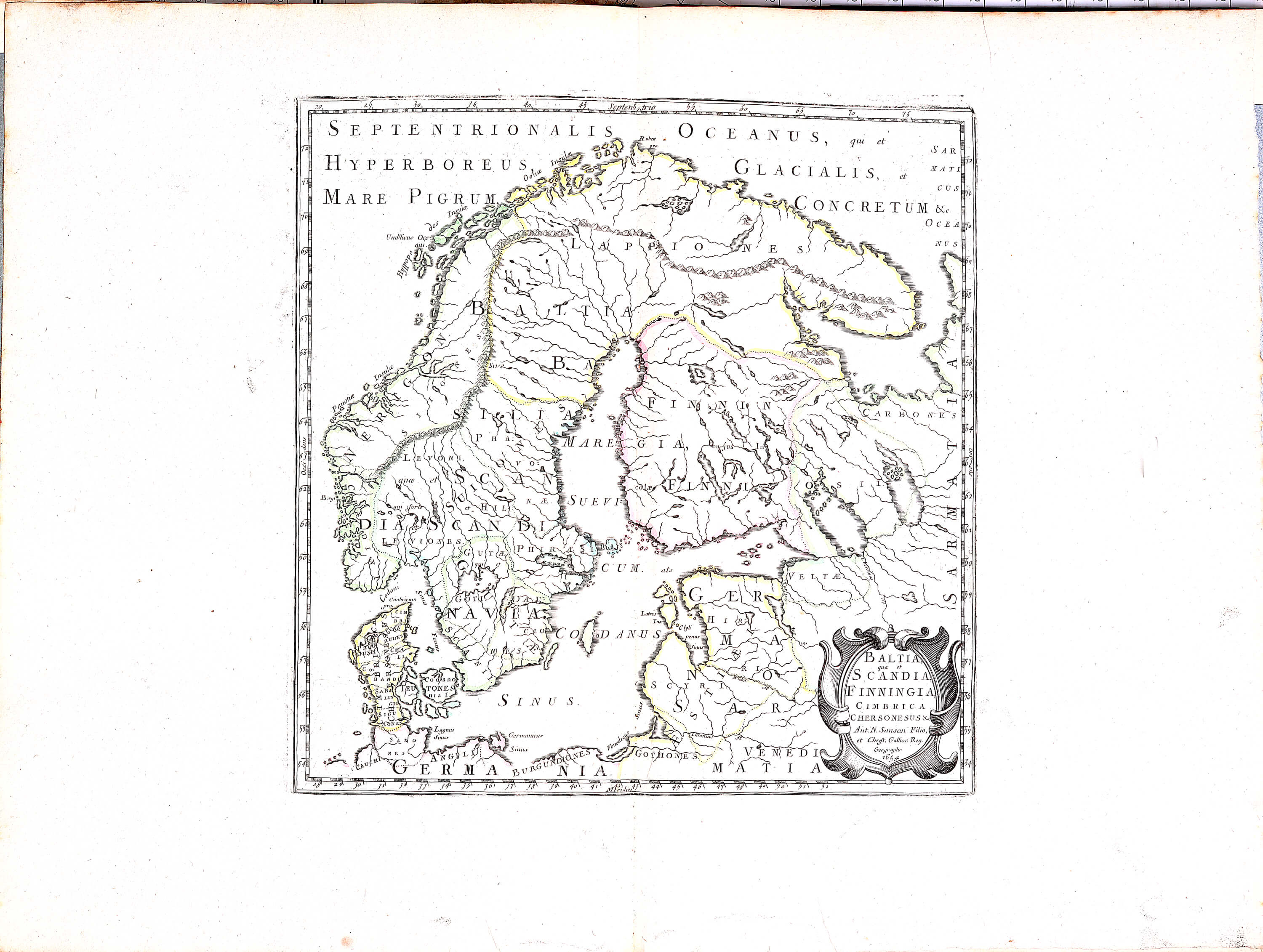
Скандинавія
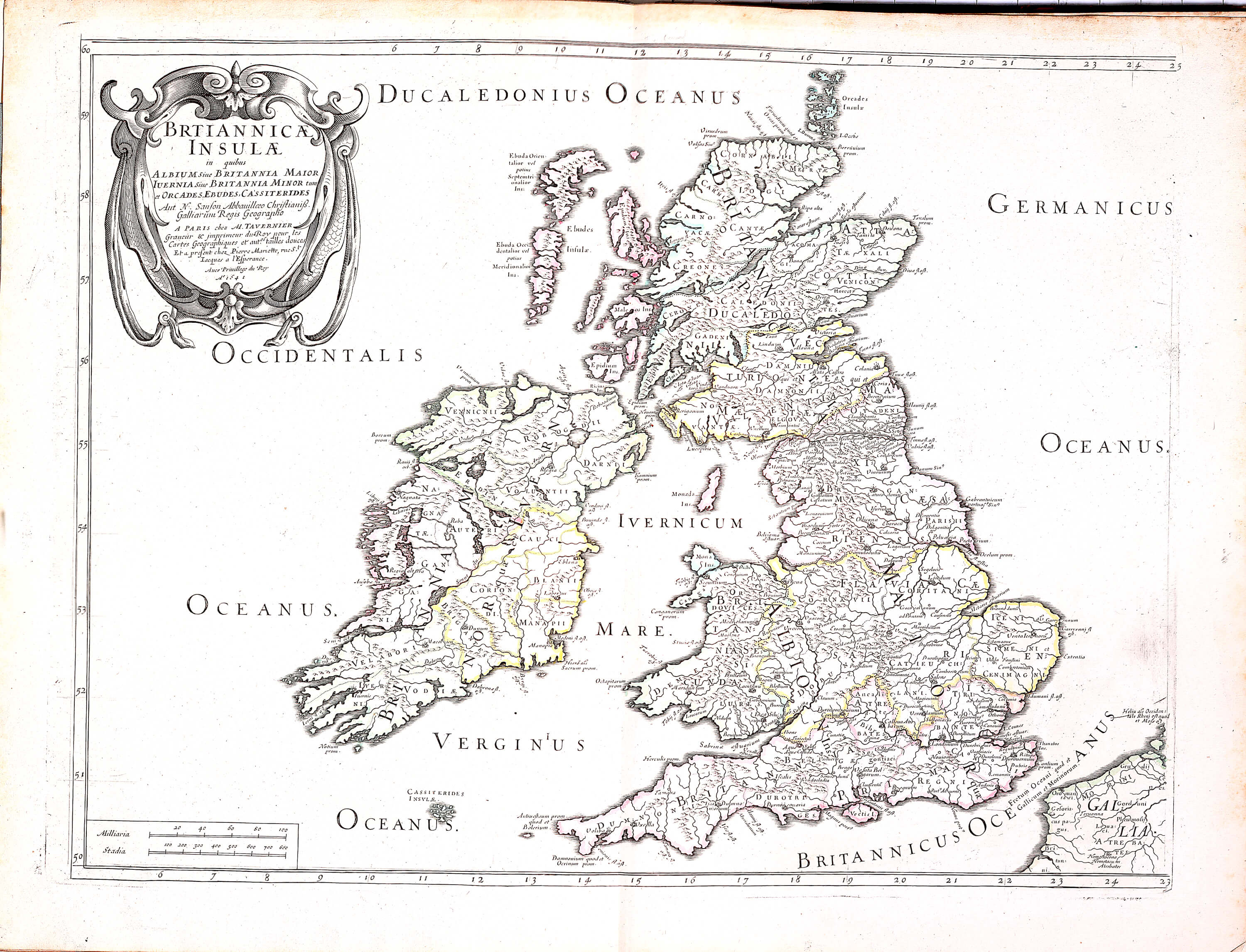
Британські острови
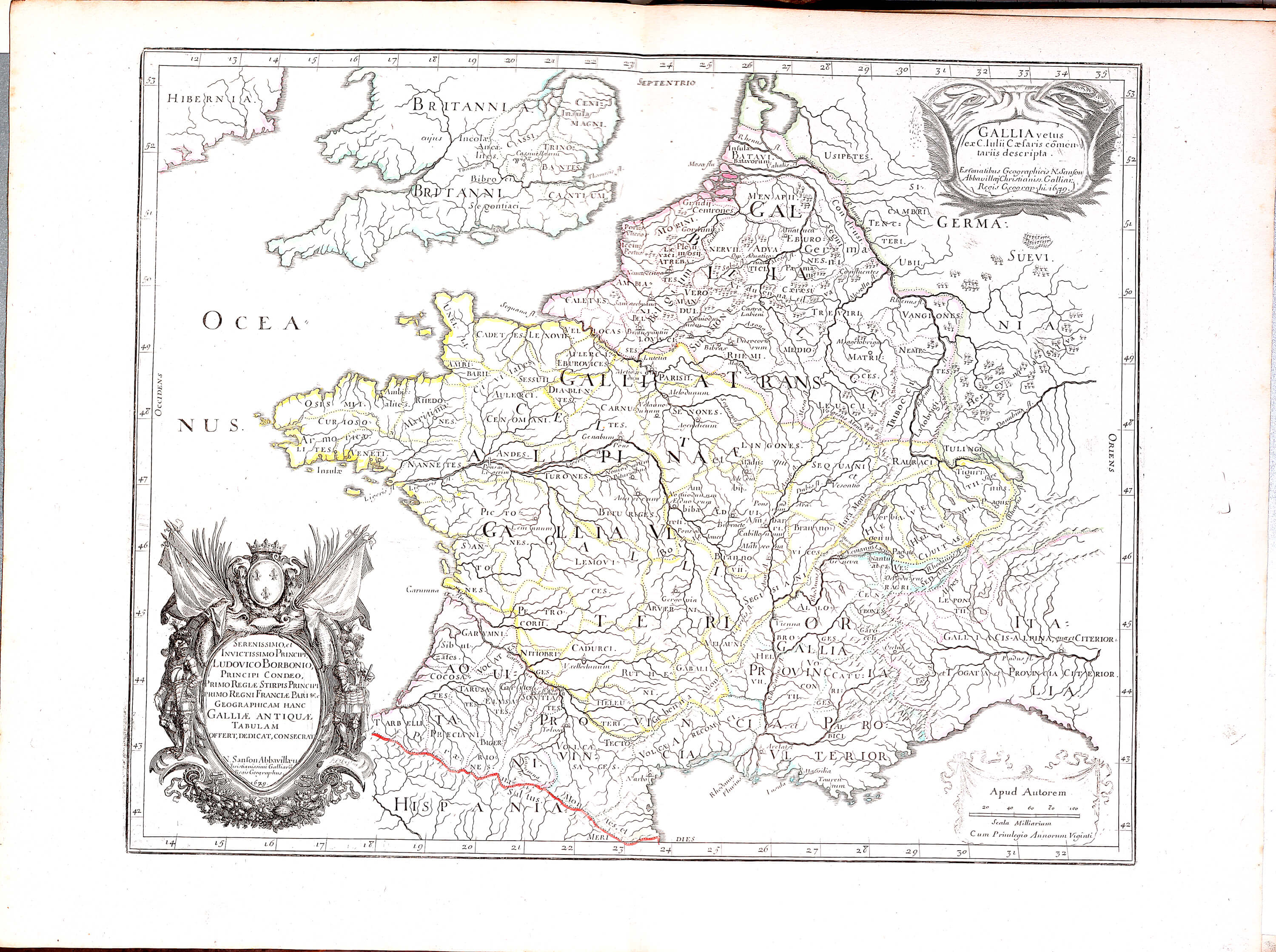
Франція
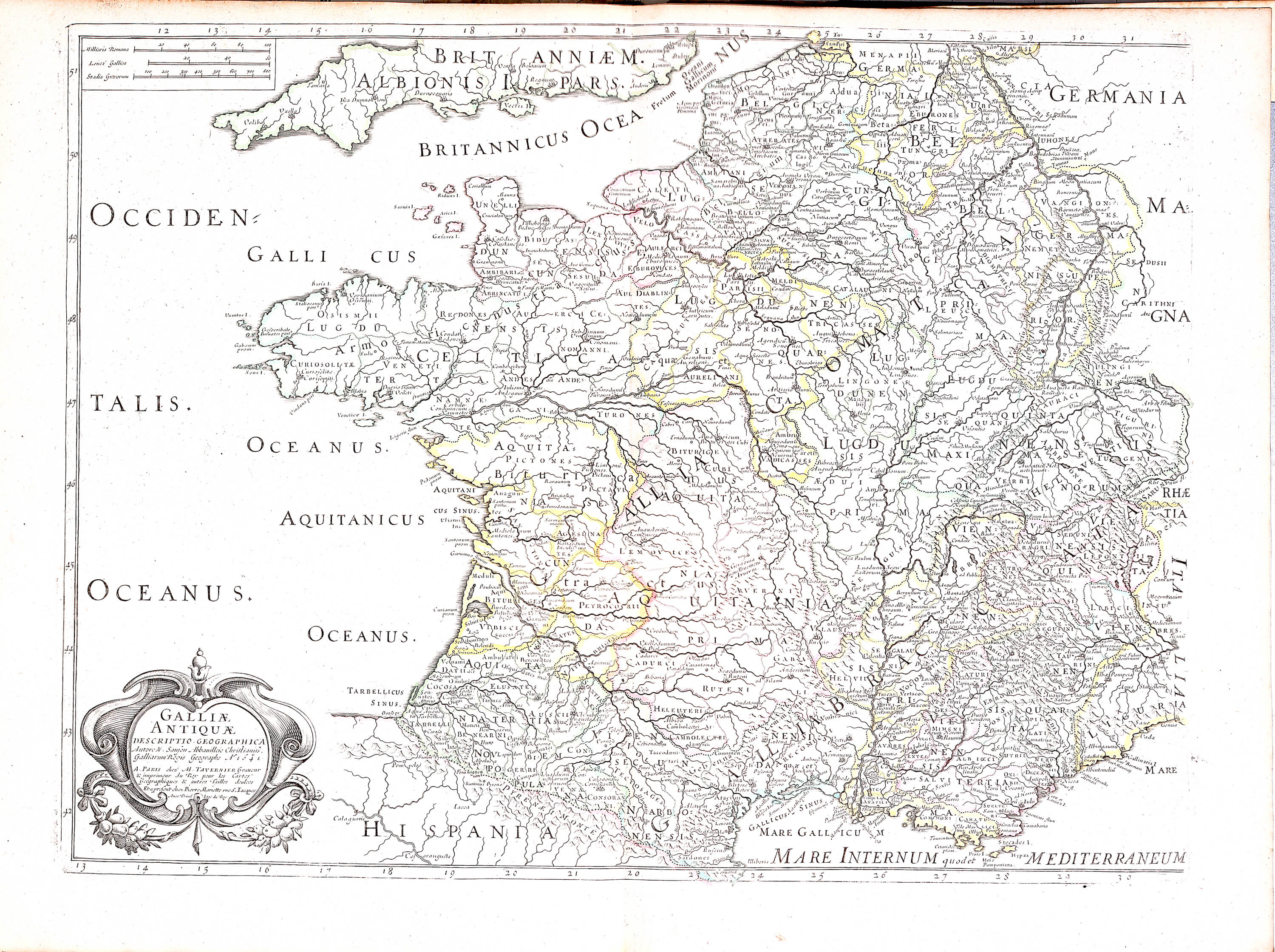
Франція
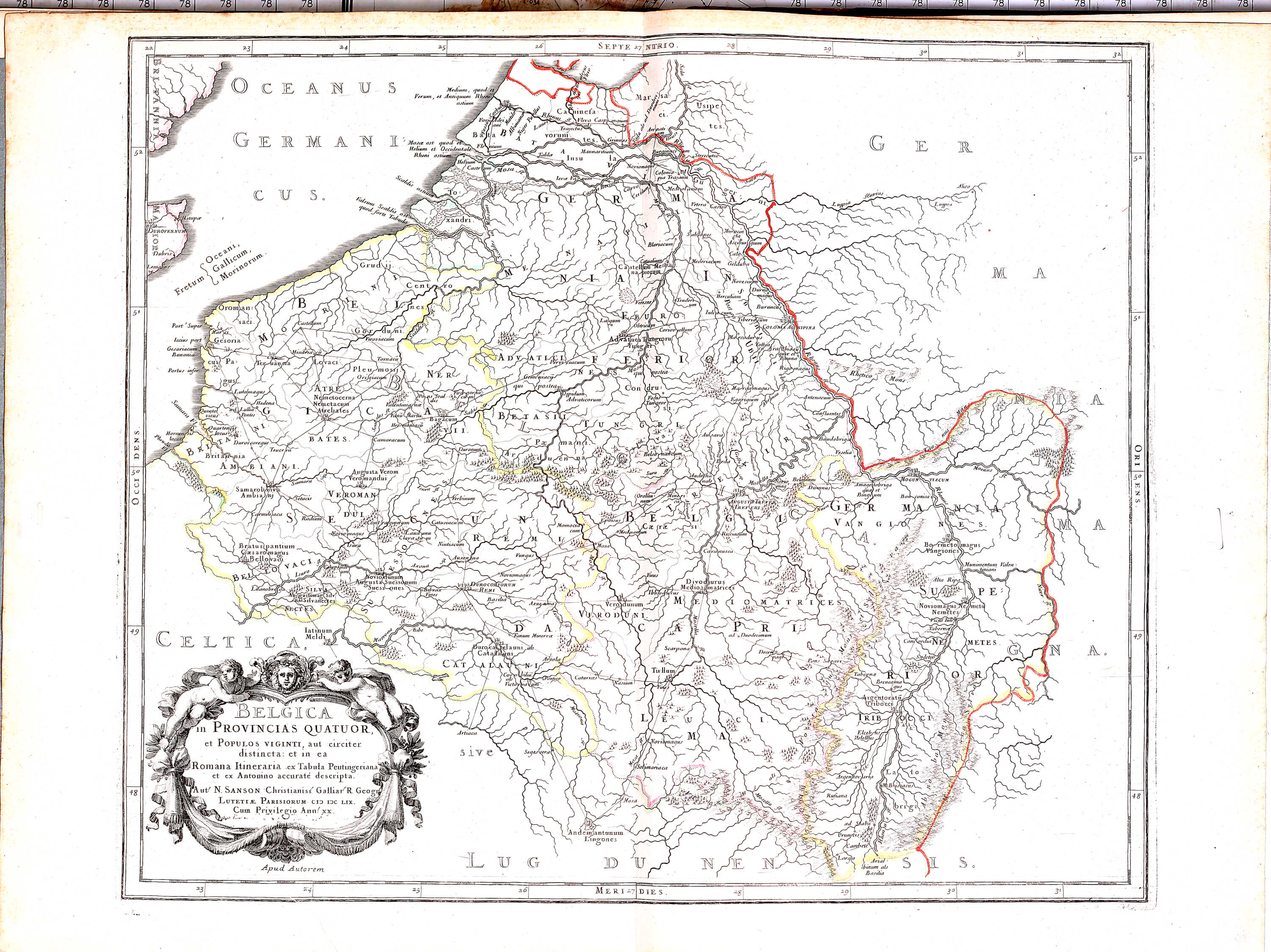
Бельгія
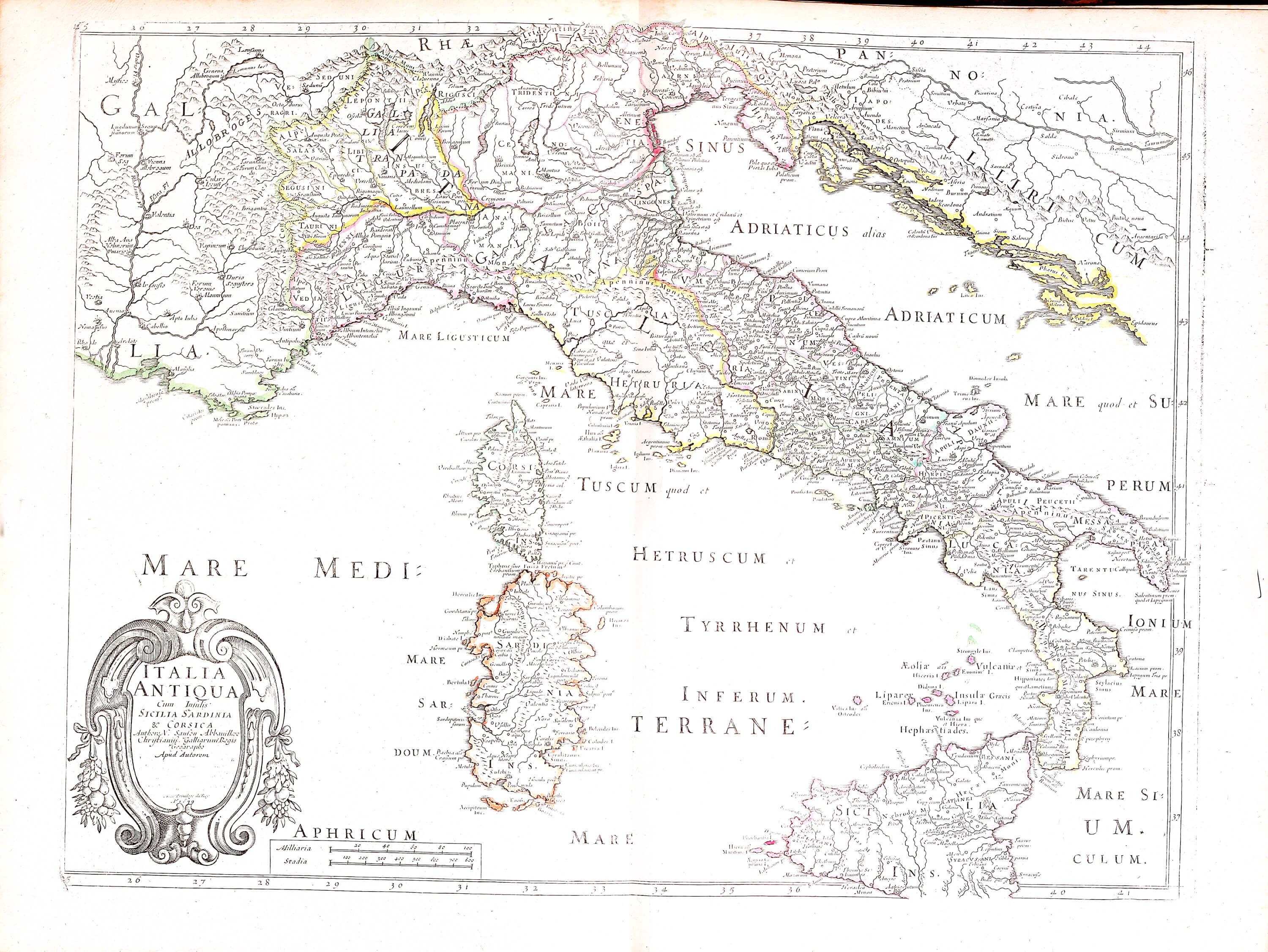
Італія
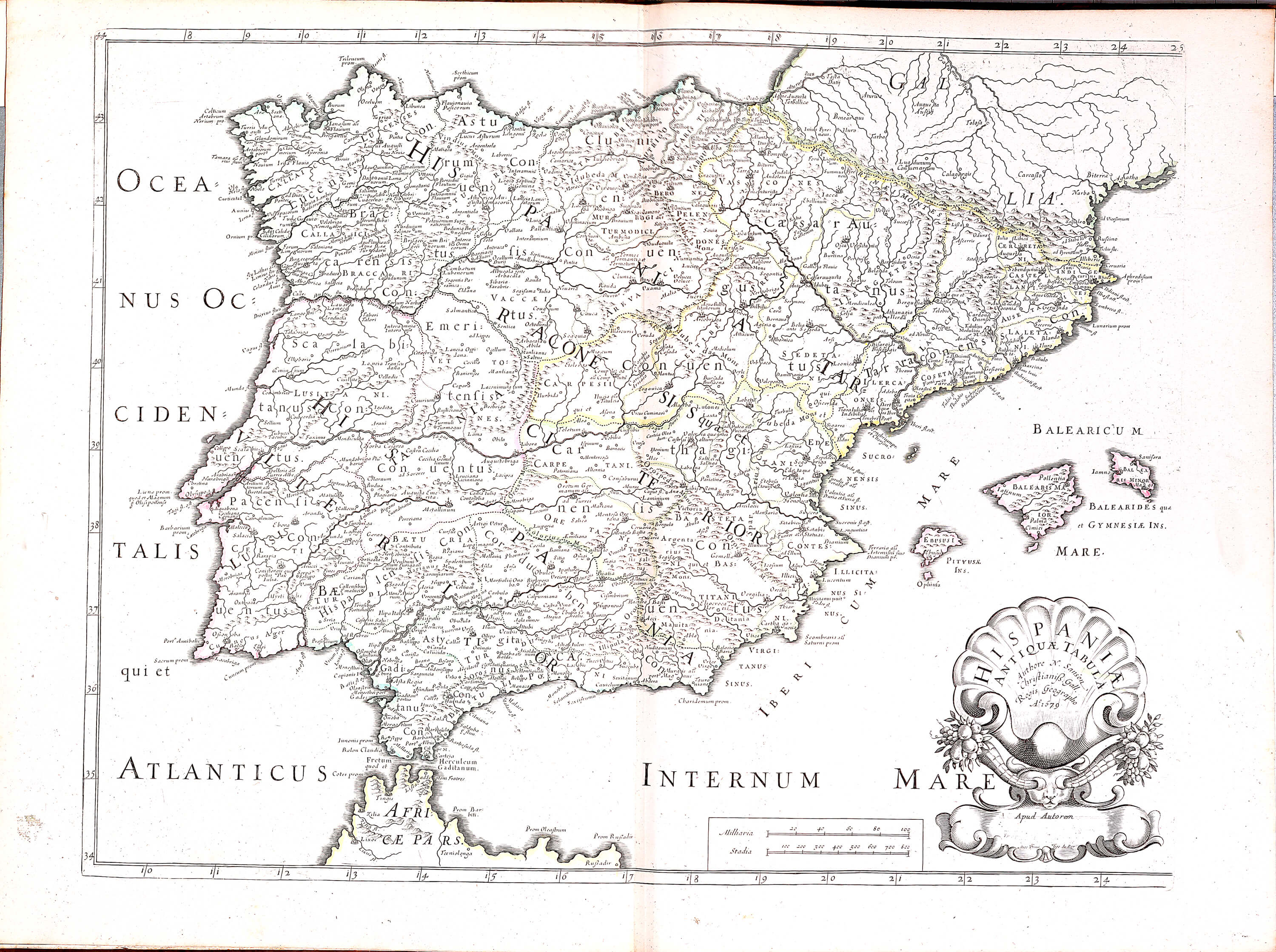
Іспанія
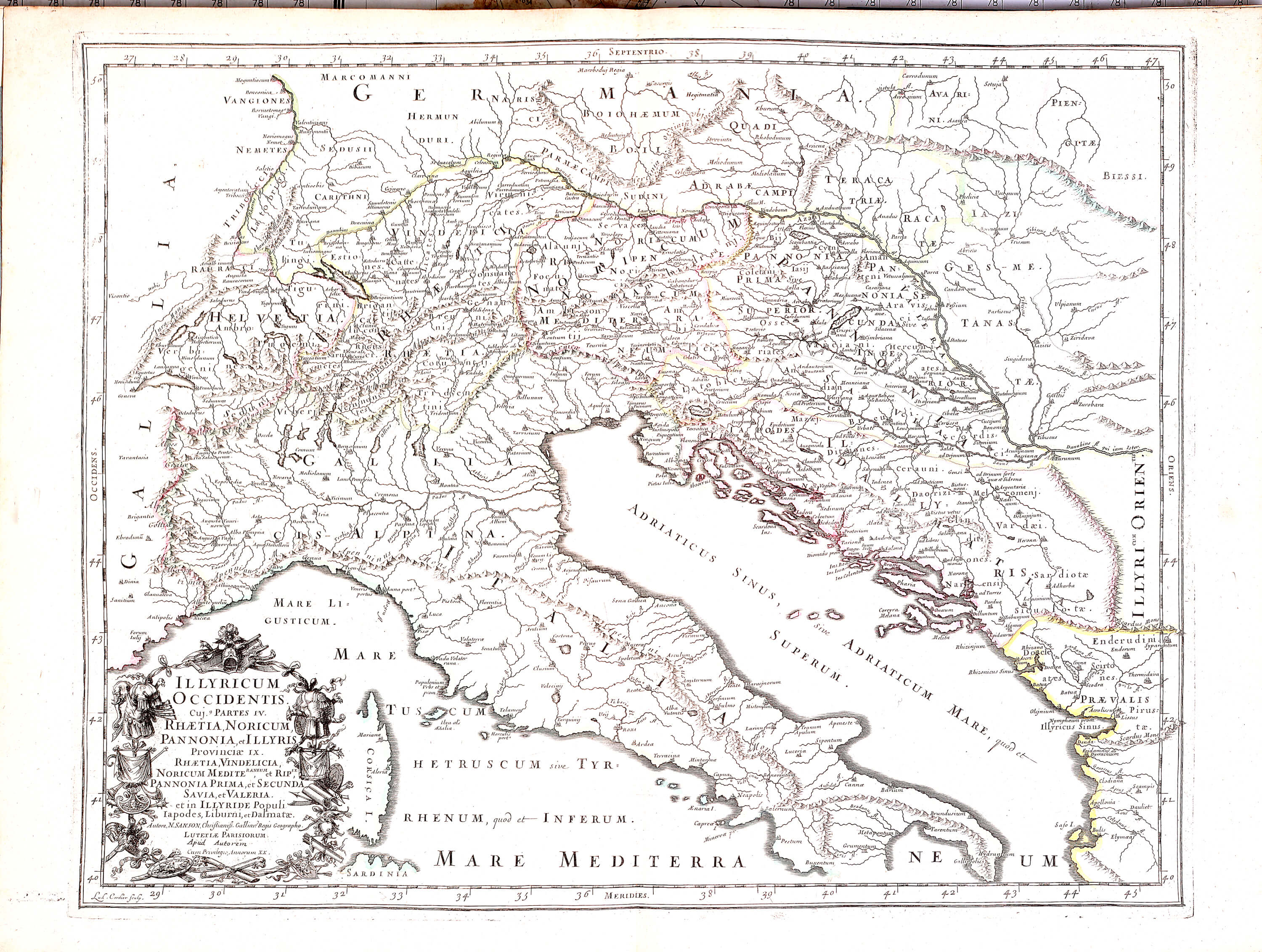
Паннонія та Іллірія
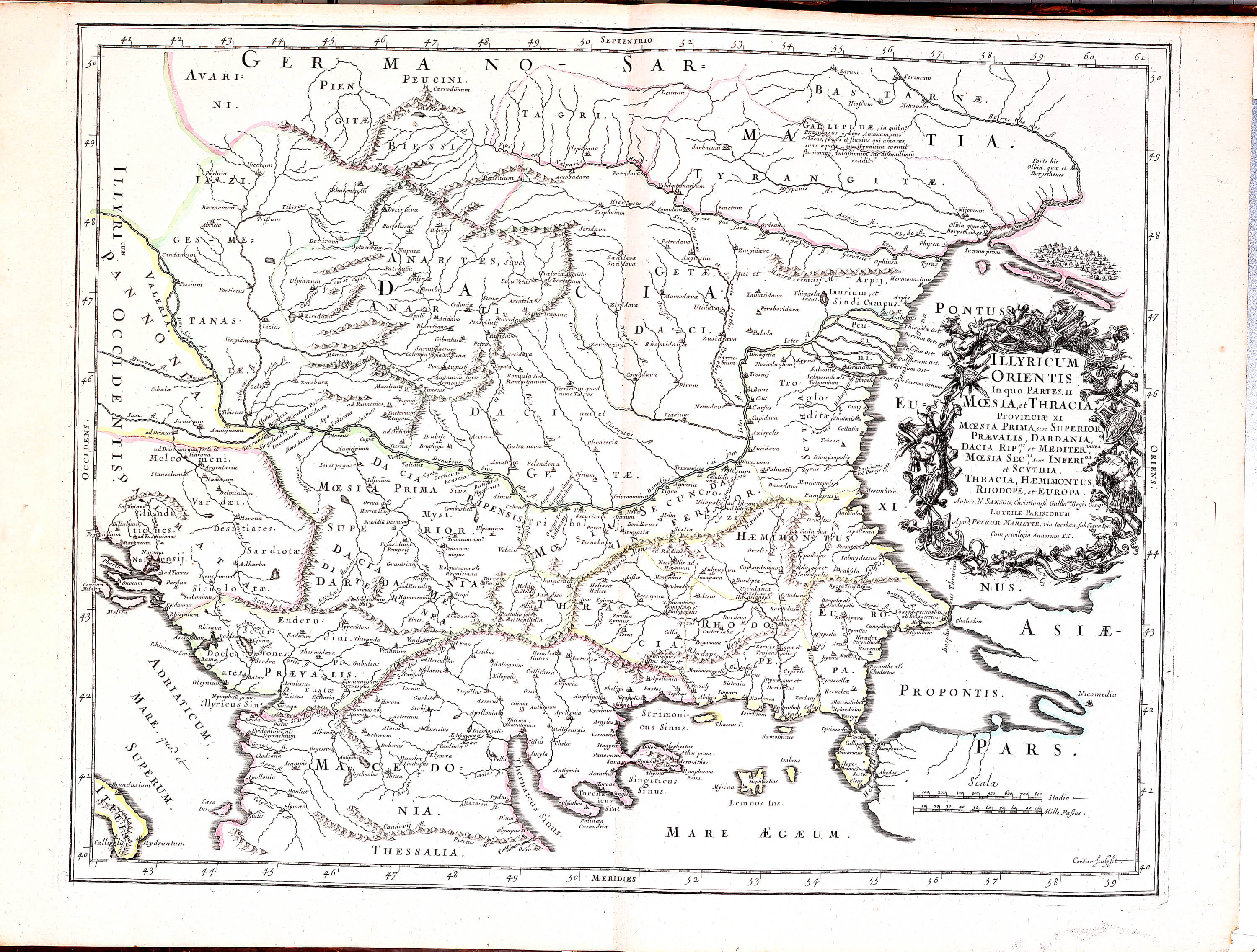
Іллірія
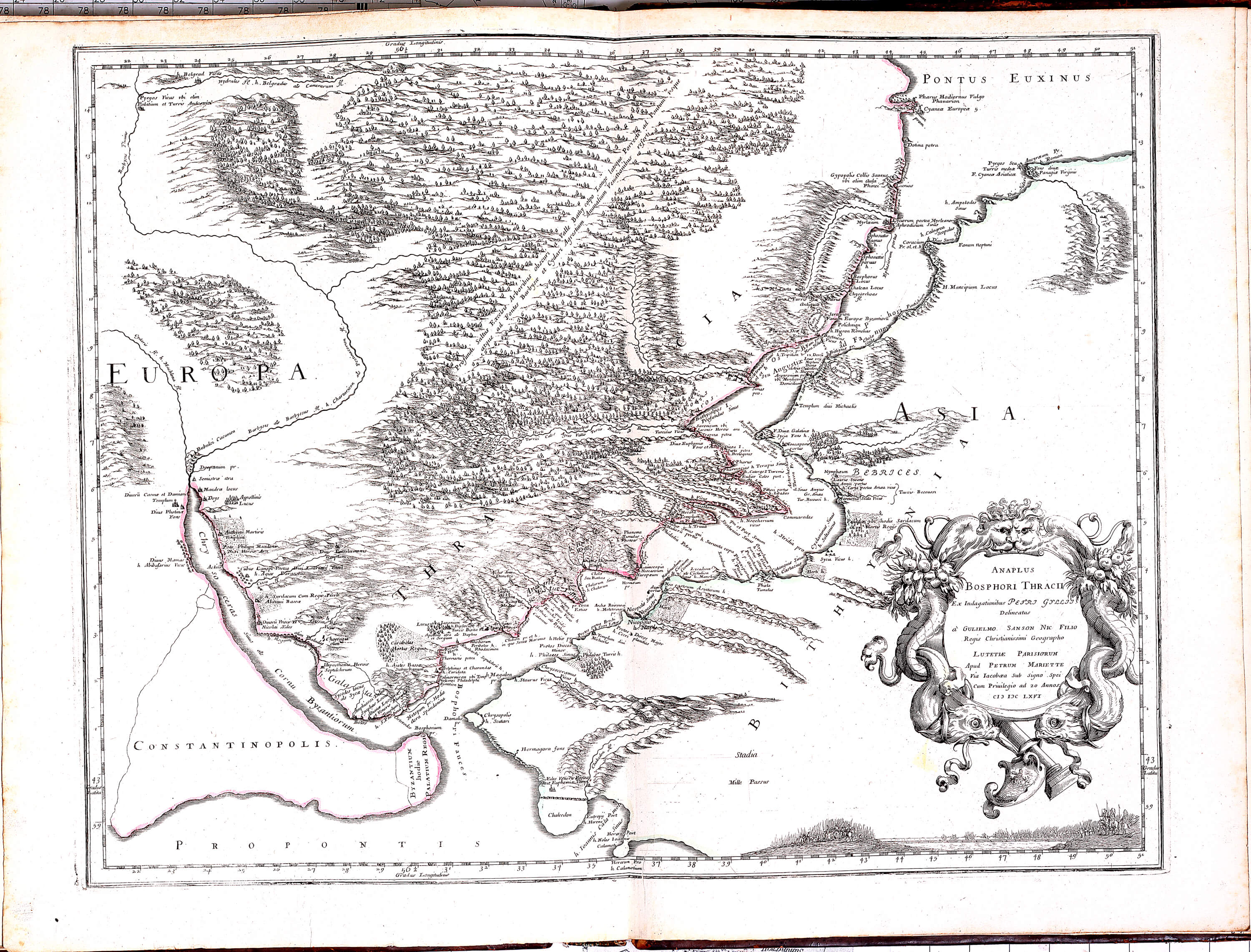
Шела (Фракія) та Босфор
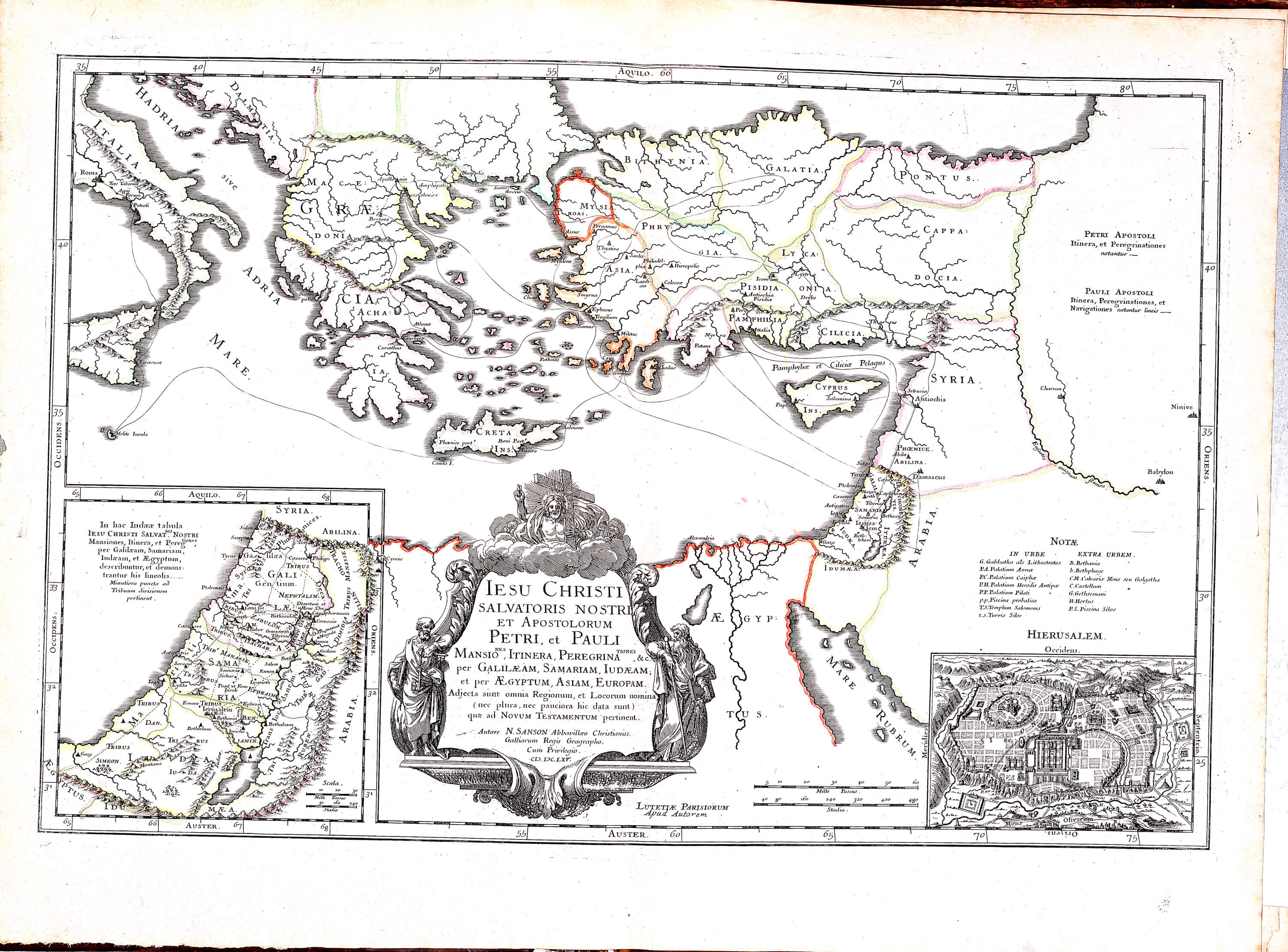
Східне Середземномор'я
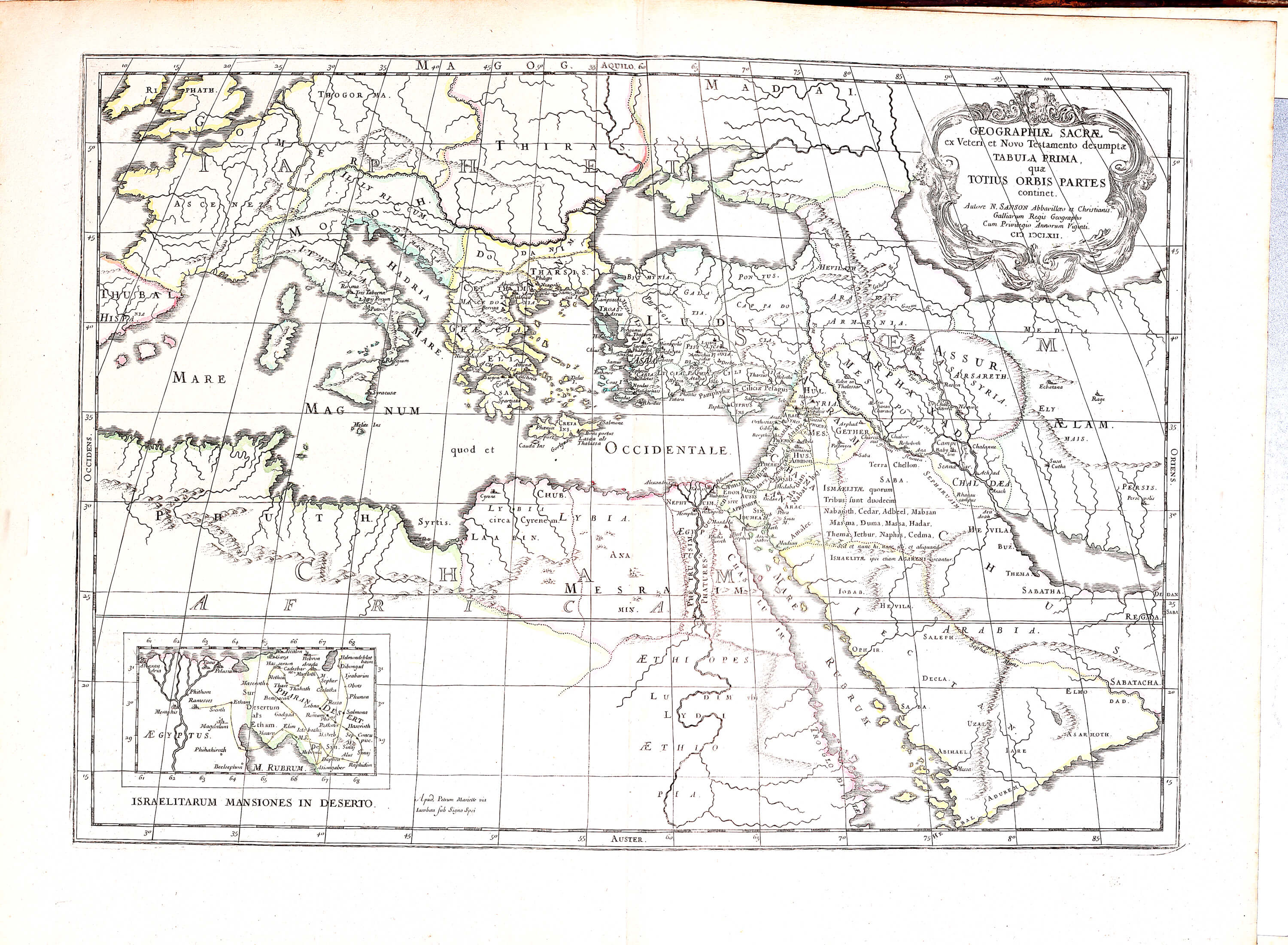
Середземномор'я, Греція, Земля Яфета, Елам, Вірменія, Месопотамія, Халдея, Ассирія, Аравія, Чорне море, Мертве море
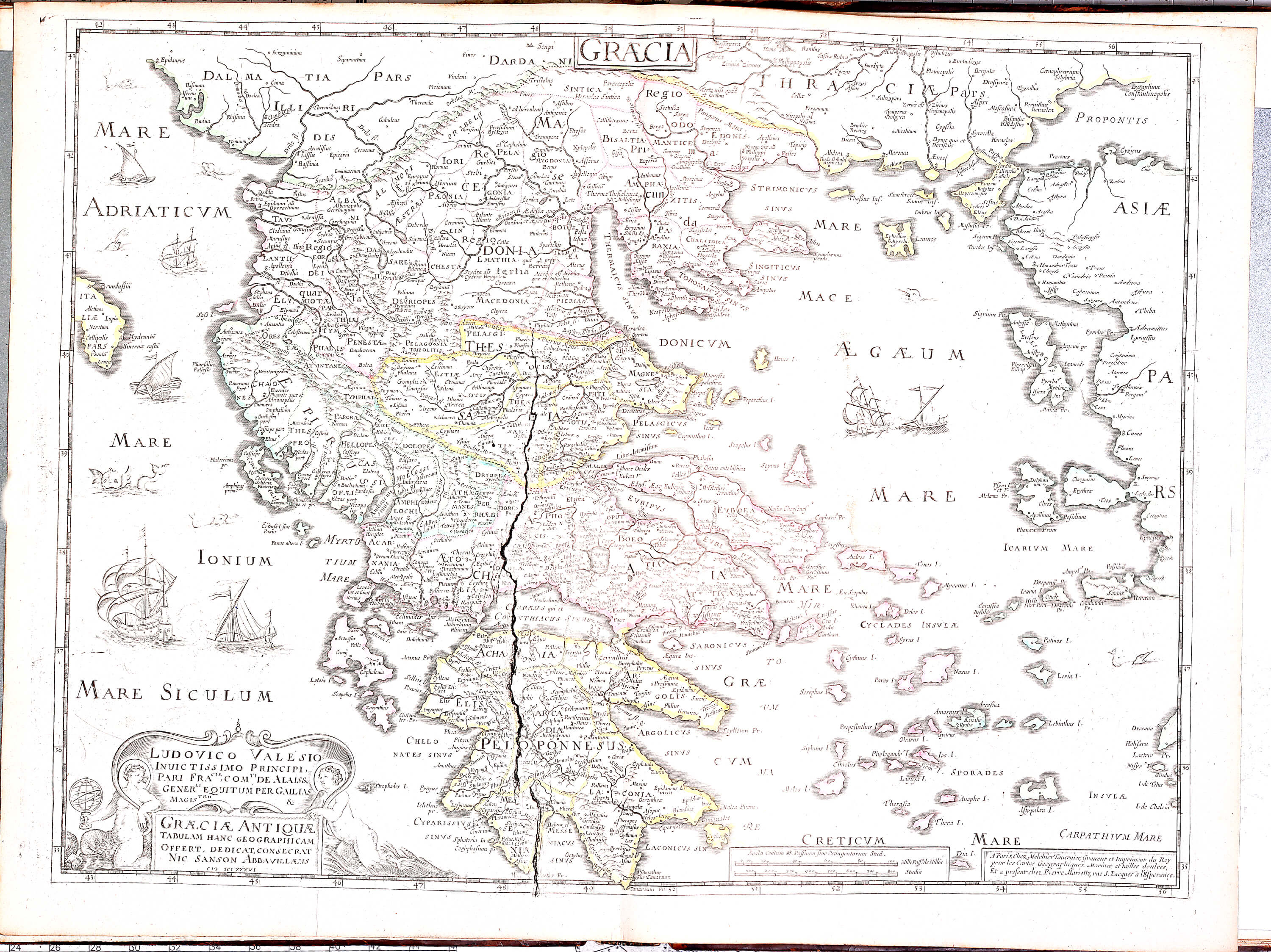
Греція
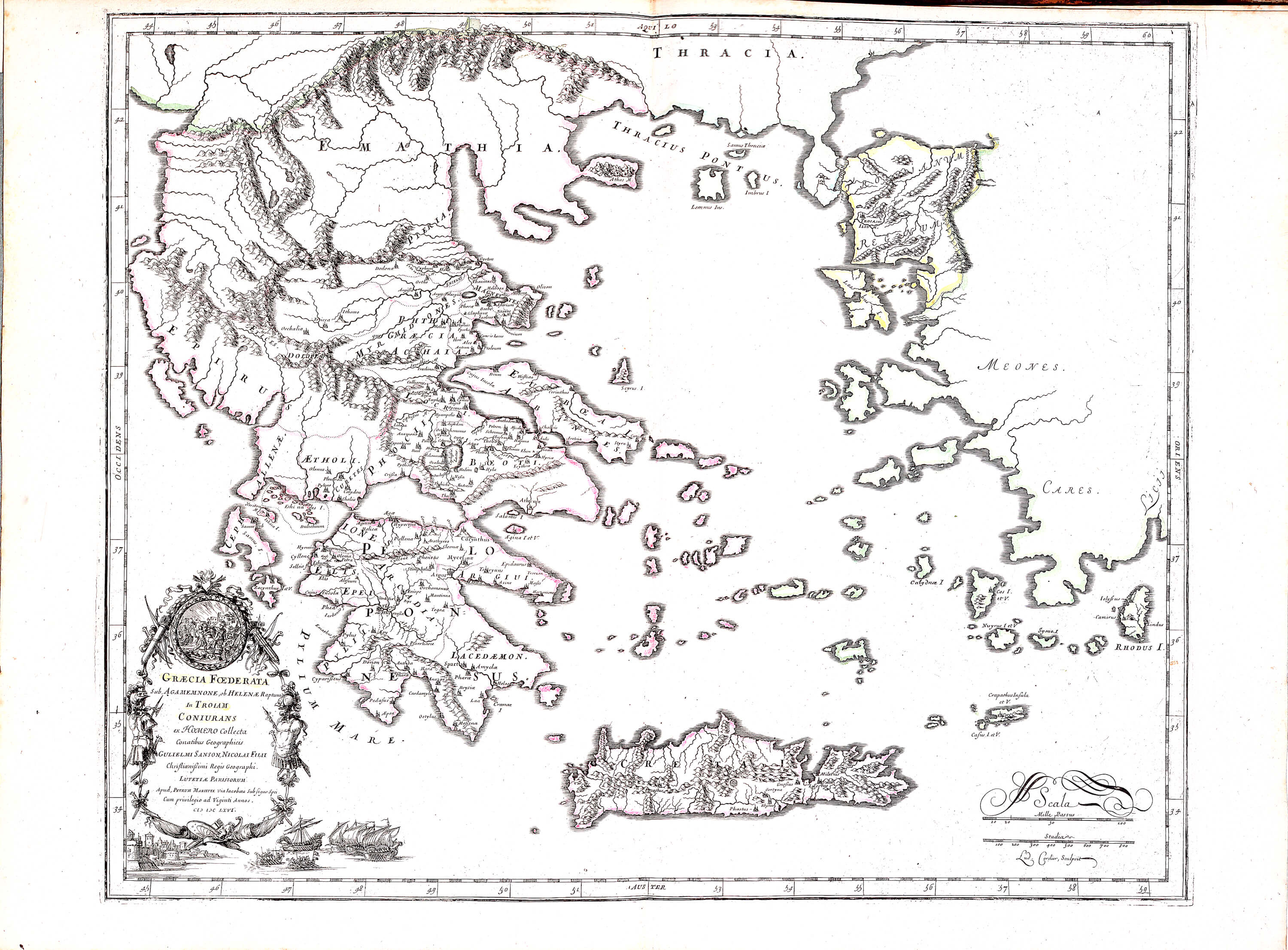
Острови Греції
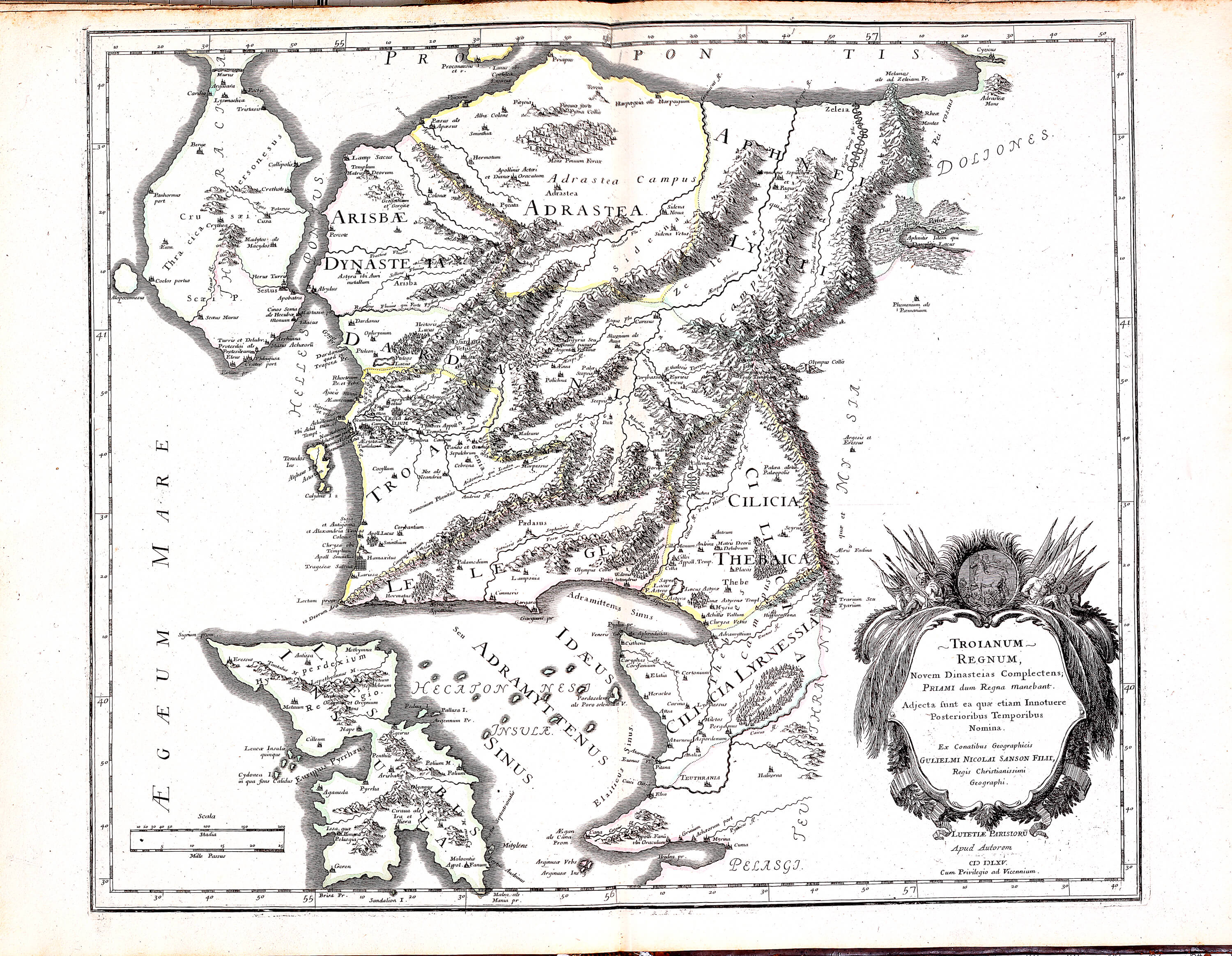
Троя та Греція
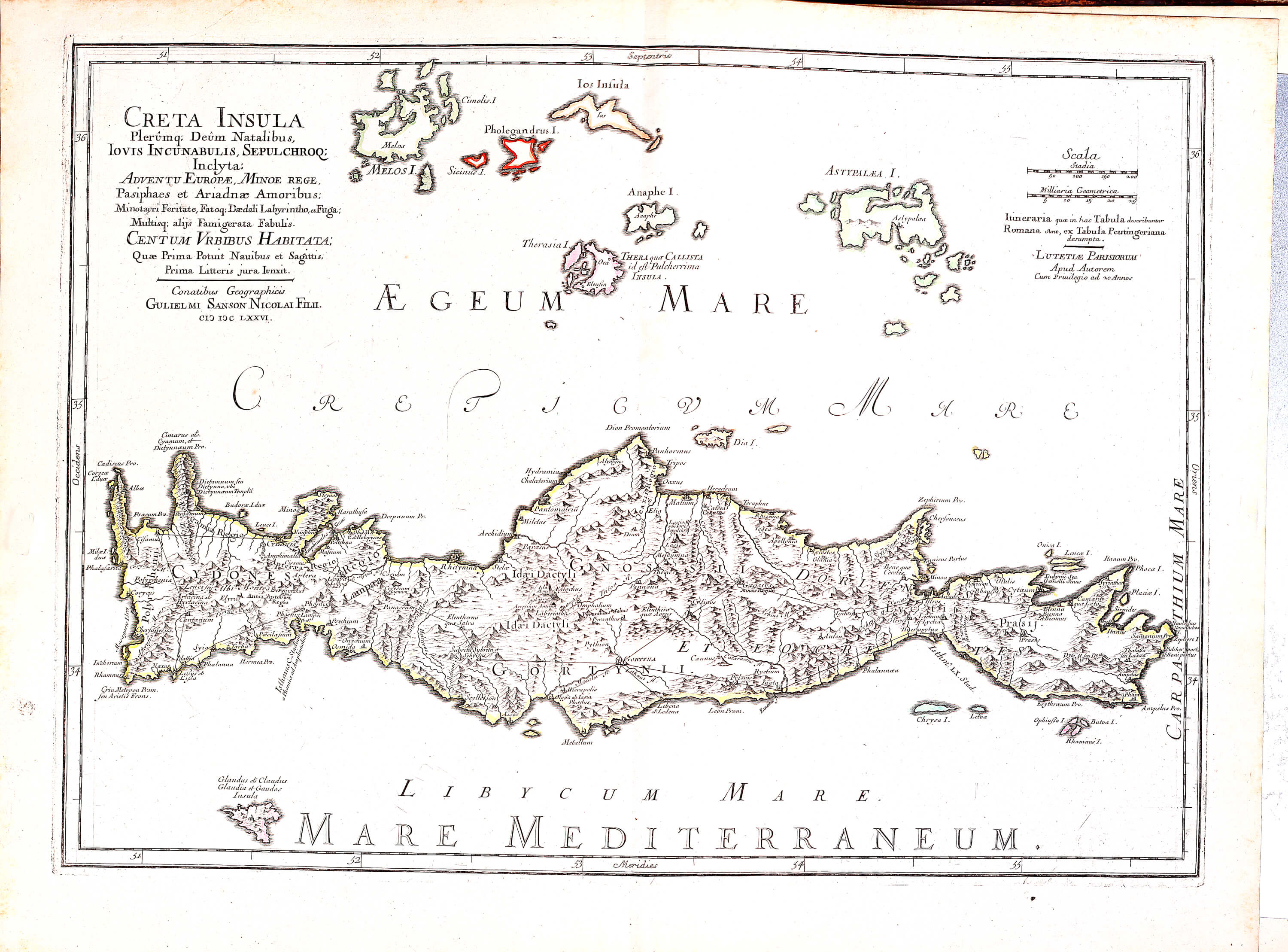
Крит
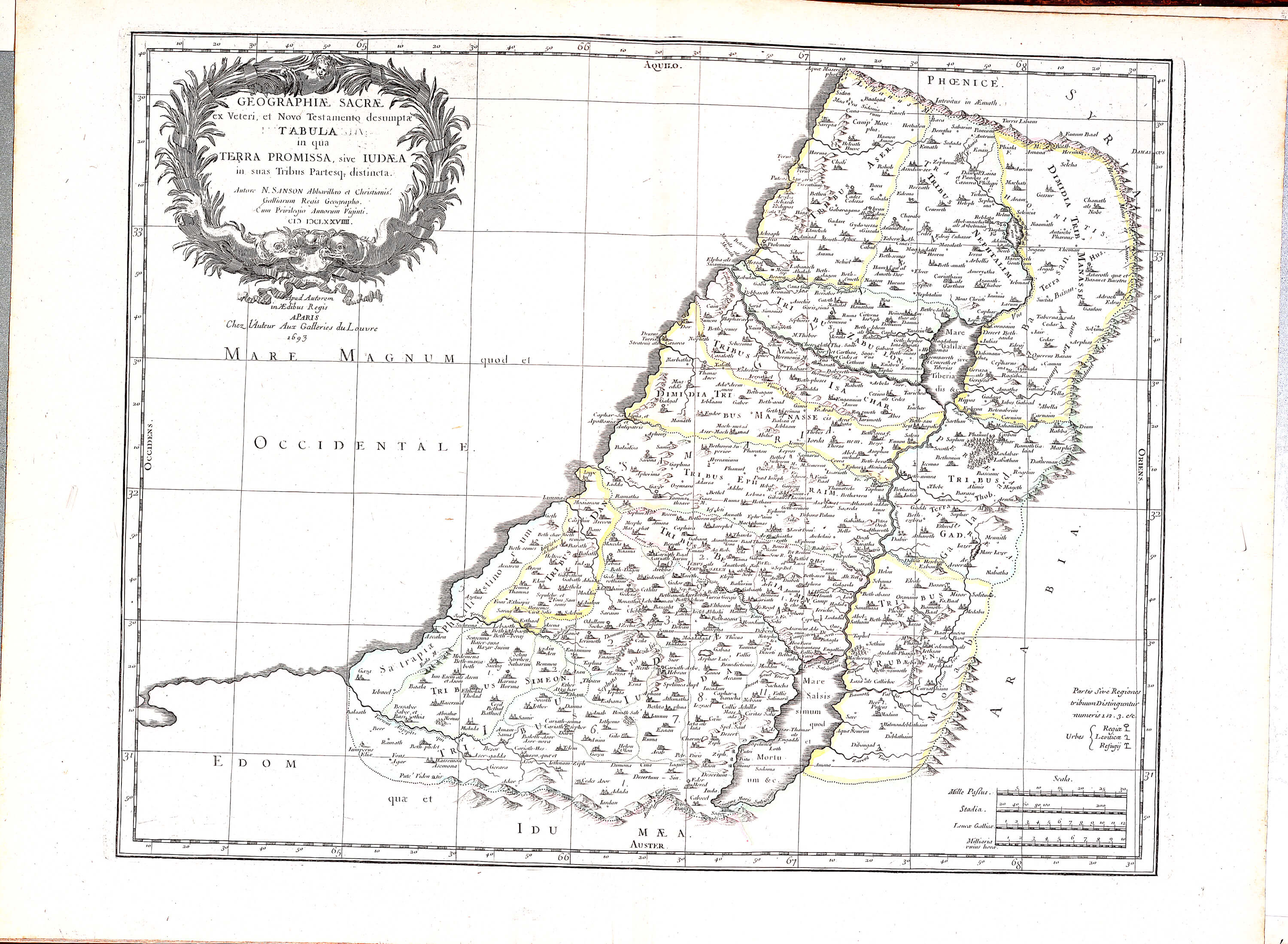
Земля Ізраїльська та Юдея
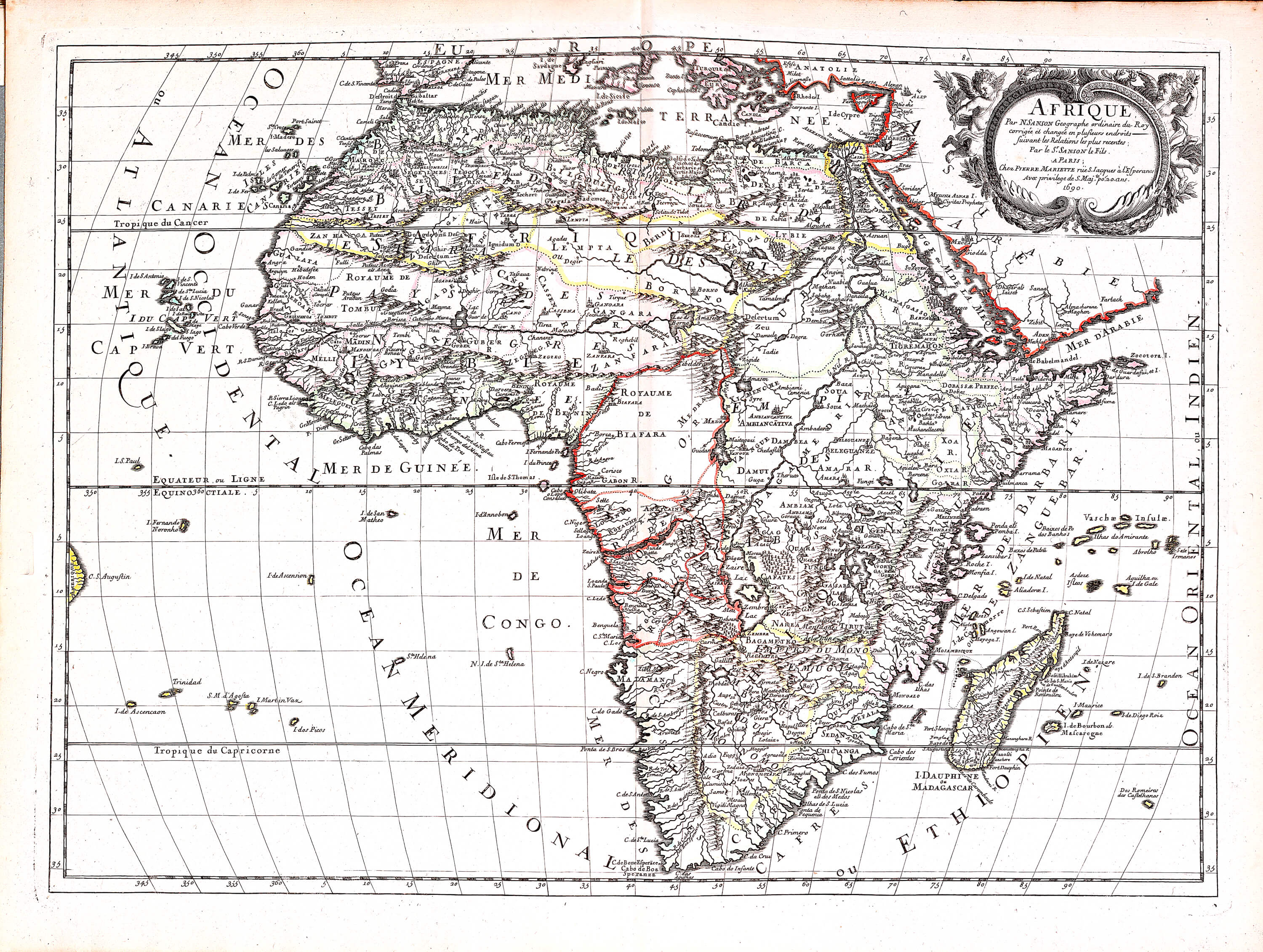
Африка
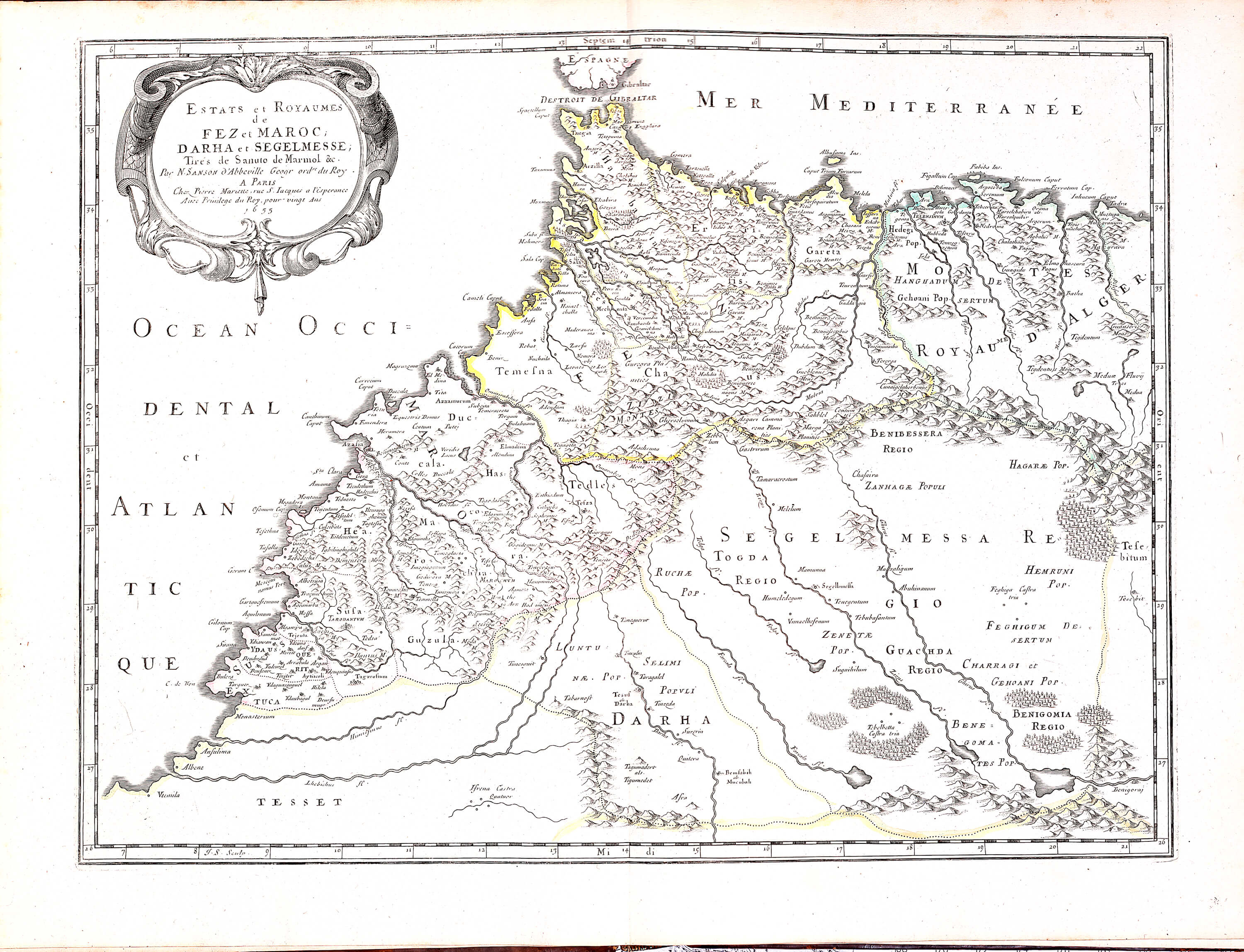
Марокко
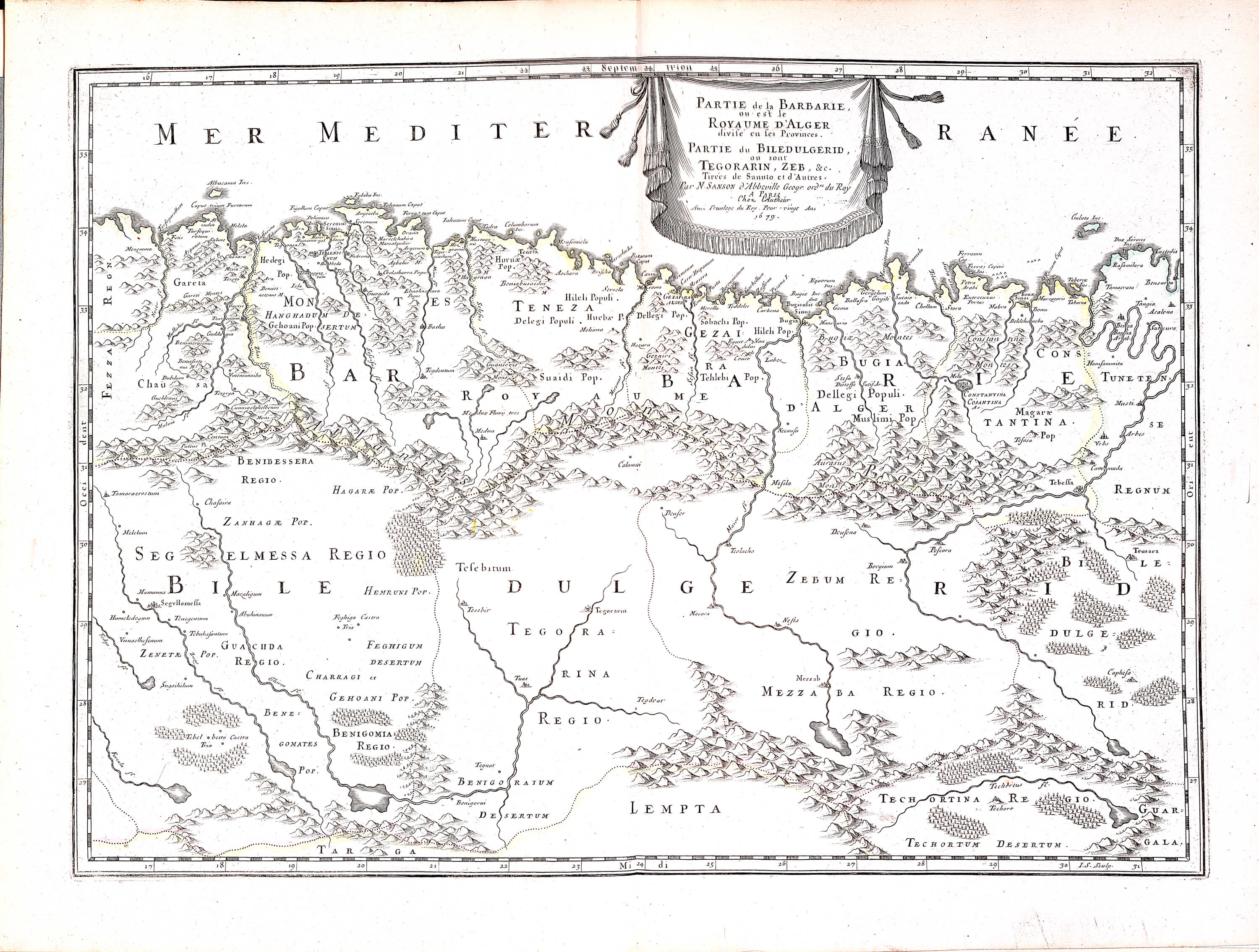
Берберія та Алжир
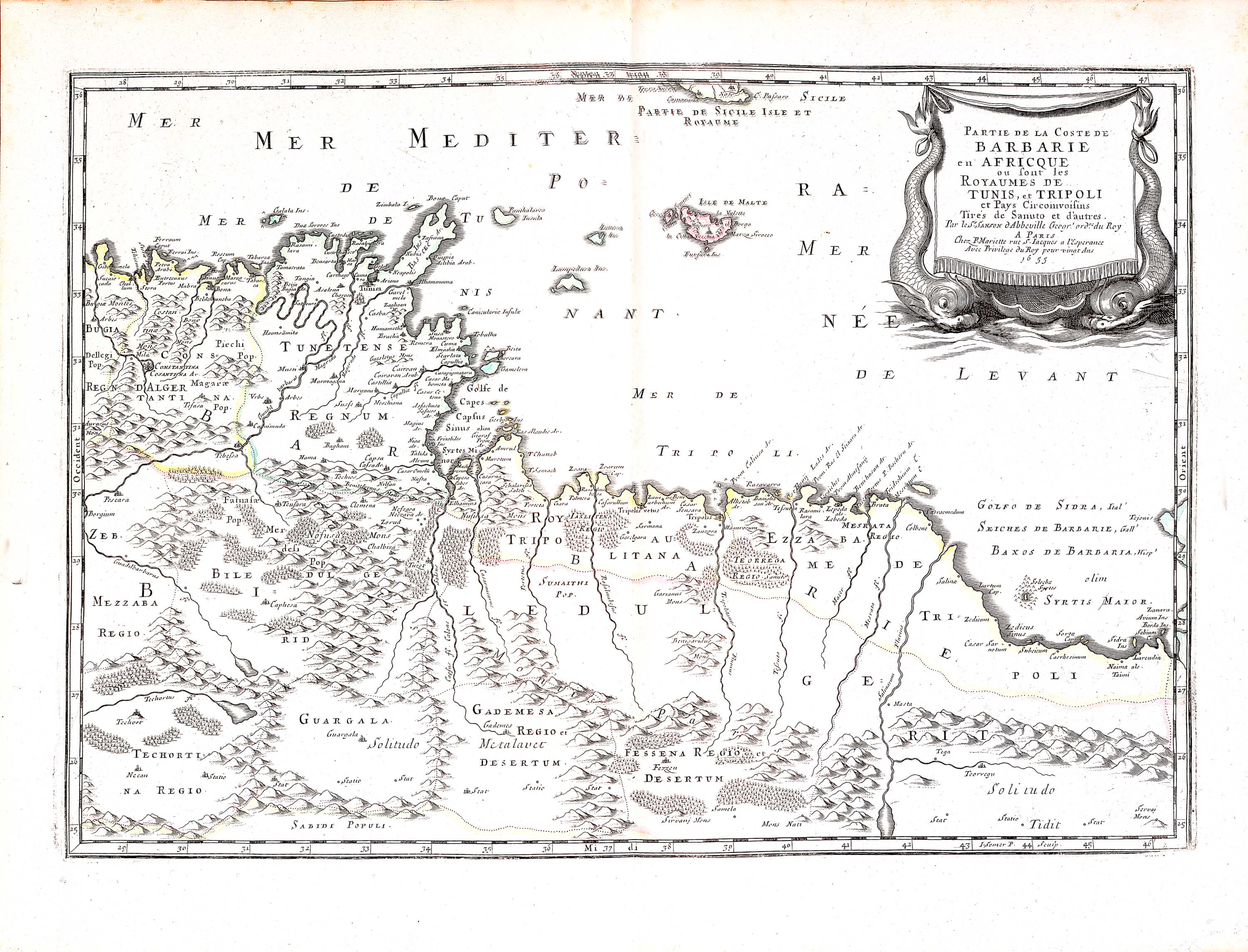
Берберія та Туніс
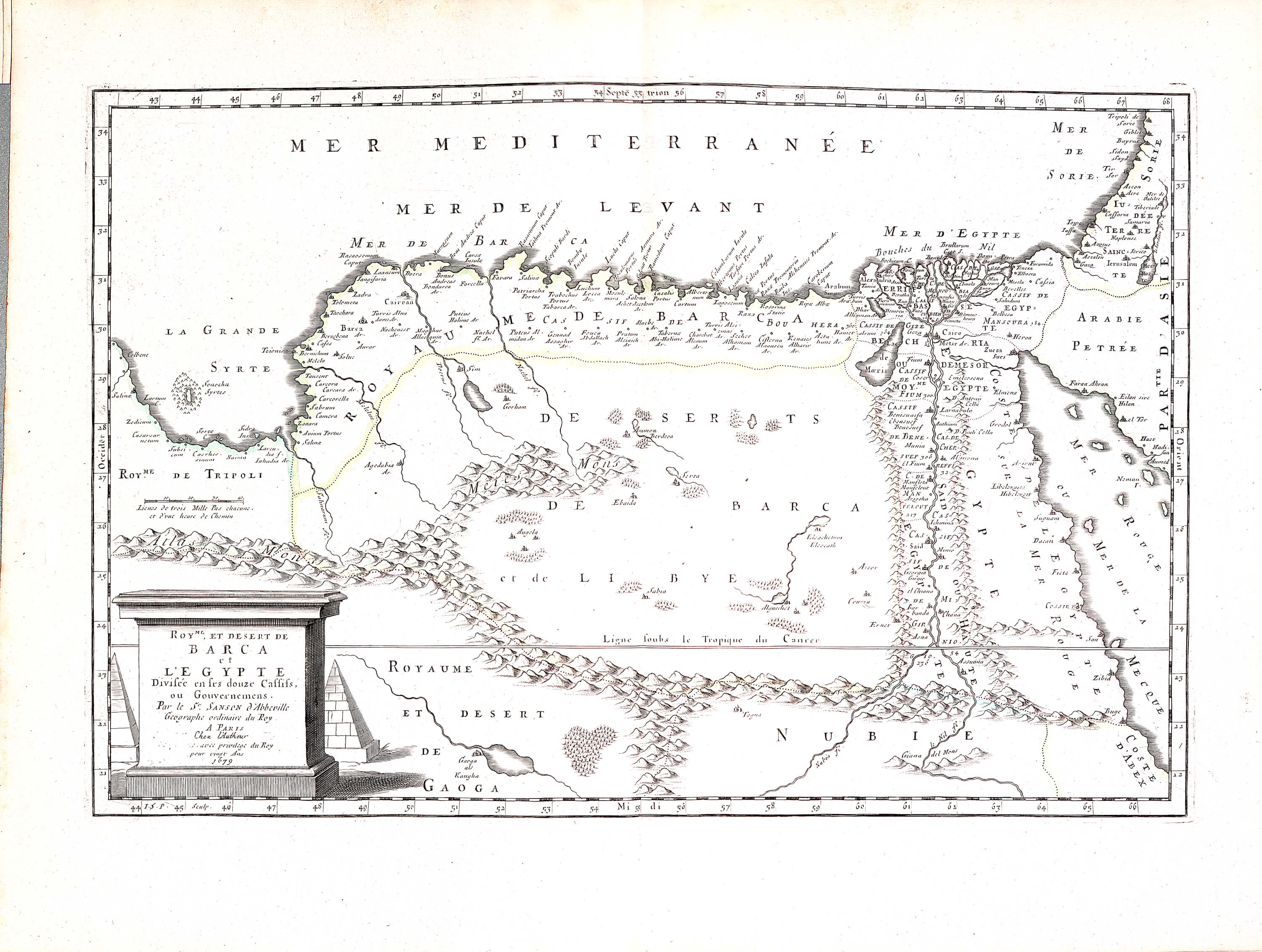
Єгипет
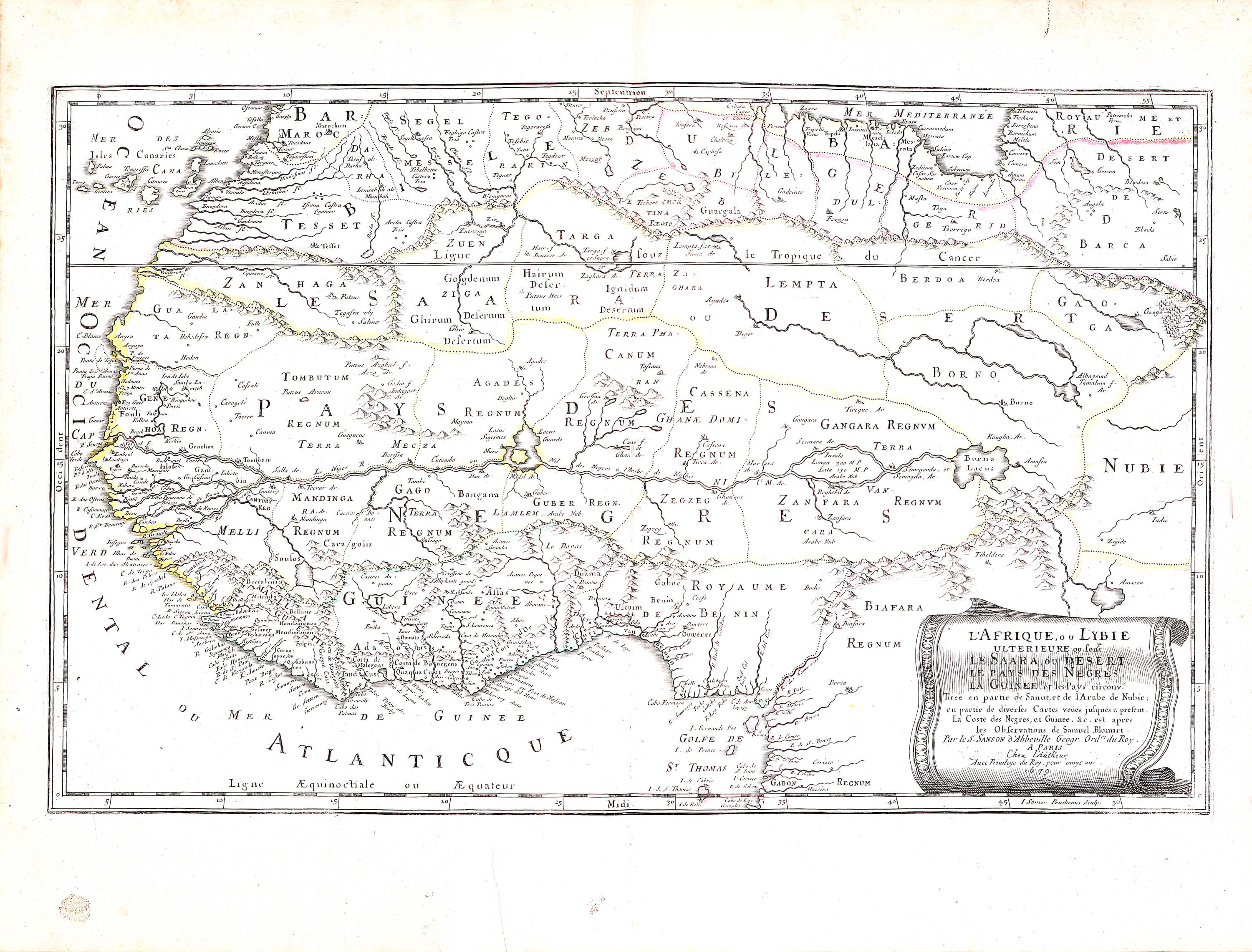
Північна Африка та Гвінея
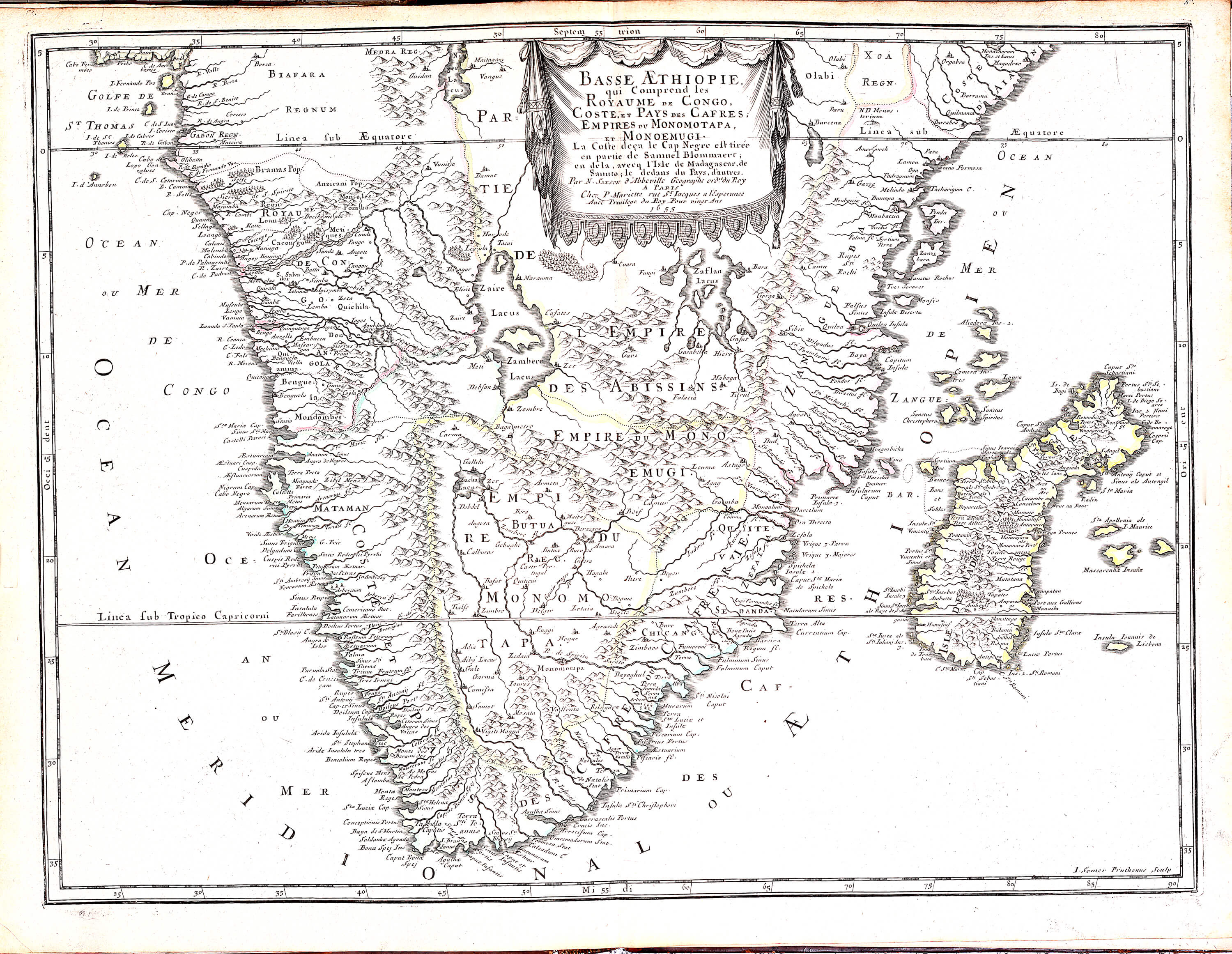
Південна Африка
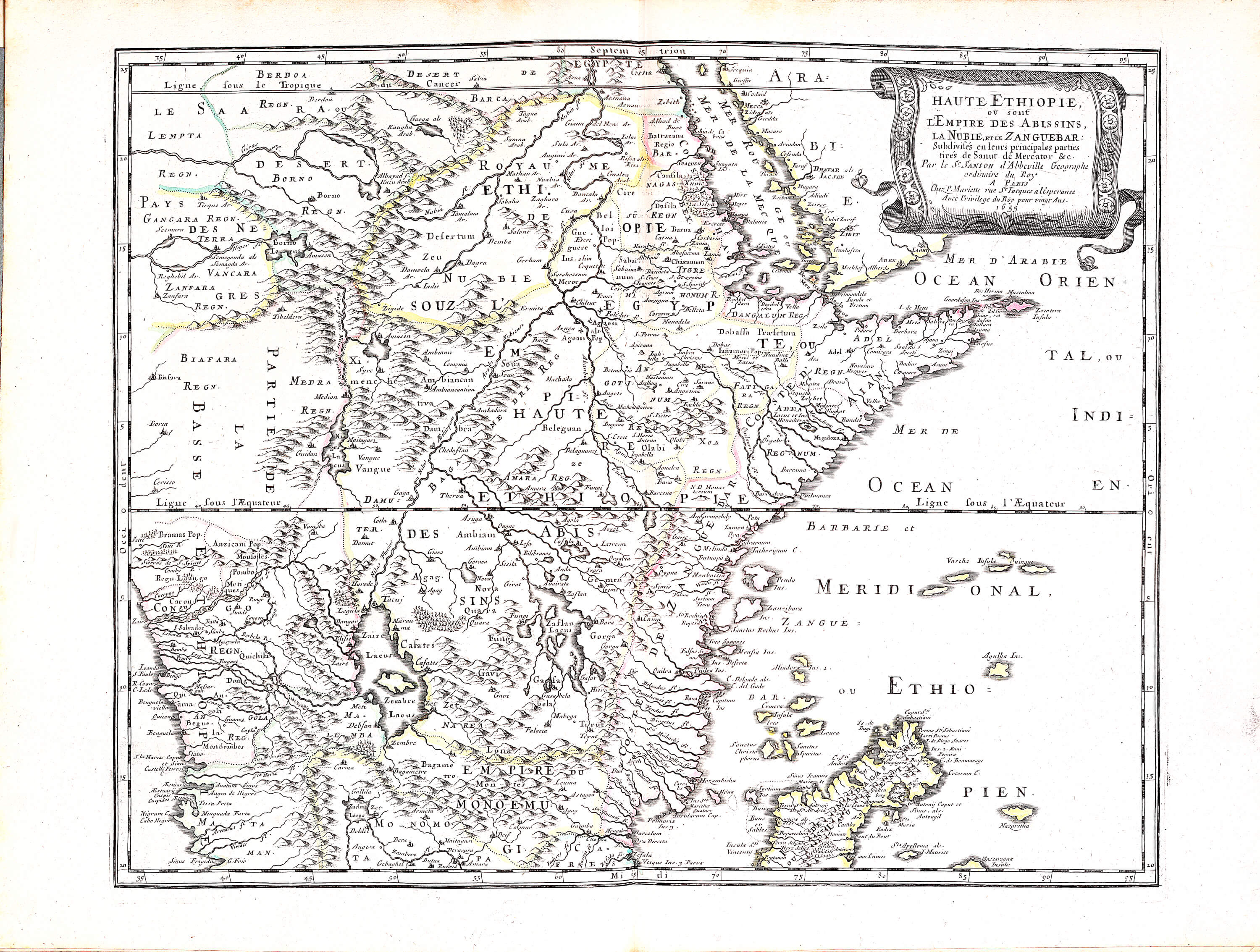
Ефіопія
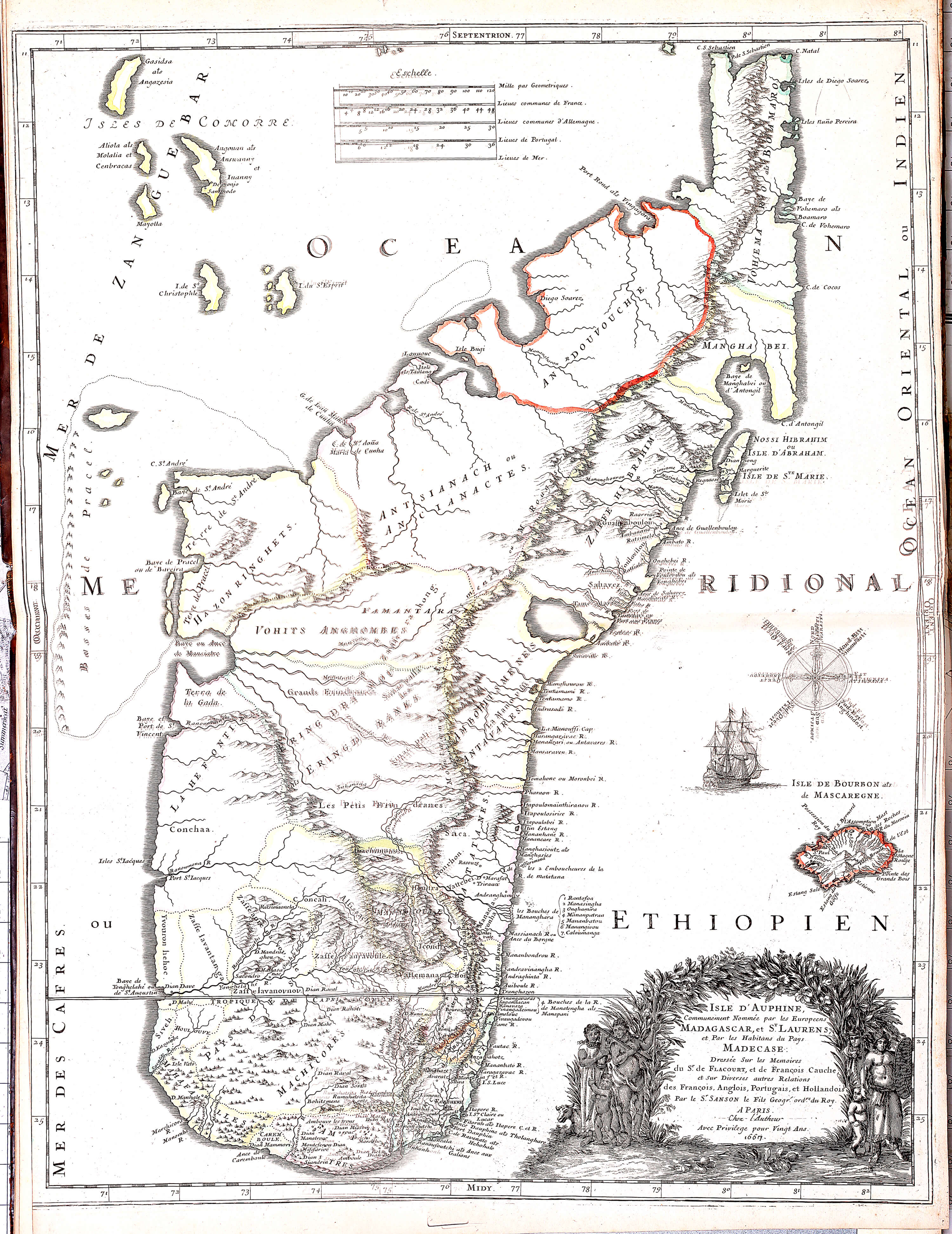
Мадагаскар
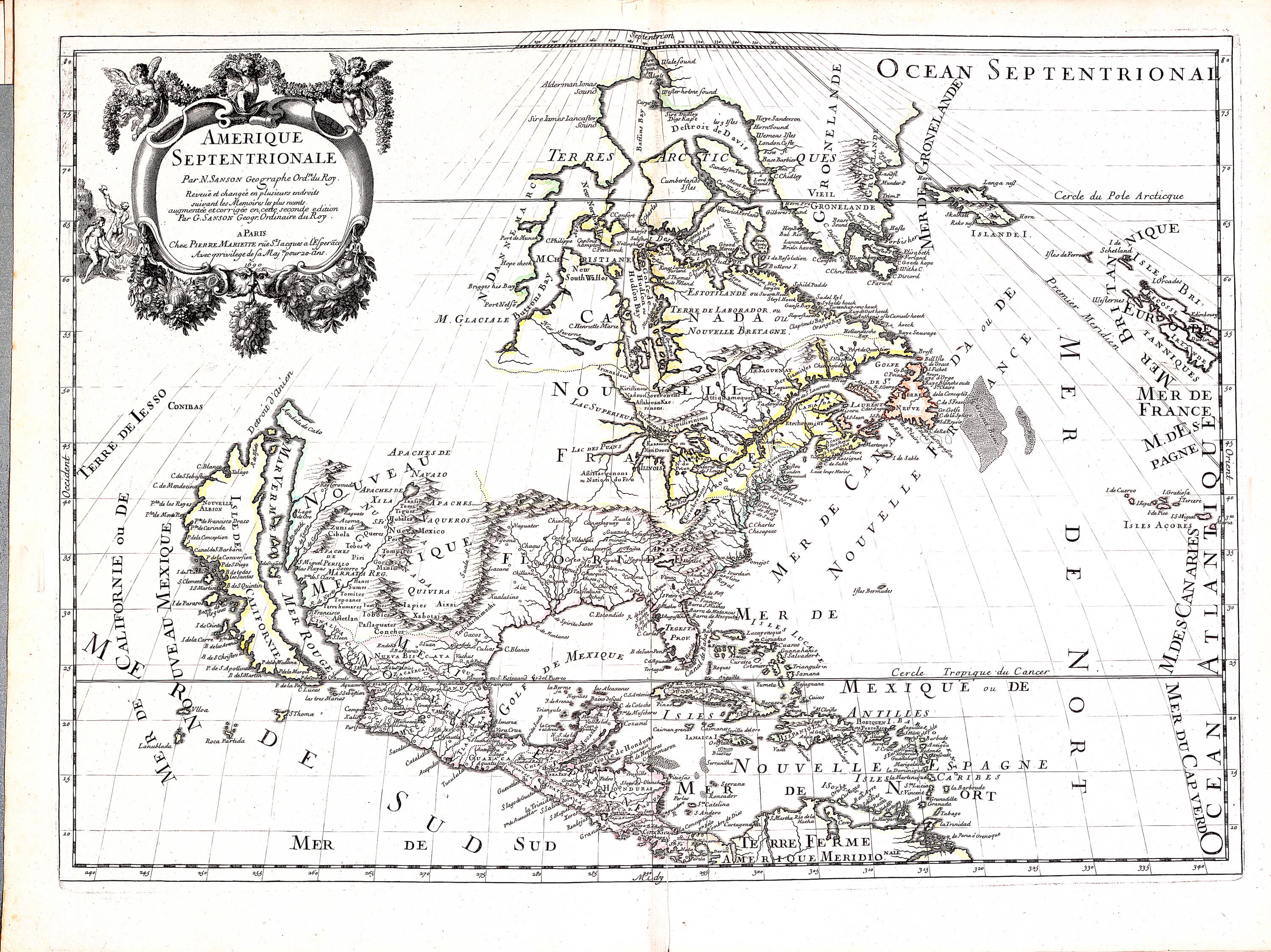
Північна та Центральна Америка
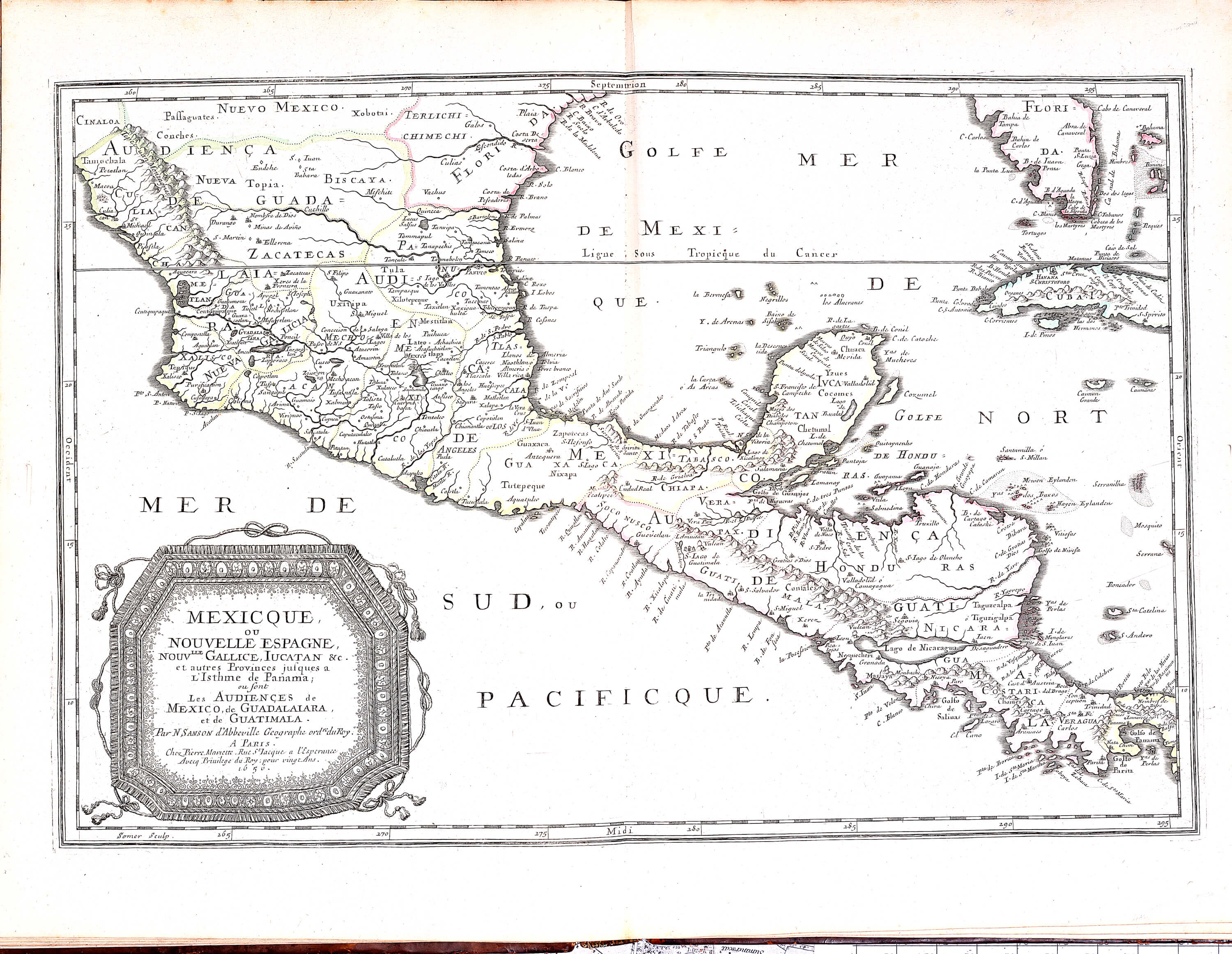
Центральна Америка та Мексика
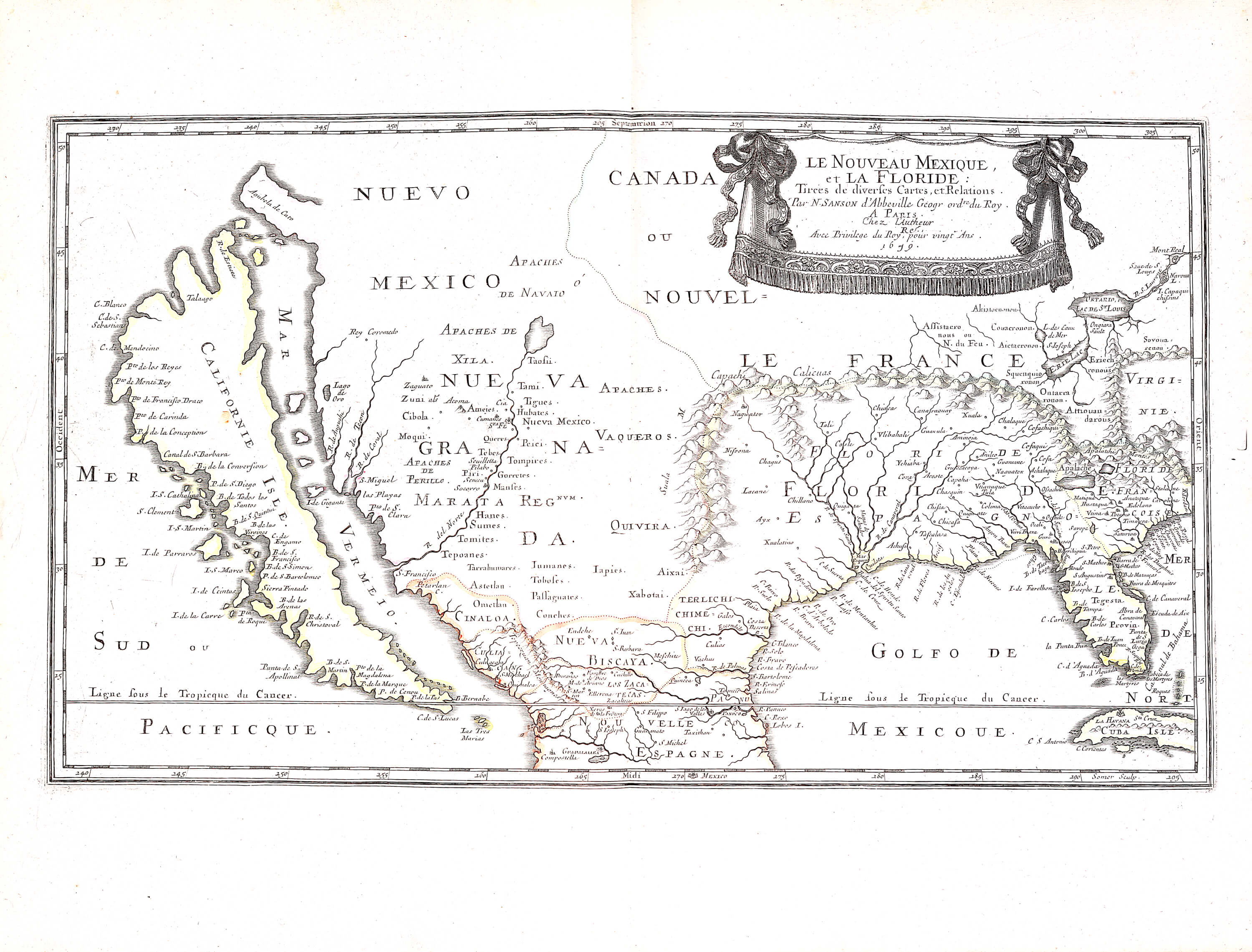
Флорида, Мексика та Каліфорнія
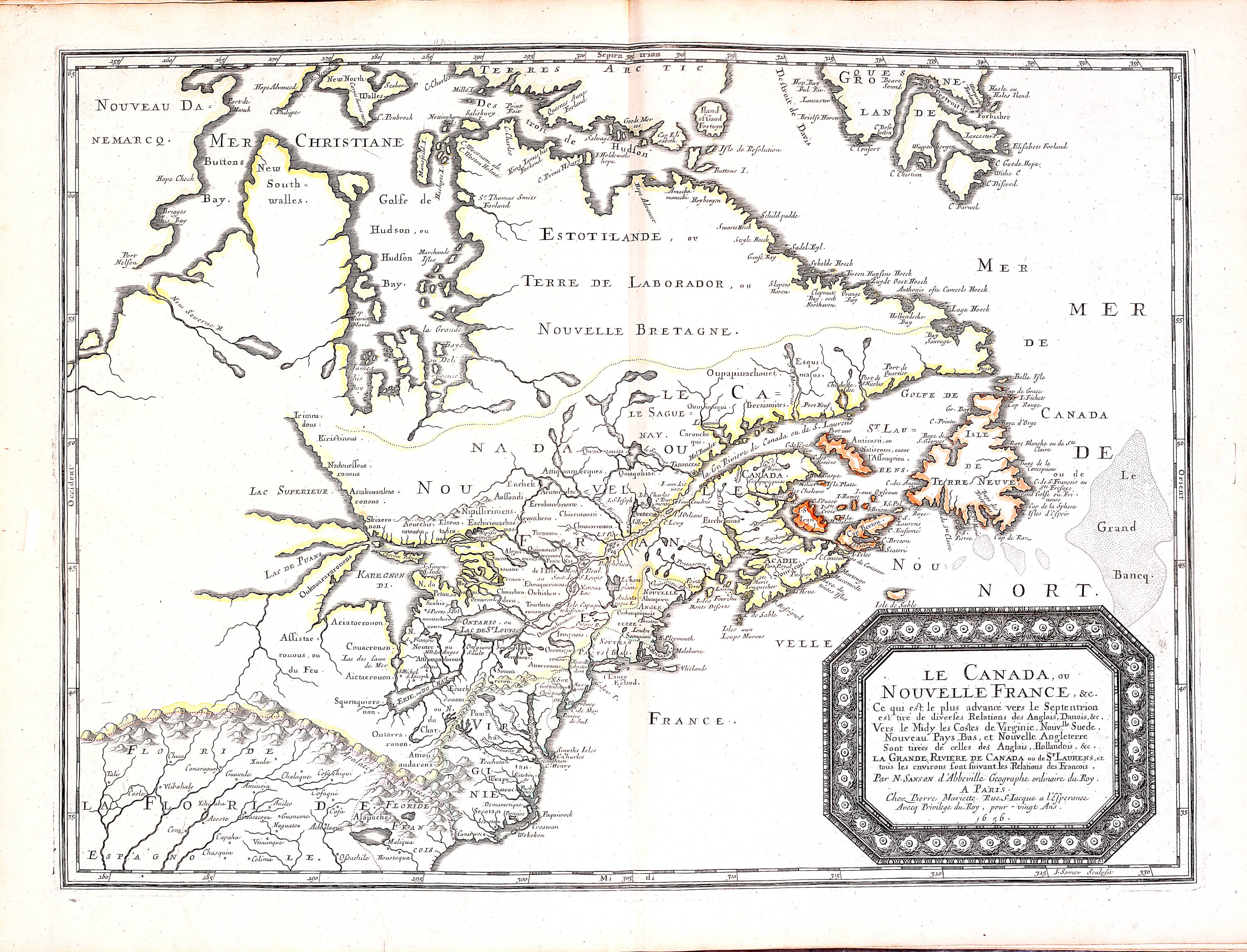
Канада
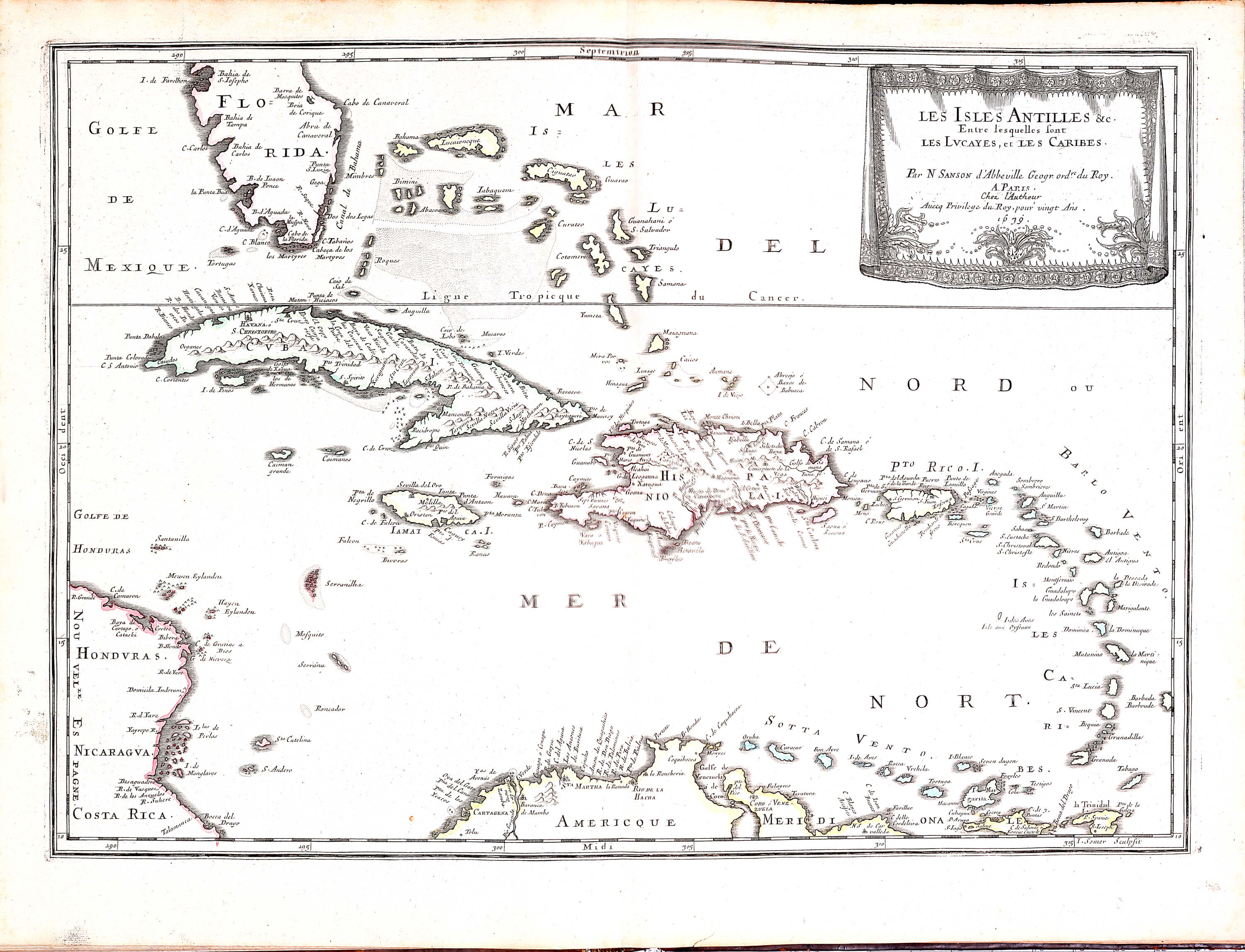
Вест-Індія та Антильські острови
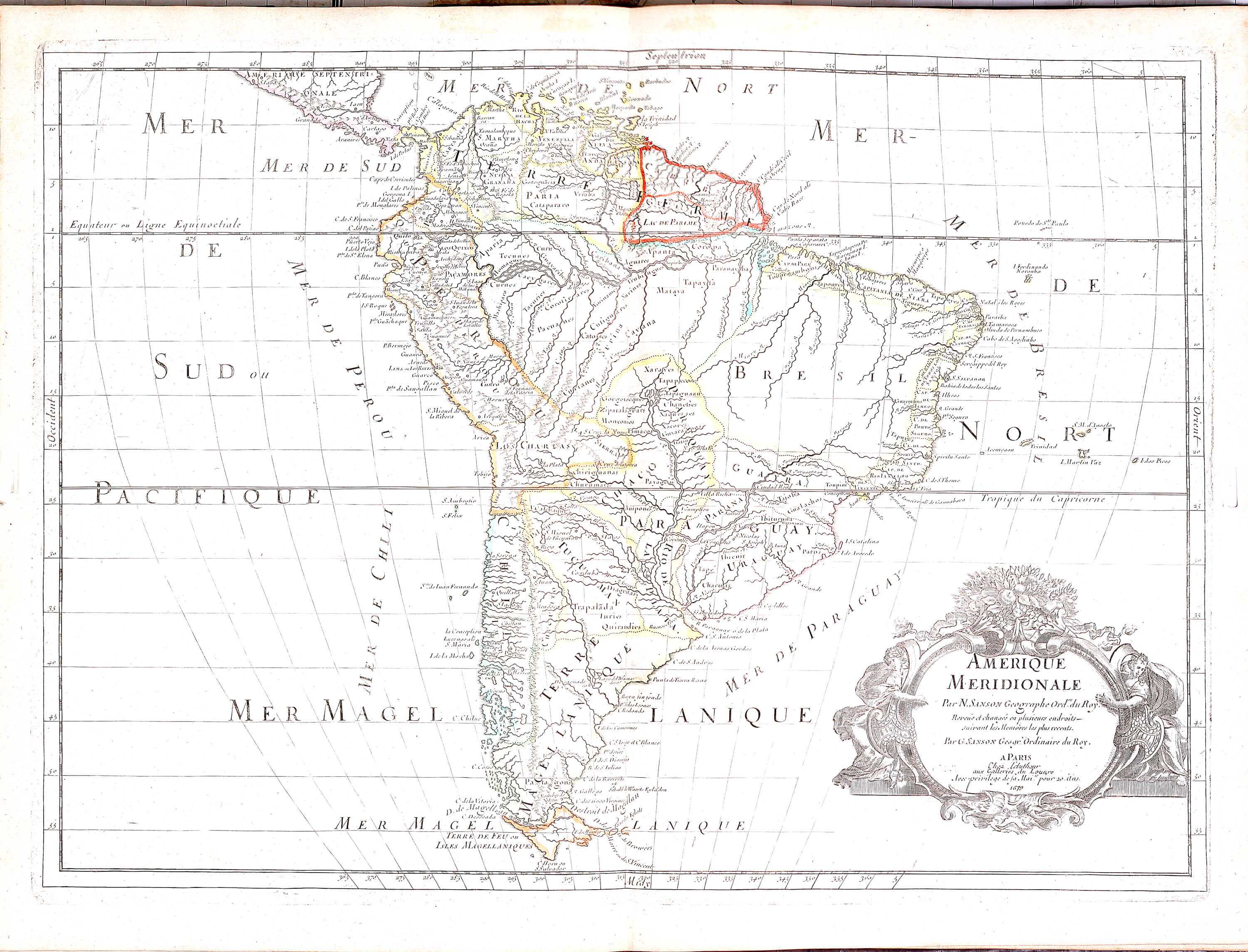
Південна Америка
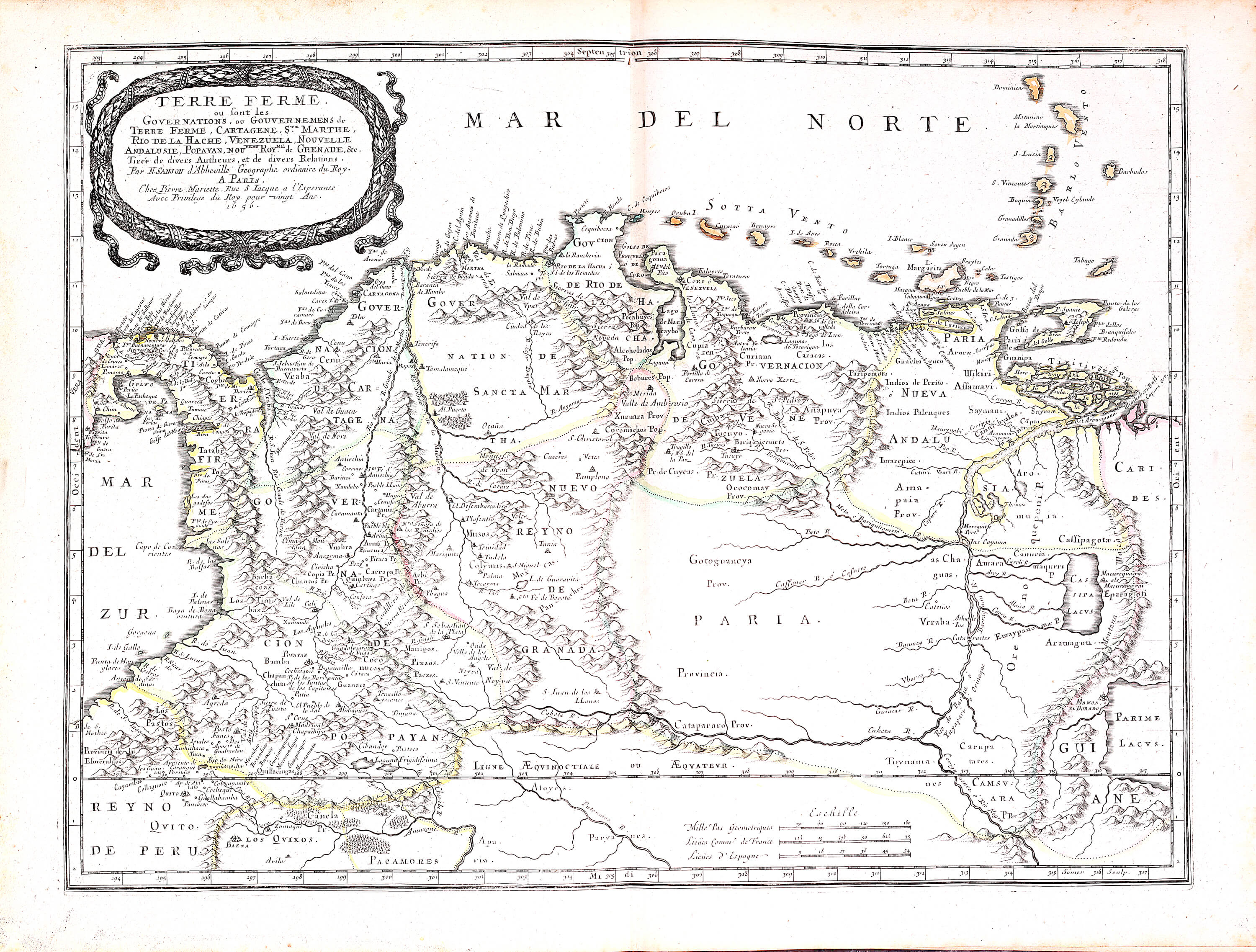
Венесуела
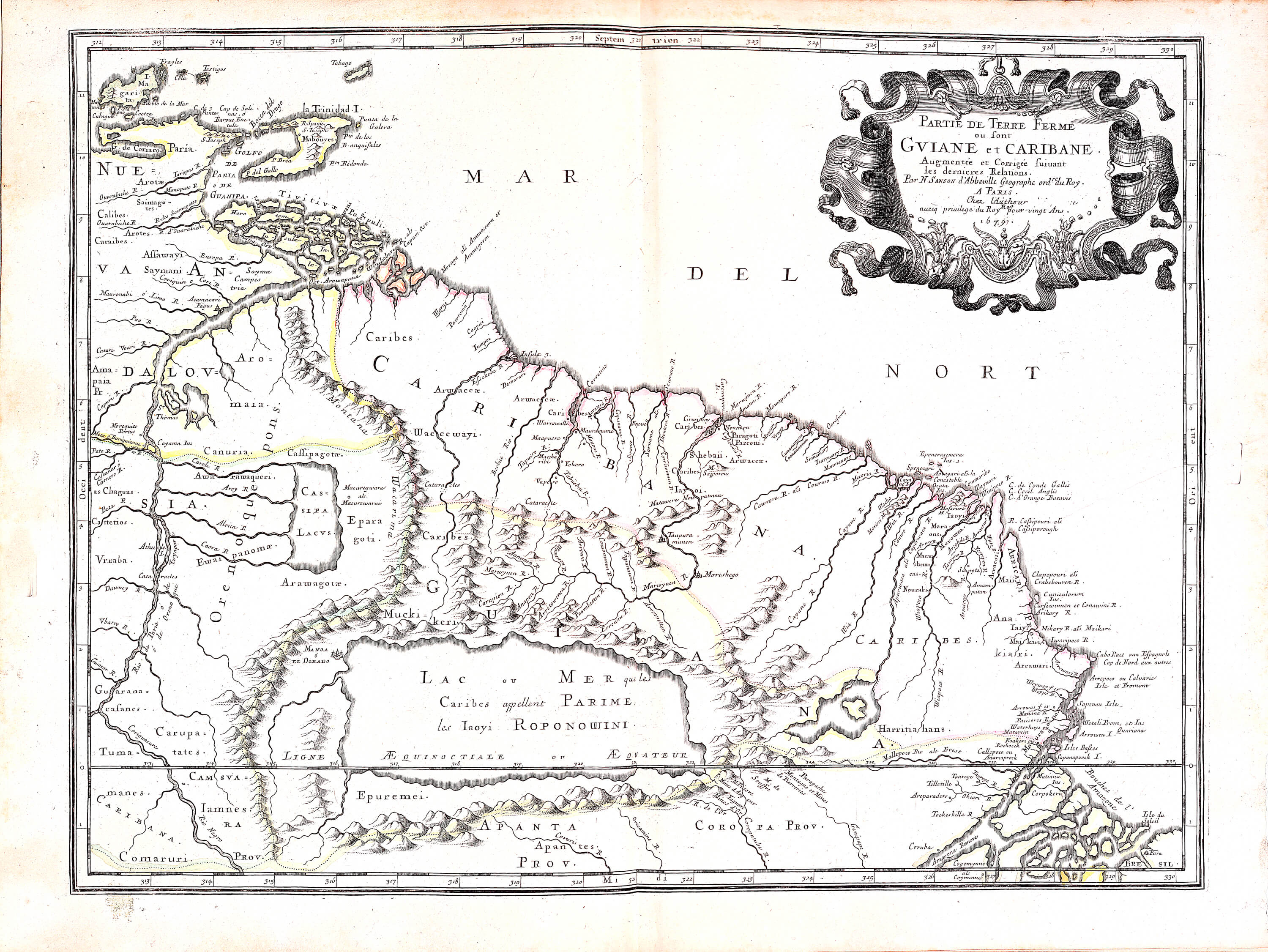
Французька Гвіана
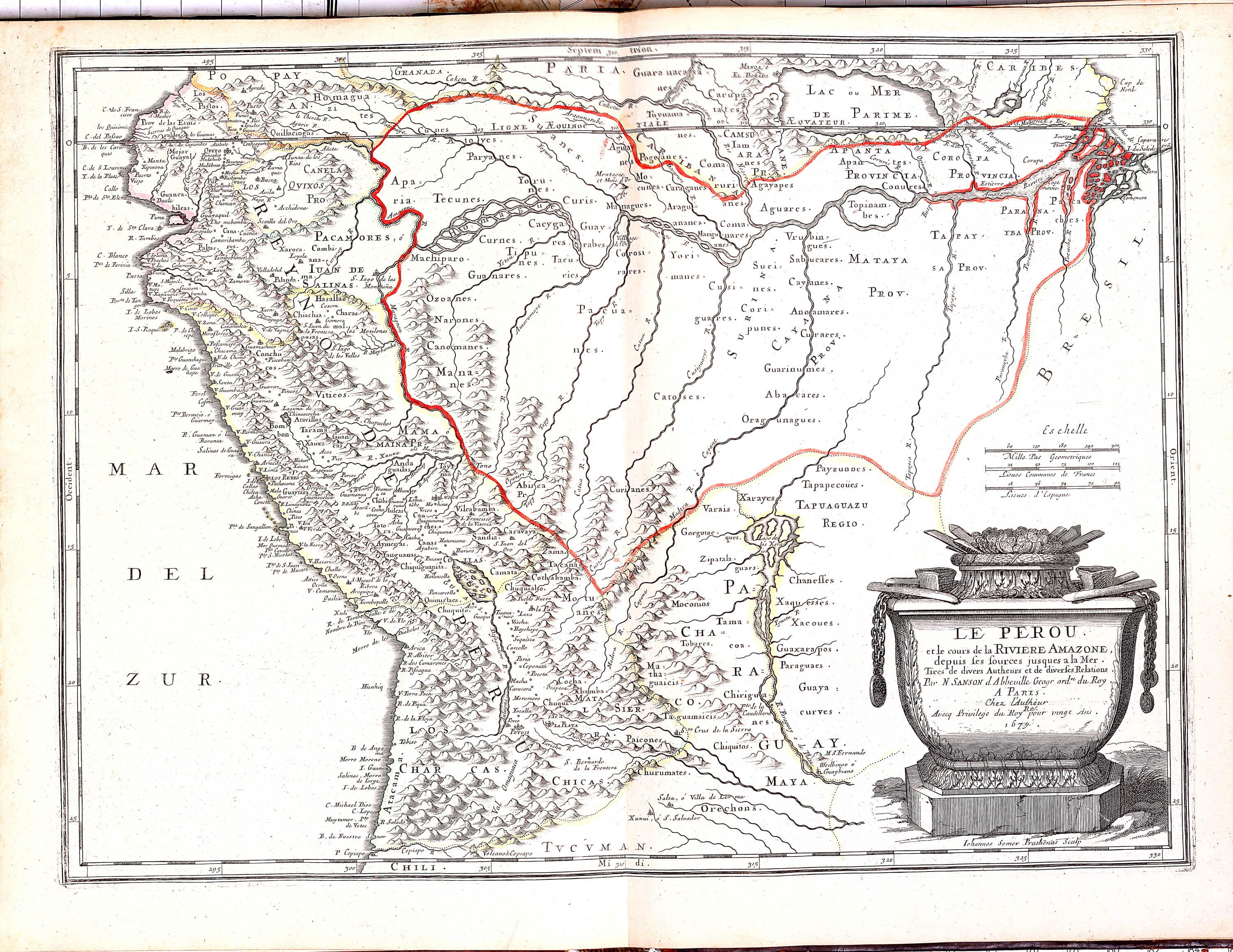
Перу та Амазонія
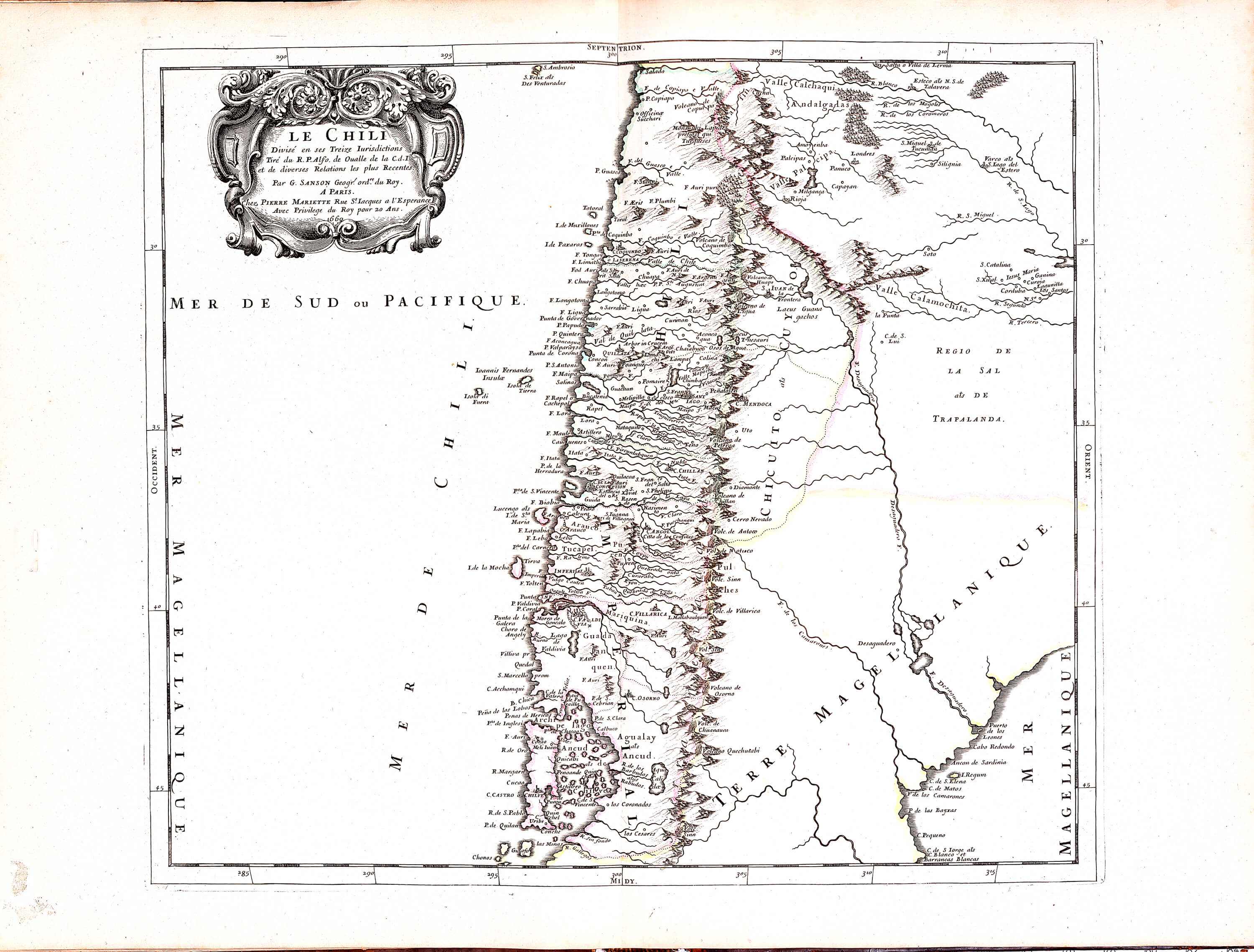
Чилі
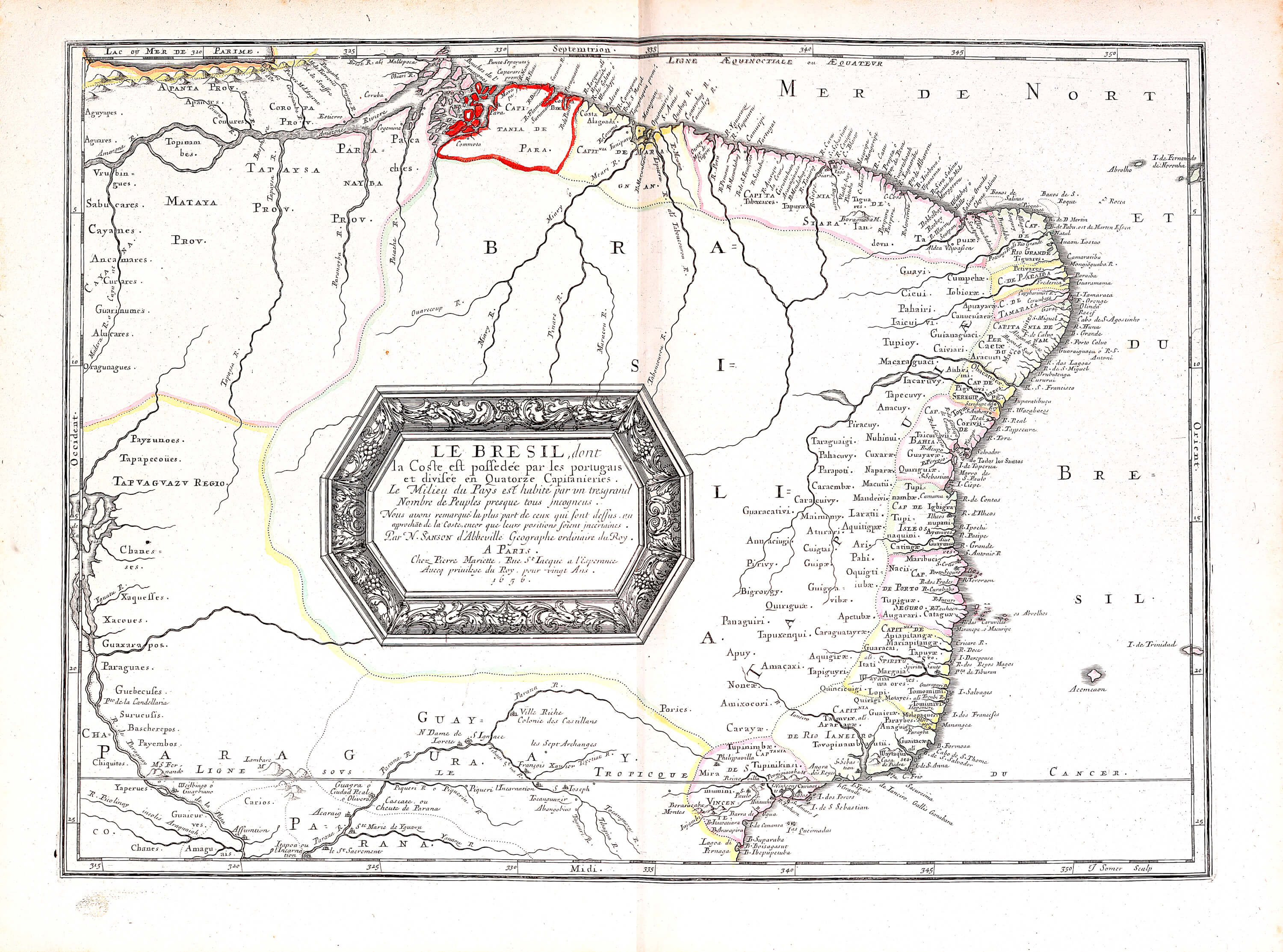
Бразилія
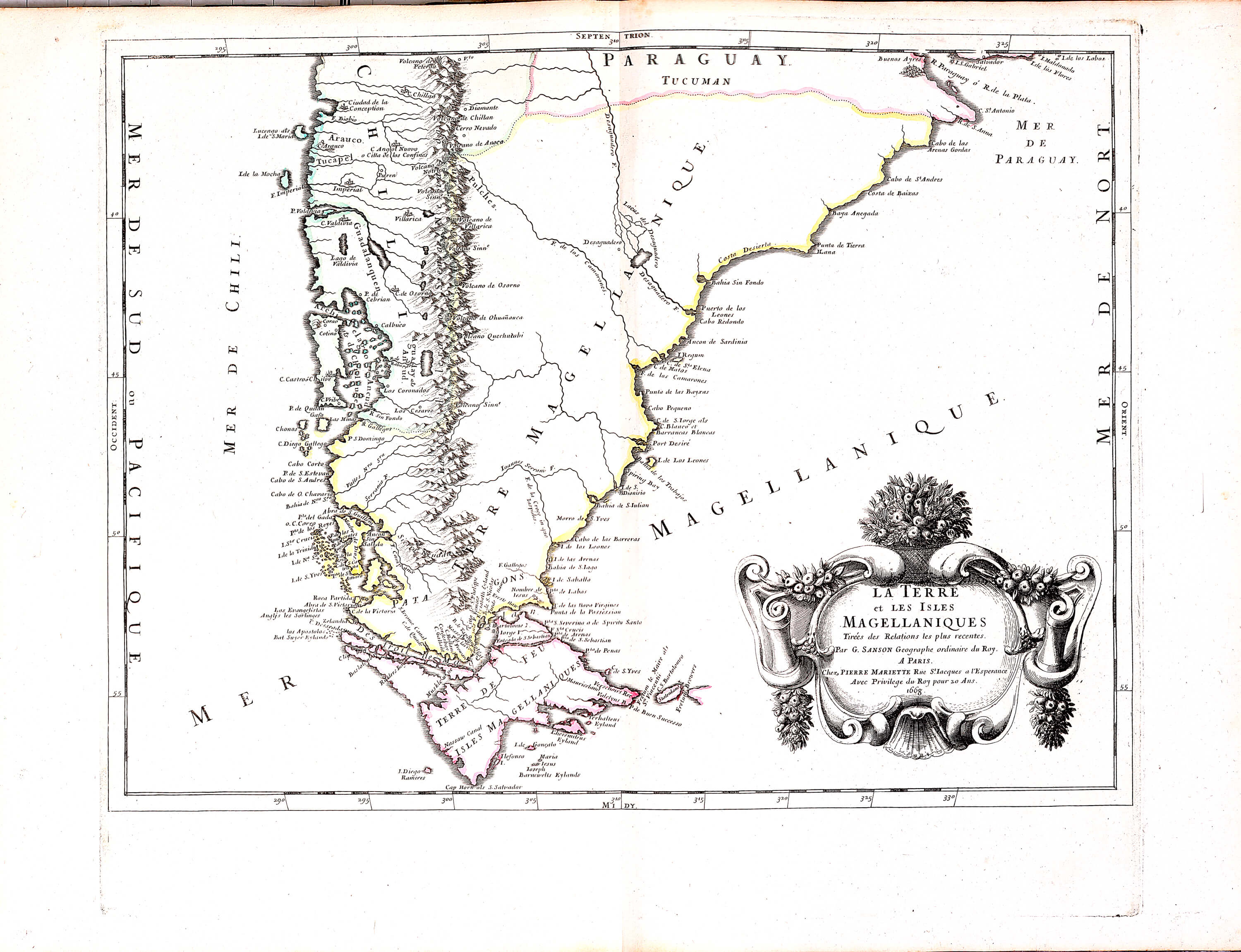
Магелланова протока

## Карти України

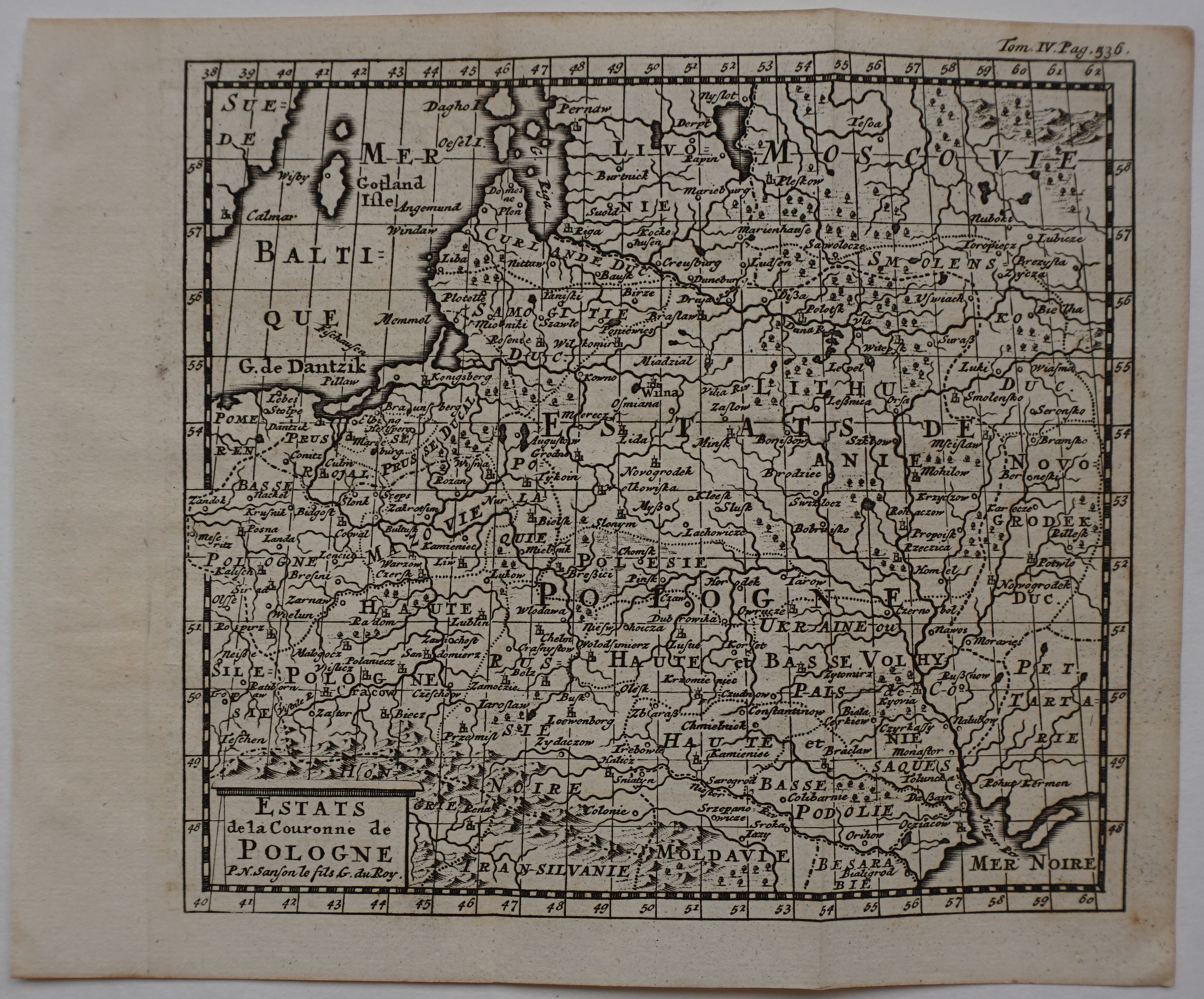
Н. Сансон. Маєтки Польської Корони з книги «Вступ до загальної та політичної історії Всесвіту», 1743

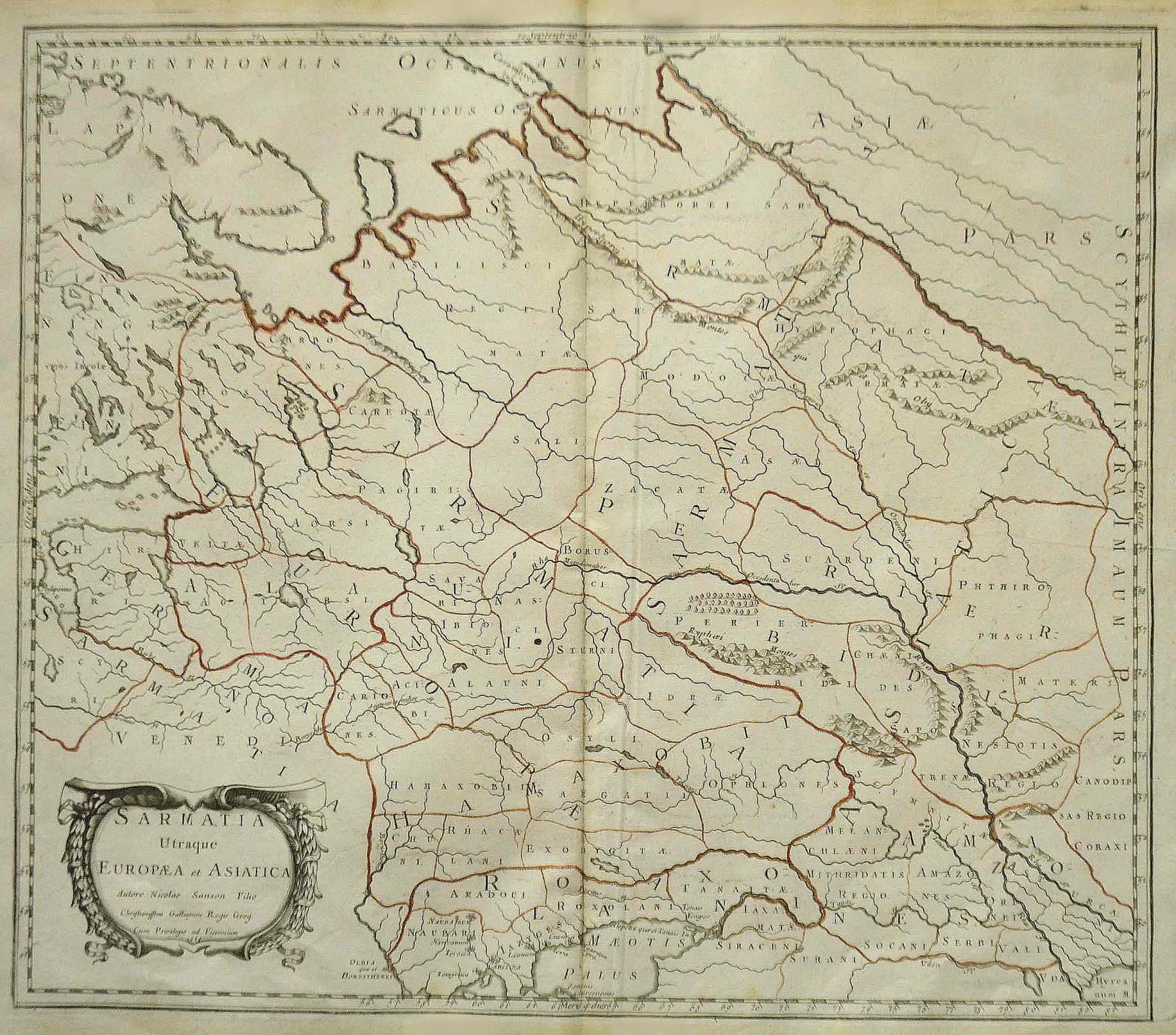
Н. Сансон. Сарматія, 1654

1655 р. видає мапу «Estats De La Couronne De Pologne ou sont les Royaume de Pologne, Duches et Provinces De Prusse, Cuiave, Mazovie, Russie Noire &c Duches De Lithuanie, Volynie Podolie &c. De L'Ukraine &c . . . 1655» («Карта Польського королівства…»). Мапа видана в Парижі. Відрізняється деталізацією. Створена мапа на основі карти Ґійома Боплана. На мапі зазначено назву Україна [Ukraine] саме так, як її використовував Ґійом Левассер де Боплан. Назва [Ukraine] накладається на назву [Volynie], охоплює Правобережну та Лівобережну Україну, від Києва до гирла Дніпра (Чорного моря). У добре декорованому картуші позначені назви українських воєводств у поєднанні з назвою Литовське князівство [Duches De Lithuanie]. Серед українських земель позначено: Чорну Русь [Russie Noire]; Поділля [Podolie]; Волинь [Volynie], яка займає Правобережжя і Лівобережжя. В 1663 р. Нікола Сансон перевидає «Карту Польського королівства»..
1665 р. у конкурентній гонитві з видавництвом братів Блау і майже одночасно з ними Нікола Сансон видає сім карт по Україні:
- «Haute Volhynie, ou Palatinat de Lusuc ; tiré de la Grande Carte d'Ukraine, du Sr. le Vasseur de Beauplan / Par le Sr Sanson d'Abbeville, …» (Верхня (Горішня) Волинь, т.з. Луцькі землі; частина Великої карти України);
- «BASSE VOLHYNIE, ou PALATINAT DE KIOW, tiré entierement de la grade Ukraine du Sr. le Vasseur de Beauplan» (Низова (Долішня) Волинь, частина Великої карти України);
- «Haute Podolie ou Palatinat de Kamieniec tirée entièrem. de la gr. Ukranie du Sr. le Vasseur de Beauplan, par le Sr. Sanson» (Верхнє (Горішнє) Поділля, частина Великої карти України);
- «Basse Podolie ou Palatinat de Braclaw, tiré de la grande carte d'Ukraine du Sr. le Vasseur de Beauplan» (Низове (Долішнє) Поділля, частина Великої карти України);
- «Russie Noire. divisée en ses Palatinats. & c. tirée pour la plus grande partie de la grande Carte de l' Ukaine, du Sr. le Vasseur de Beauplan. Par le Sr. Sanson d' Abbeville Geogr. ord.re du Roy. A Paris. Chez P. Mariette, rue S. Jacques a l' Esperance Avecq Priuilege pour Vingt Ans. 1665» (Чорна Русь, частина Великої карти України);
- «Haute ou Petite Pologne: ou sons les Palatinats de Cracow, Sandomirie, et Lublin» (Верхньої або Малої Польщі: Краківського, Сандомирського, Люблінського воєводств).
- «Tartarie Europeenne ou Petite Tartarie où sont les Tartares du Crim, ou de Perecop; de Nogais, d' Oczacow, et de Budziak. Dressée sur les Relations les plus Recentes. Par le S. Sanson fils Geographe ord.re du Roy. A Paris Chez Pierre Mariette, rüe S. Iacques à l' Esperance Avec Privilege pour Vingt Ans 1665» (Тартарія Європейська або Мала Тартарія або Тартари, Крим, або Перекоп)[19].

Він використав роботи Ґійома Боплана, розділивши його «Спеціальну карту України» на сім окремих мап українських воєводств та земель. Усі сім карт, як зазначають багато дослідників, відносно посередньої картографічної точності та якості. Разом з тим, у кожній з семи мап він посилається на «Генеральну карту України» Ґійома Боплана. Попри географічну неточність певних елементів карт, що виникли при фактичному копіюванні робіт Ґійома Боплана, видавництво Сансона відзначилося у художньому оформленні усіх семи карт. На мапах — тонко вирізьблені та гарно оформлені рослинними орнаментами й античними темами картуші.